# Porfírio Pardal Monteiro
Porfírio Pardal Monteiro ComSE (Pero Pinheiro, Montelavar, Sintra, 16 de fevereiro de 1897 – São Sebastião da Pedreira, Lisboa, 16 de dezembro de 1957) foi um arquiteto e professor universitário português. É um dos mais importantes arquitetos da primeira metade do século XX em Portugal.
Juntamente com um grupo notável, a que pertenceram Cottinelli Telmo, Carlos Ramos, Luís Cristino da Silva, Cassiano Branco e Jorge Segurado, irá protagonizar a viragem modernista da arquitectura portuguesa. Pardal Monteiro destaca-se como  "o que mais construiu e que se celebrizou como primeiro moderno. Sem concessões, foi capaz de pegar no fio da tradição para inovar". A sua obra marcou a cidade de Lisboa, tendo sido responsável por muitas das mais importantes realizações arquitectónicas entre as décadas de 1920 e 1950.

## Biografia / Obra
Filho de Pedro Manuel Monteiro, também natural de Pero Pinheiro, e de sua mulher Mariana Gertrudes Monteiro, doméstica, natural de Almargem do Bispo, nasce em Pero Pinheiro, então um lugar da freguesia de Montelavar, em Sintra, no seio duma família de pedreiros, depois tornados empresários da construção civil. Foi o sexto filho do primeiro casamento de seu pai e tem outro irmão do segundo casamento. Com o intuito de frequentar a escola e concluir a instrução primária, em 1904 vai viver para Lisboa na companhia de um irmão.
Estuda na Escola de Belas Artes de Lisboa (1910-1919), onde é aluno de José Luís Monteiro e aprende arquitetura dentro dos padrões do «espírito clássico». Ainda durante a frequência da ESBAL trabalha no ateliê de Miguel Ventura Terra, um dos mais destacados arquitetos do início do século em Portugal e figura venerada no círculo familiar de Pardal Monteiro. Ventura Terra torna-se numa figura de referência para o jovem pupilo, transmitindo-lhe um modo mais atualizado de pensar a arquitetura e influenciando as suas convicções republicanas (em 1919 Pardal Monteiro alista-se como voluntário no Batalhão Académico, formado para combater os rebeldes monárquicos que tinham conquistado o forte de Monsanto).

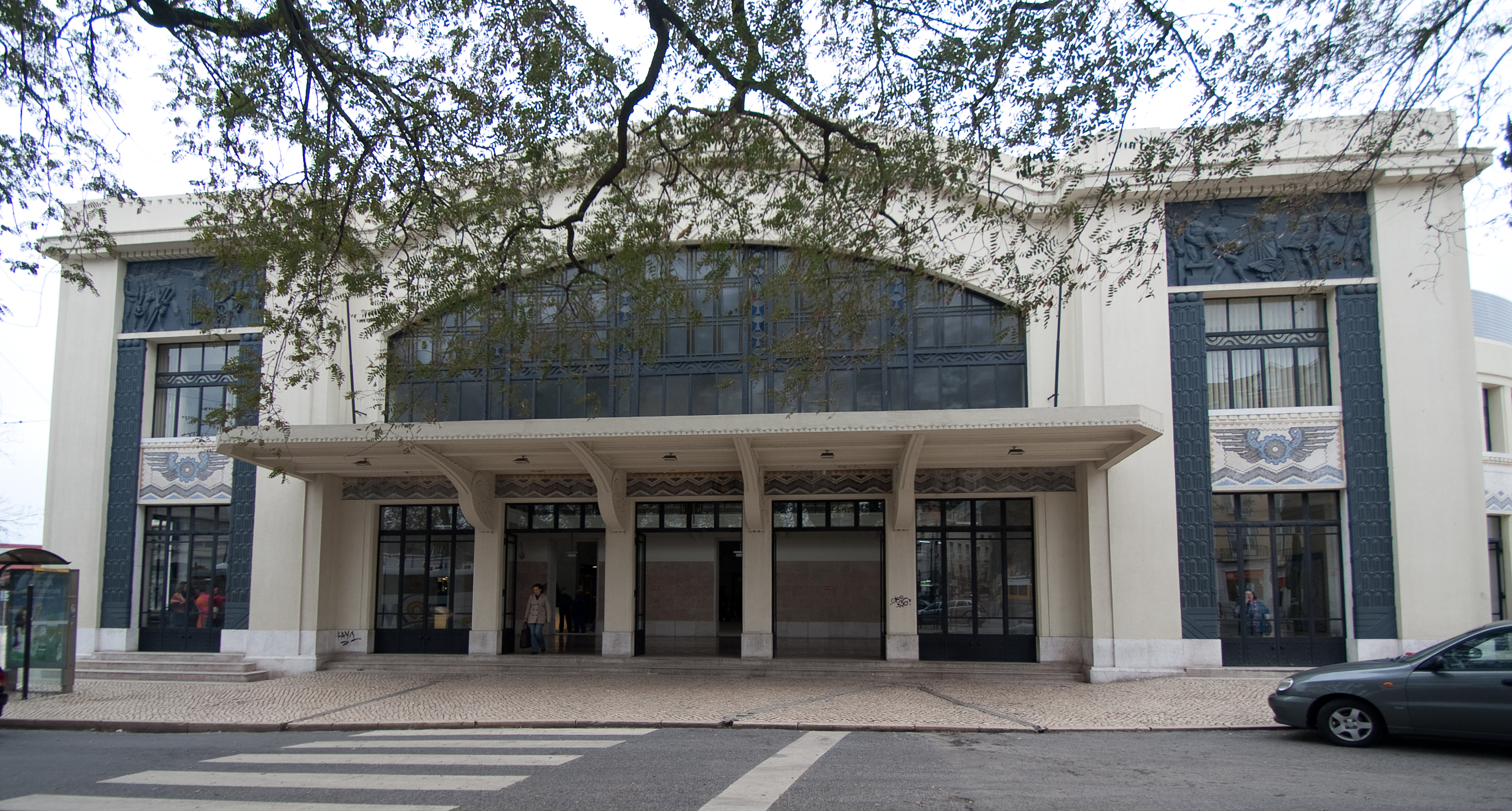
Estação ferroviária do Cais do Sodré, Lisboa

Em 1919 e depois de terminar o curso de arquitectura, é admitido na Repartição das Construções Escolares do Ministério da Instrução; nesse mesmo ano casa-se com Maria Luísa Vasques Kopke Correia Pinto e concebe o seu primeiro projecto, um solar à antiga portuguesa.
A 18 de dezembro de 1919, casou civilmente em Lisboa com Maria Luísa Vasques Kopke Correia Pinto (Alcântara, Lisboa, c. 1901), filha do médico naval Aires Kopke e de Adelaide dos Prazeres Metelo Vasques Kopke Correia Pinto, natural de Lisboa (freguesia dos Anjos).
Em 1920 ingressa no serviço de arquitetura da Caixa Geral de Depósitos (até 1929), que vai chefiar; torna-se primeiro-assistente da recém criada cadeira de Arquitetura do curso de Engenharia Civil do Instituto Superior Técnico (IST) da Universidade Técnica de Lisboa.  Desenvolve as sucursais de Alcântara, Setúbal e Porto da CGD. Dispondo de um orçamento de vulto, correspondente à expectável monumentalidade da obra, a agência do Porto representa um dos seus primeiros grandes desafios; nesse projeto, referenciado ainda a padrões neoclássicos, Pardal Monteiro integra elementos que revelam a influência renovadora da art déco, aprendida em 1925 por ocasião de uma viagem a Paris onde visita a Exposition des Arts Décoratifs et Industriels Modernes.  O seu trabalho irá então evoluir, num processo de depuração que o aproxima progressivamente da linguagem radical da arquitetura do movimento moderno.
A Estação do Cais do Sodré (1925-1928) "constitui de algum modo a confirmação do seu talento e a coroação de um empenho continuado", revelando um novo entendimento entre decoração e arquitetura, ainda dentro da impossibilidade do abandono radical do uso de elementos decorativos mas onde já é patente o afastamento da ornamentação eclética anterior. Na sua articulação entre estrutura e forma, esta obra é já uma clara afirmação de modernidade.

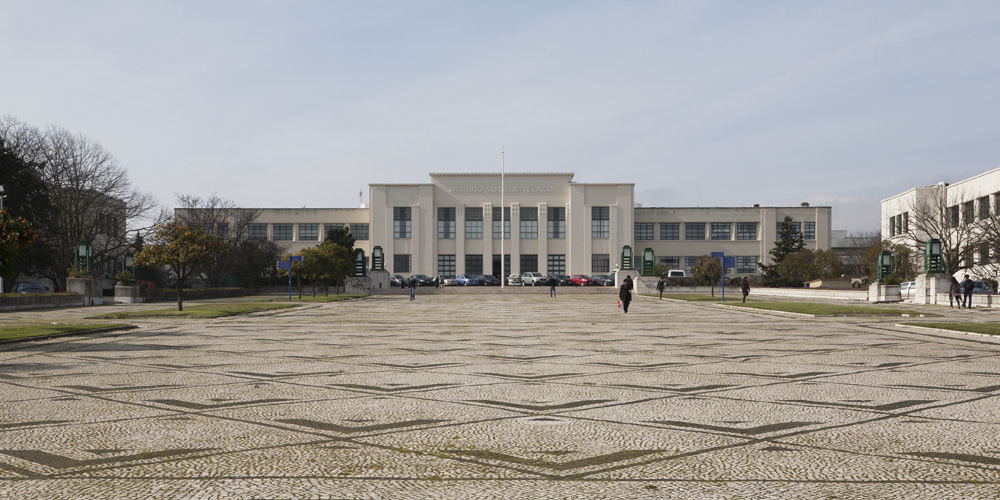
Instituto Superior Técnico, Lisboa

Em 1927 inicia o projeto das novas instalações do Instituto Superior Técnico, ao Arco do Cego, Lisboa, onde adota, tal como no Cais do Sodré mas desta vez em muito maior escala, o novo sistema construtivo baseado no betão armado. Esta obra irá tornar-se na grande oportunidade para a "afirmação da arquitetura do movimento moderno em Portugal à escala pública", marcando igualmente a união na ação entre Pardal Monteiro e Duarte Pacheco, então director do IST (futuro ministro das Obras Públicas e Presidente da Câmara Municipal de Lisboa). Obra emblemática da primeira vaga de arquitetura modernista em Portugal, ela traduz a consciência, adquirida em viagens ao estrangeiro e através de revistas como L’Architecture d’Aujourd’hui, dos novos rumos da arquitetura internacional.
A dimensão do empreendimento que foi o IST determina mudanças significativas no seu atelier, que se expande e profissionaliza a um nível nunca visto em Portugal. Irão seguir-se os projetos do Instituto Nacional de Estatística e muitos dos mais importantes equipamentos da cidade de Lisboa da década de 1930. Em paralelo, Pardal Monteiro empenha-se no estabelecimento de contactos internacionais, que lhe permitem uma atualização constante e servem de estímulo à manutenção do impulso criativo. Em 1930 torna-se correspondente da recém-criada Architecture d’Aujoud’hui, que dará visibilidade internacional à sua obra entre 1934 e 1938 (durante a 2ª Guerra Mundial a revista fica secretamente sediada no seu ateliê). Em 1932 é membro fundador do grupo RIA (Reuniões Internacionais de Arquitetos), antecessora da UIA (União Internacional de Arquitetos); nesse mesmo ano realiza uma viagem de estudo à União Soviética, integrado num grupo de arquitetos europeus.
Em 1933 projeta a Igreja de Nossa Senhora de Fátima, Lisboa, com a qual recebe o Prémio Valmor 1938 (apesar do apoio da igreja, a modernidade do edifício seria contestada pelos meios mais conservadores da sociedade portuguesa). Para este projeto solicita a colaboração de um grupo de nove artistas plásticos, entre os quais Francisco Franco, Almada Negreiros e Lino António. Em 1934 dá início aos projetos das Gares Marítimas de Alcântara (para a qual criou, uma vez mais, um esquema arquitetónico marcado pelo equilíbrio da escala dos volumes e pela justa expressão de todos os elementos da estrutura) e da Rocha do Conde de Óbidos, concluídas em 1943 e 1948 e onde contou, de novo, com a colaboração de Almada Negreiros. Ainda em 1934 realiza uma missão de estudo em Espanha, Itália, França, Bélgica e Holanda; no ano seguinte, participa no XIII Congresso Internacional dos Arquitetos em Roma. Em 1936 toma posse como Presidente do Sindicato Nacional dos Arquitetos (até 1944); em 1937 viaja pela Argélia e Itália com Duarte Pacheco e desloca-se a Paris, onde visita a Exposição Mundial e participa na RIA.

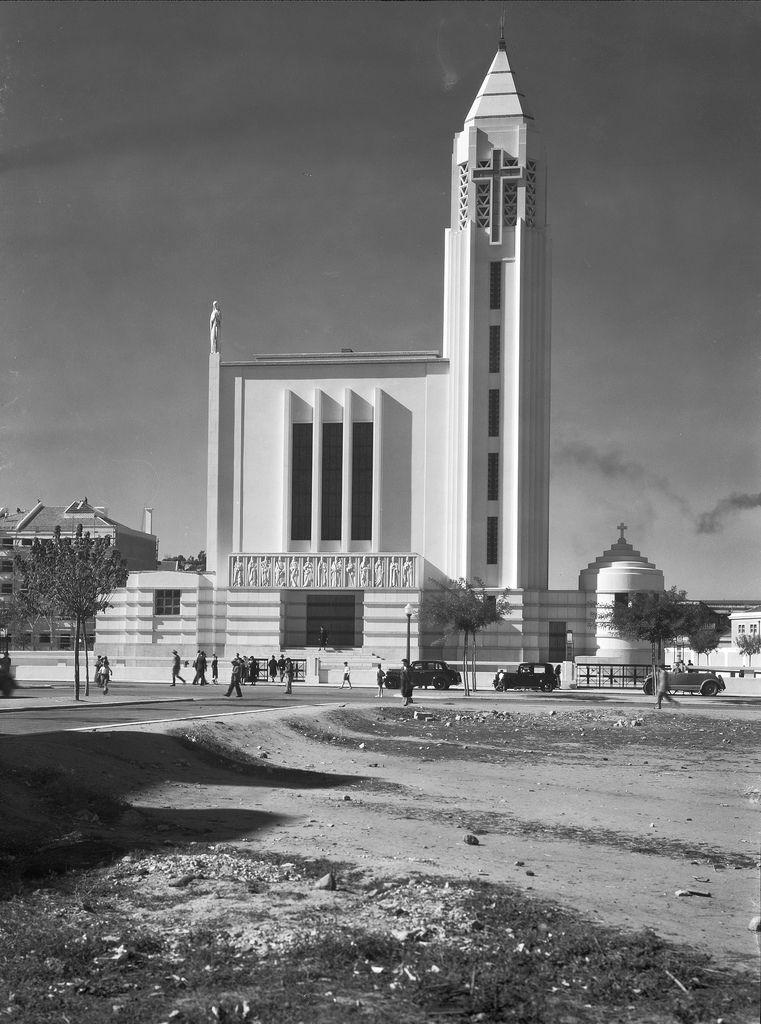
Igreja de Nossa Senhora de Fátima, Lisboa

A partir de 1938 a encomenda pública portuguesa começa a ser condicionada por uma onda de revivalismo nacionalista, com predomínio de um vocabulário historicista e regionalista; a mudança culmina na Exposição do Mundo Português (em que P. M. participa), para se prolongar pelas décadas imediatas. Ao contrário de muitos companheiros de geração, Pardal Monteiro irá resistir à inflexão estilística, mantendo uma postura de rigor, sem se desviar das suas "convicções racionalistas utilitárias em prol de uma arquitetura de dignidade monumental". "Tendo sido durante algum tempo o arquiteto de confiança de Duarte Pacheco, Pardal Monteiro protagonizou a primeira etapa das obras públicas do regime, definida no limbo entre a modernidade e a monumentalidade, numa elegante e austera simbiose balançada entre a manipulação de volumes claros e puros e o frequente recurso a uma composição simétrica, com entradas marcadas por grandes pilastras, escadarias monumentais, pés-direitos múltiplos, revestimentos a mármore e enquadramentos de painéis pictóricos".
No final da década de 1930 dá-se a rutura entre Pardal Monteiro e Duarte Pacheco, que determina o seu afastamento prolongado de toda a encomenda pública, levando-o a aceitar a realização de projetos para vários prédios de rendimento em Lisboa. Segundo João Vieira Caldas, arquitecto e autor de um livro biográfico de Pardal Monteiro, Duarte Pacheco gostava de "comentar os desenhos que lhe eram apresentados riscando-os com o lápis, hábito que irritava profundamente Pardal Monteiro". Por isso, quando lhe mostrou os desenhos para o arranjo do Terreiro do Paço Ducal em Vila Viçosa, projecto datado de 1938/39, o arquitecto resolveu apresentá-los cobertos por um vidro. "Duarte Pacheco não disse nada na altura, nem voltaria a falar no assunto, mas a sua relação com Pardal Monteiro esfriou completamente e não voltou a chamá-lo para qualquer tipo de trabalho ou de conselho.", conta Vieira Caldas. Ana Tostões, professora de História da Arquitectura no Instituto Superior Técnico e também autora de uma biografia de Pardal Monteiro, sugere que a rutura entre os dois possa também ter estado relacionada com as substanciais alterações ao projecto das gares marítimas do Porto de Lisboa, sob o pretexto de contenção orçamental.
Em 1942 é nomeado professor catedrático da cadeira de Arquitetura do IST. Em 1944 é eleito presidente da Mesa da Assembleia Geral do Sindicato Nacional dos Arquitetos (reeleito em 1948 e 1951). Com o termo da guerra, Pardal Monteiro retoma as viagens e contactos internacionais; em 1946 participa, no Royal Institute of British Architects, na fundação da União Internacional dos Arquitetos (UIA); dois anos mais tarde participa no primeiro congresso da UIA, em Lausanne, e em 1953 coordena a realização do terceiro, em Portugal. Tem uma papel ativo na realização do I Congresso Nacional de Arquitetura em 1948, evento histórico que marca a consolidação da classe profissional e a emergência de uma nova geração que irá pôr em causa o papel de liderança, até aí praticamente incontestada, da sua geração.

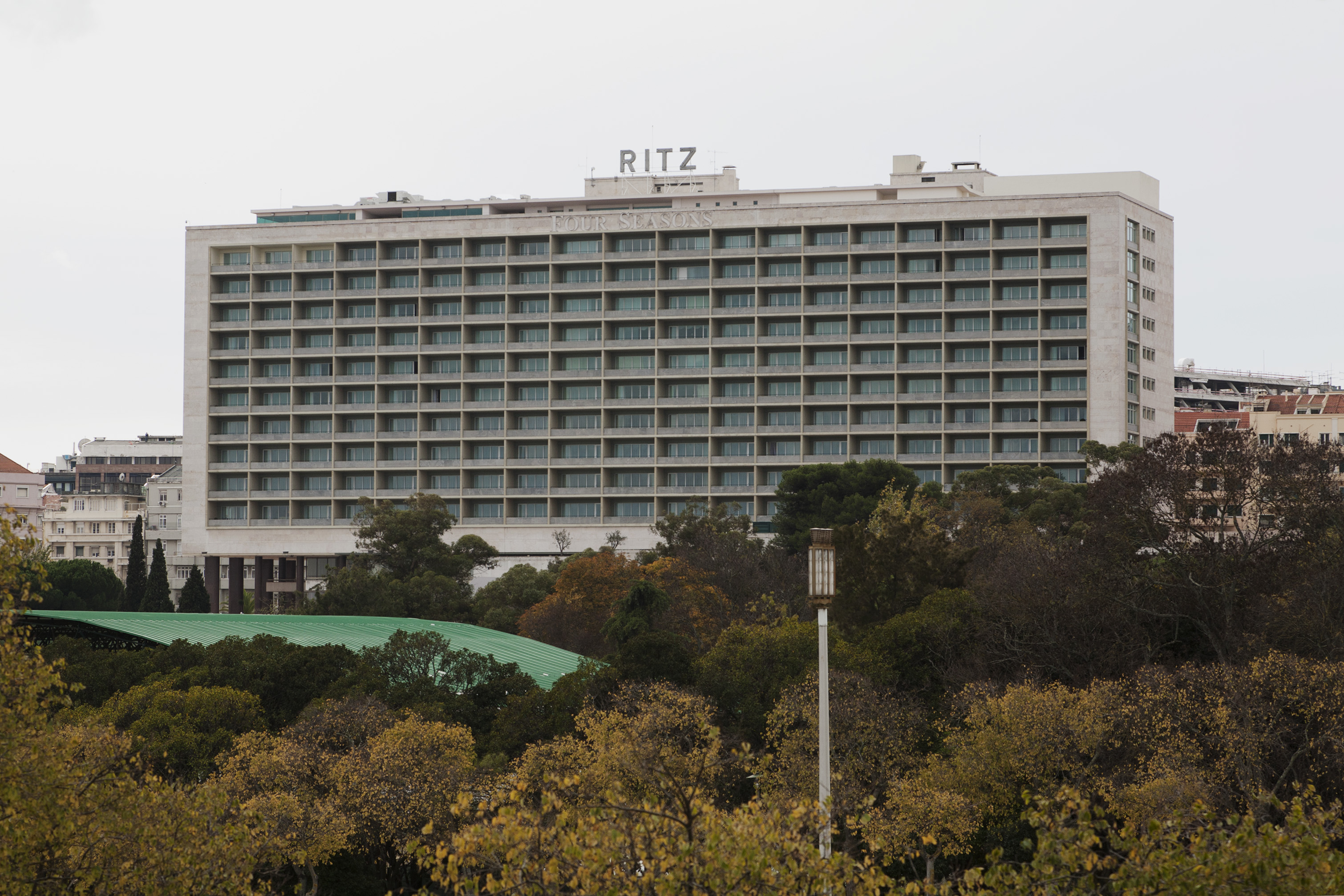
Hotel Ritz / Four Seasons, Lisboa

A partir do final da década de 1940 Pardal Monteiro recebe novas encomendas de vulto, públicas e privadas, projetando o Laboratório Nacional de Engenharia Civil e os hotéis Mundial, Tivoli e Ritz , em Lisboa. Este último, que não verá construído, assinala o seu permanente desejo de atualização; é o momento em que Pardal Monteiro mais se aproxima do «Estilo Internacional» e dos princípios da Carta de Atenas. Em meados dos anos de 1950 inicia ainda os projetos para os primeiros edifícios da Cidade Universitária de Lisboa e para a Biblioteca Nacional, que serão terminados após a sua morte sob coordenação de António Pardal Monteiro (Faculdade de Direito em 1957, Faculdade de Letras em 1959, Reitoria da Universidade de Lisboa e Biblioteca Nacional em 1961).
Em 1956 sofre o primeiro de pelo menos dois acidentes vasculares cerebrais. Impossibilitado de trabalhar e mergulhado em depressão, põe termo à vida em 16 de Dezembro de 1957, com recurso a barbitúricos, em sua casa, sita na Rua Filipe Folque, n.º 77, R/C, freguesia de São Sebastião da Pedreira, em Lisboa. Foi sepultado no Cemitério do Alto de São João.
A 5 de Janeiro de 1962 foi feito Comendador da Ordem Militar de Sant'Iago da Espada a título póstumo. Nesse mesmo dia, o seu sobrinho, o arquitecto António Pardal Monteiro (1928-2012), foi também condecorado como Cavaleiro da Ordem Militar de Sant'Iago da Espada.
António Pardal Monteiro deu continuidade a alguns trabalhos de Porfírio Pardal Monteiro com a colaboração de Anselmo Fernandez (1918-2000), colaborador de Porfírio Pardal Monteiro desde os anos 40. Mais tarde, em 1986, foi fundada, por António Pardal Monteiro e três de seus filhos arquitetos a sociedade Pardal Monteiro Arquitetos, prolongando a atividade de um atelier onde colaboraram muitos arquitetos relevantes de diversas gerações, entre os quais: Veloso Reis Camelo (1901-1985), Miguel Jacobetty Rosa (1901-1970), Luís Benavente (1902-1992), Raul Rodrigues Lima (1909-1979), Sérgio Andrade Gomes e Jorge Ferreira Chaves (1920-1981) e ainda, enquanto estudantes de arquitetura, Manuel Tainha, Frederico Sant'ana, Eduardo Goulartt Medeiros e o próprio sobrinho, António Pardal Monteiro.
Em sua homenagem, no Bairro dos Loios, Marvila (Lisboa), existe uma rua denominada Rua Pardal Monteiro.
A caracterização fundamental da obra de Porfírio Pardal Monteiro passou pela intenção de marcar o tempo presente e garantir um carácter de perenidade das edificações que projetou, através da valorização da solidez, durabilidade e monumentalidade. Para ele, duas premissas fundamentais na atividade profissional do arquiteto eram: a ideia de prestar serviço público, como responsabilidade ética e valorização da arquitetura nacional; e a importância crucial da concretização, pois a obra arquitetónica não se dava por concluída em esquisso ou desenhos técnicos, sendo essencial que fosse edificada e acabada.

## Obras Principais / Prémios[24]
- 1920 – Edifício na Av. da República, n.º 49 - Prémio Valmor 1923.[1]
- 1923 – Templo da Igreja Adventista de Lisboa | Edifício da Caixa Geral de Depósitos, Avenida dos Aliados, Porto
- 1925 – Moradia na Calçada de Santo Amaro, Lisboa; Prémio Valmor 1928.
- 1926 – Estação Ferroviária do Cais do Sodré, Lisboa | Moradia na Avenida 5 de Outubro, 207-215, Lisboa; Prémio Valmor 1929.
- 1927 – Campus universitário e edifícios do Instituto Superior Técnico, Lisboa.
- 1930 – Edifício da Ford Lusitana, Rua Castilho, Lisboa (demolido) | Menção Honrosa, Prémio Valmor 1930 (edifício de habitação, Avenida da República, nº 54, Lisboa).[25]
- 1931 – Instituto Nacional de Estatística, Lisboa .[26]
- 1938 – Igreja de Nossa Senhora de Fátima, Lisboa, Prémio Valmor 1938 | Monumento a António José de Almeida, Lisboa (com Leopoldo de Almeida).
- 1934 – Gare Marítima de Alcântara, Lisboa | Gare Marítima da Rocha do Conde de Óbidos, Lisboa.
- 1936 – Edifício do Diário de Notícias, Lisboa - Prémio Valmor 1940.
- 1940 – Pavilhão e Esfera dos Conhecimentos, Exposição do Mundo Português, Lisboa.
- 1942-1947 – Diversos edifícios de habitação em Lisboa; Prémio Municipal de Arquitetura 1947 (edifício de habitação, Avenida Sidónio Pais, nº16, Lisboa).[27]
- 1949 – Laboratório Nacional de Engenharia Civil, Lisboa.
- 1952 – Hotel Tivoli, Avenida da Liberdade, Lisboa | Edifício Mundial (Hotel Mundial), Lisboa | Início dos projectos para a Cidade Universitária, Lisboa (Faculdade de Direito, Faculdade de Letras, Reitoria).
- 1954 – Hotel Ritz  (actual Four Seasons), Lisboa | Início do projeto da Biblioteca Nacional de Portugal, Lisboa.

### Caixa Geral de Depósitos, Porto

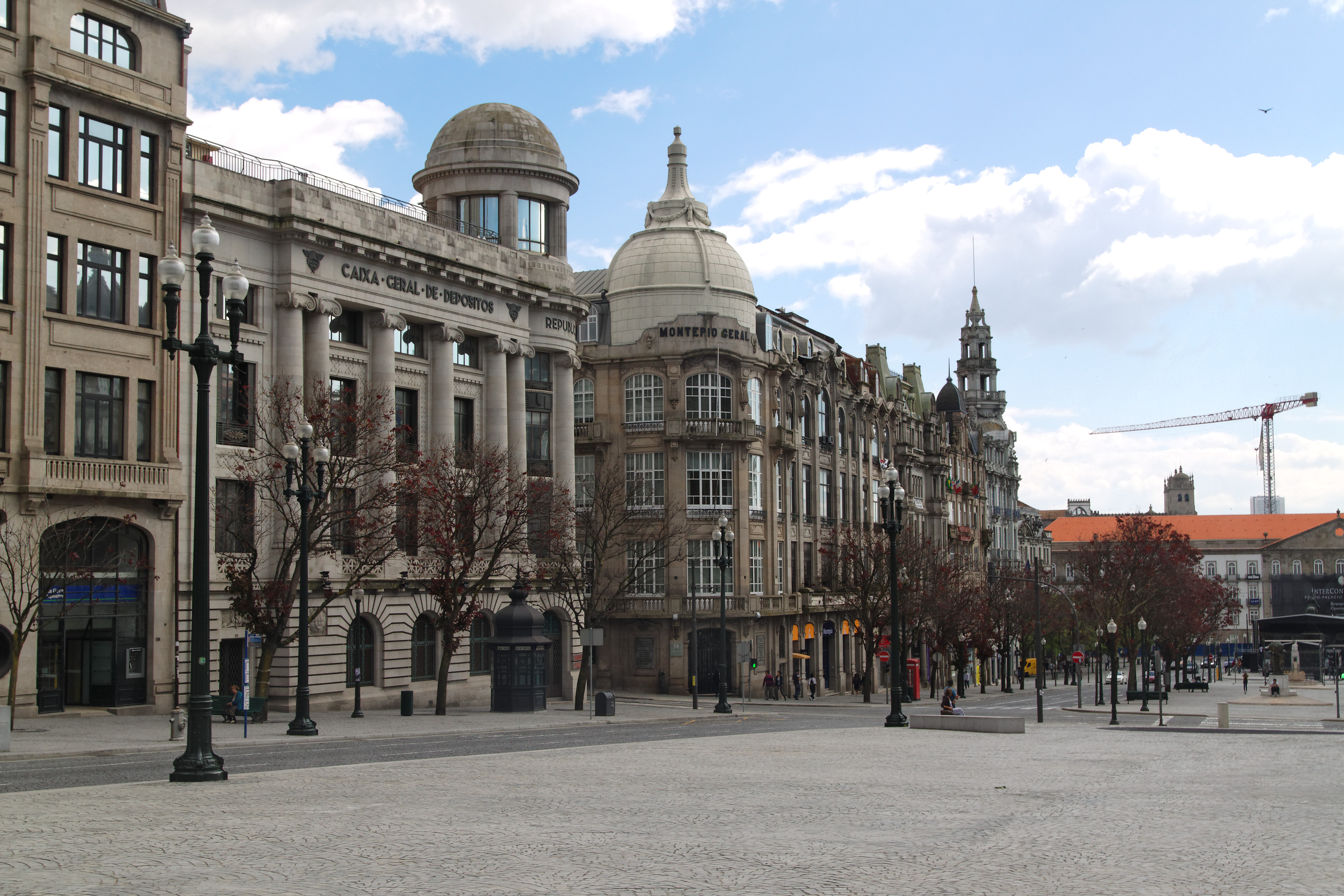
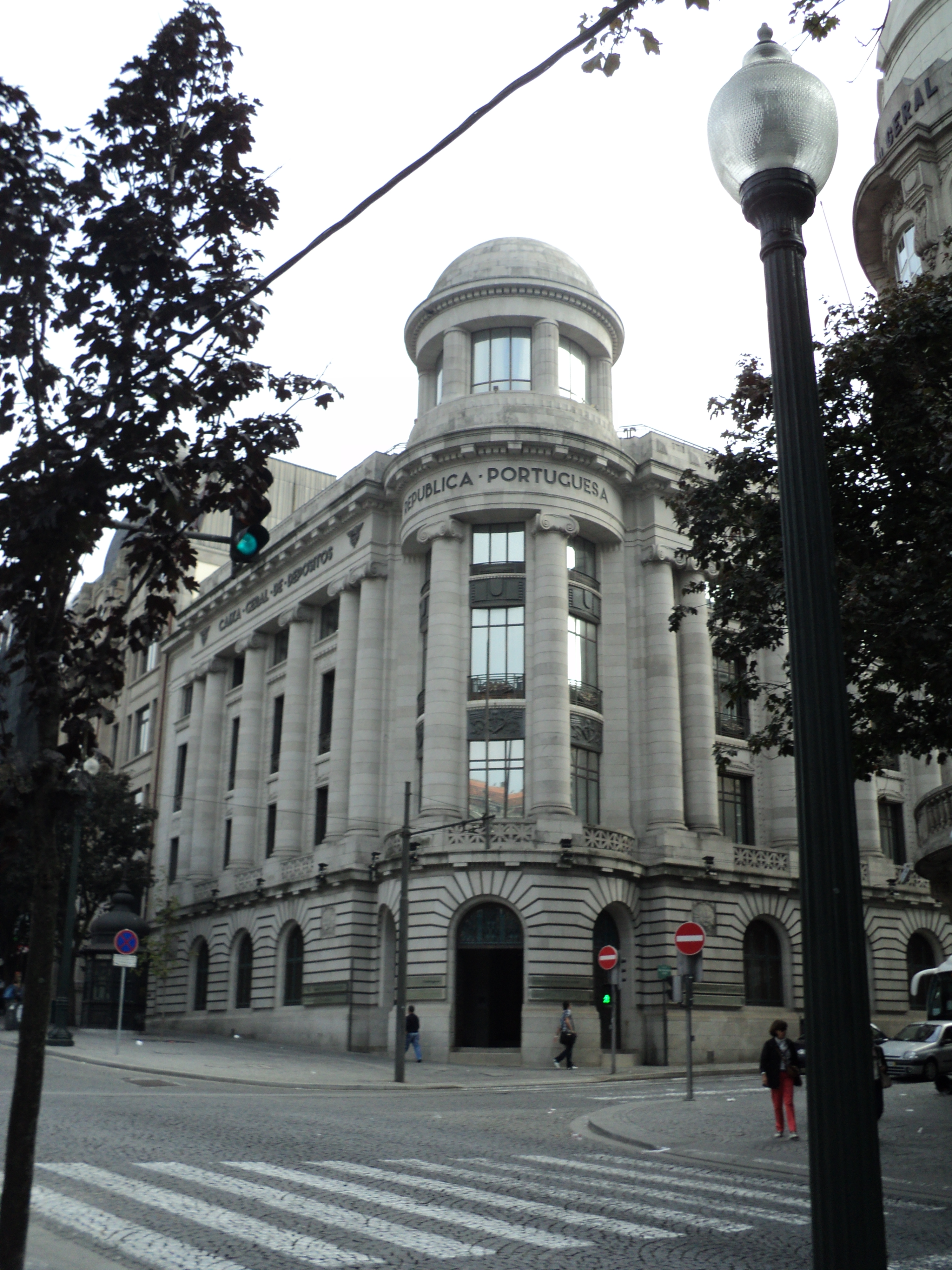
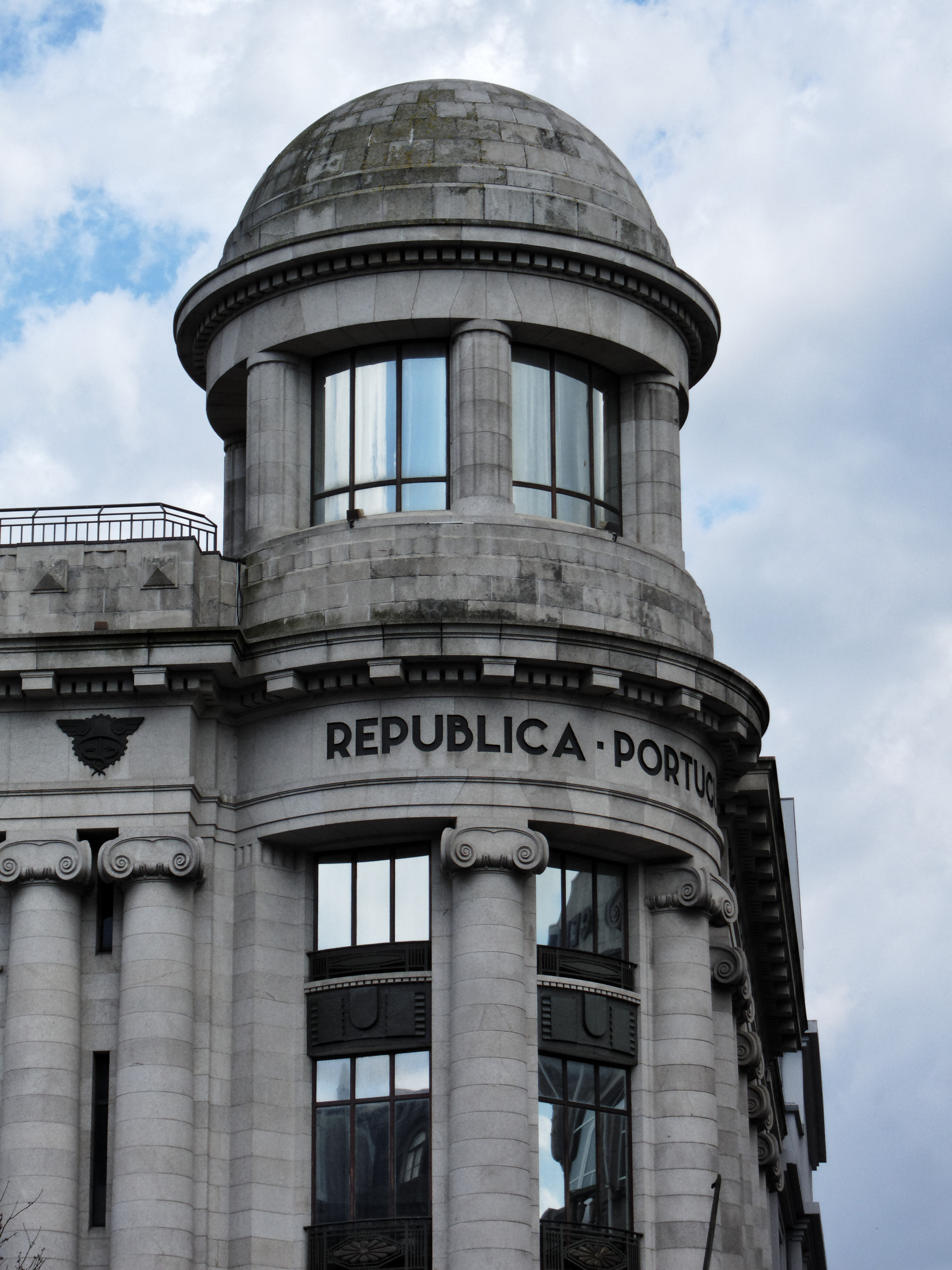

### Estação ferroviária do Cais do Sodré

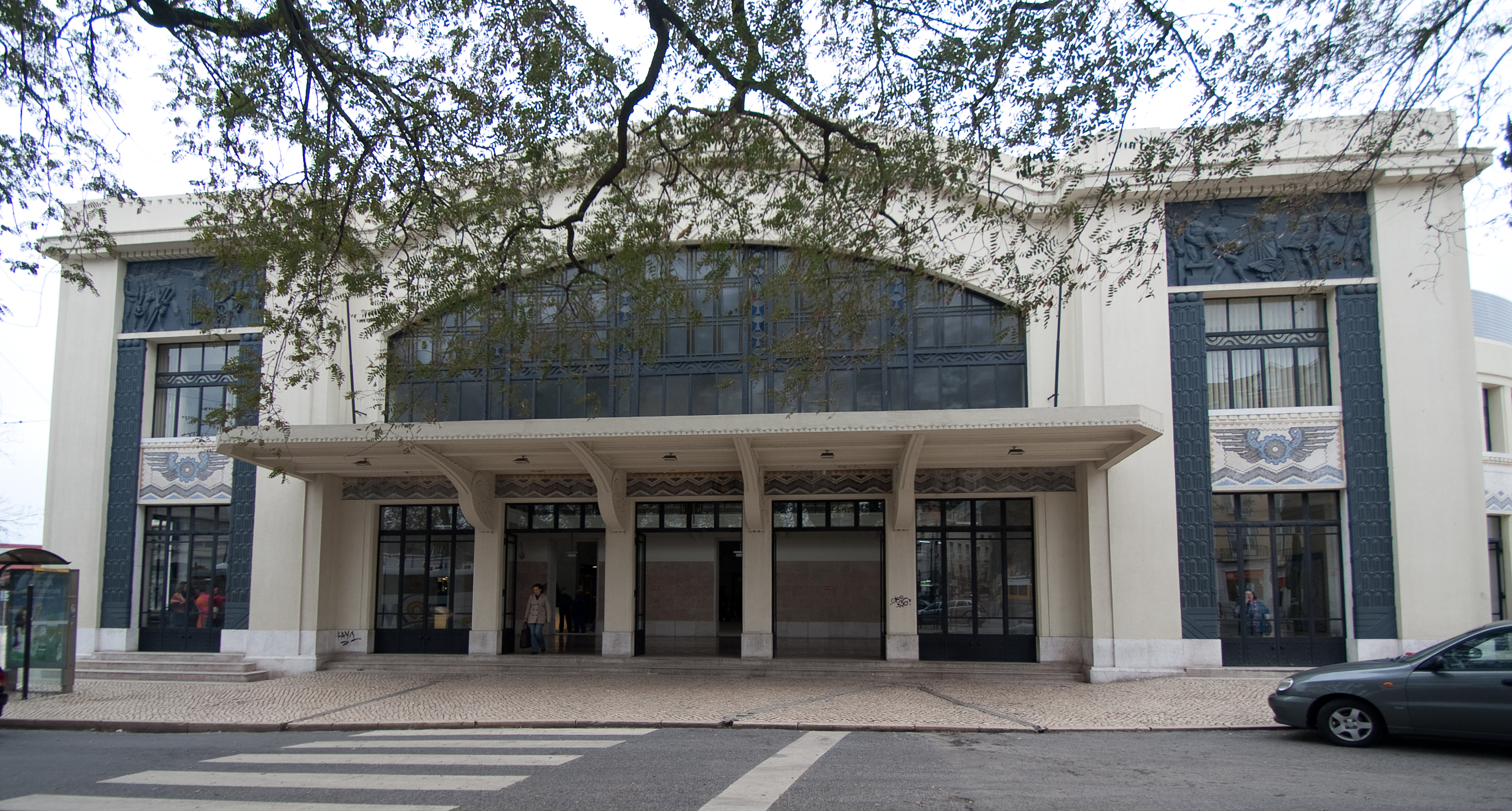
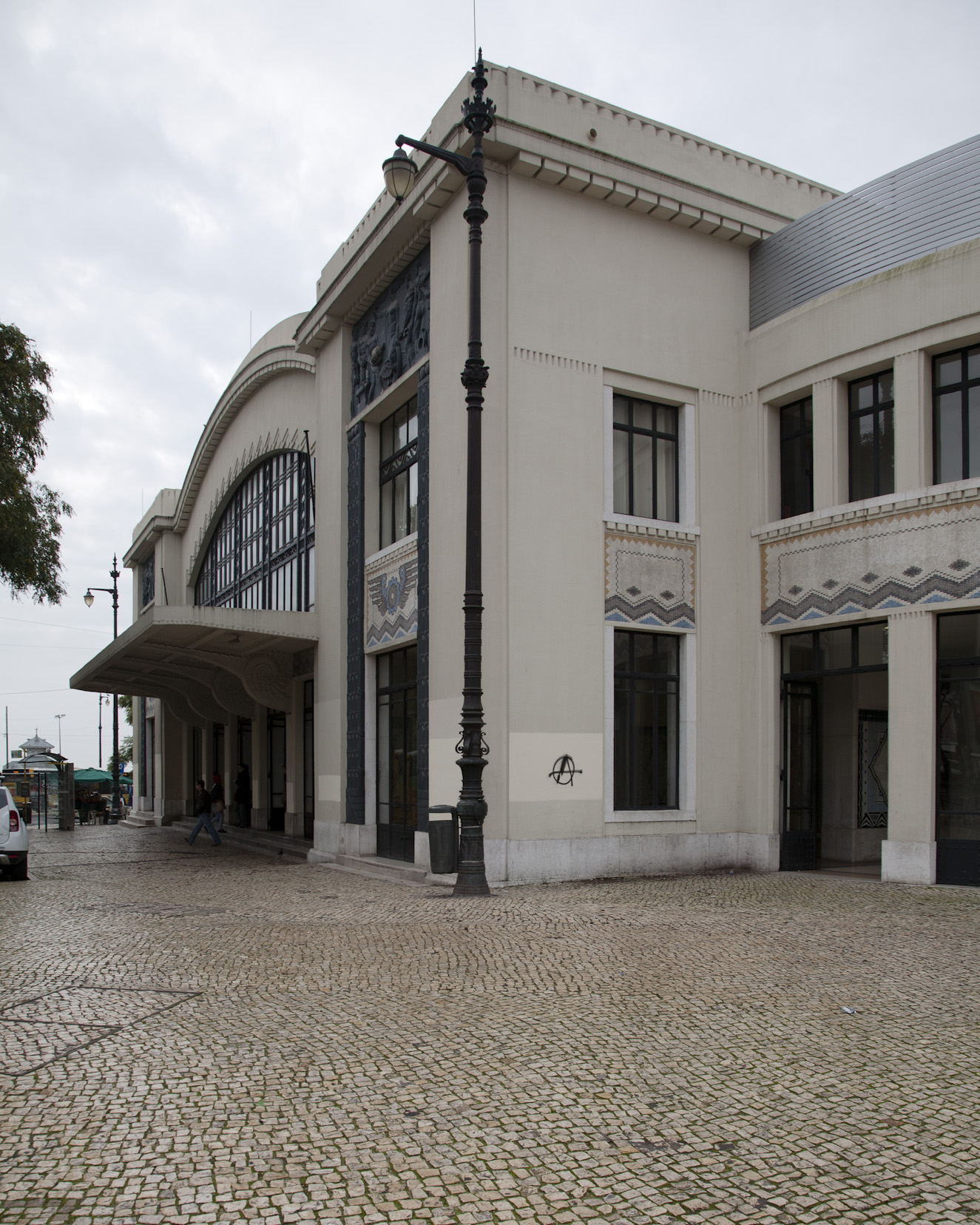
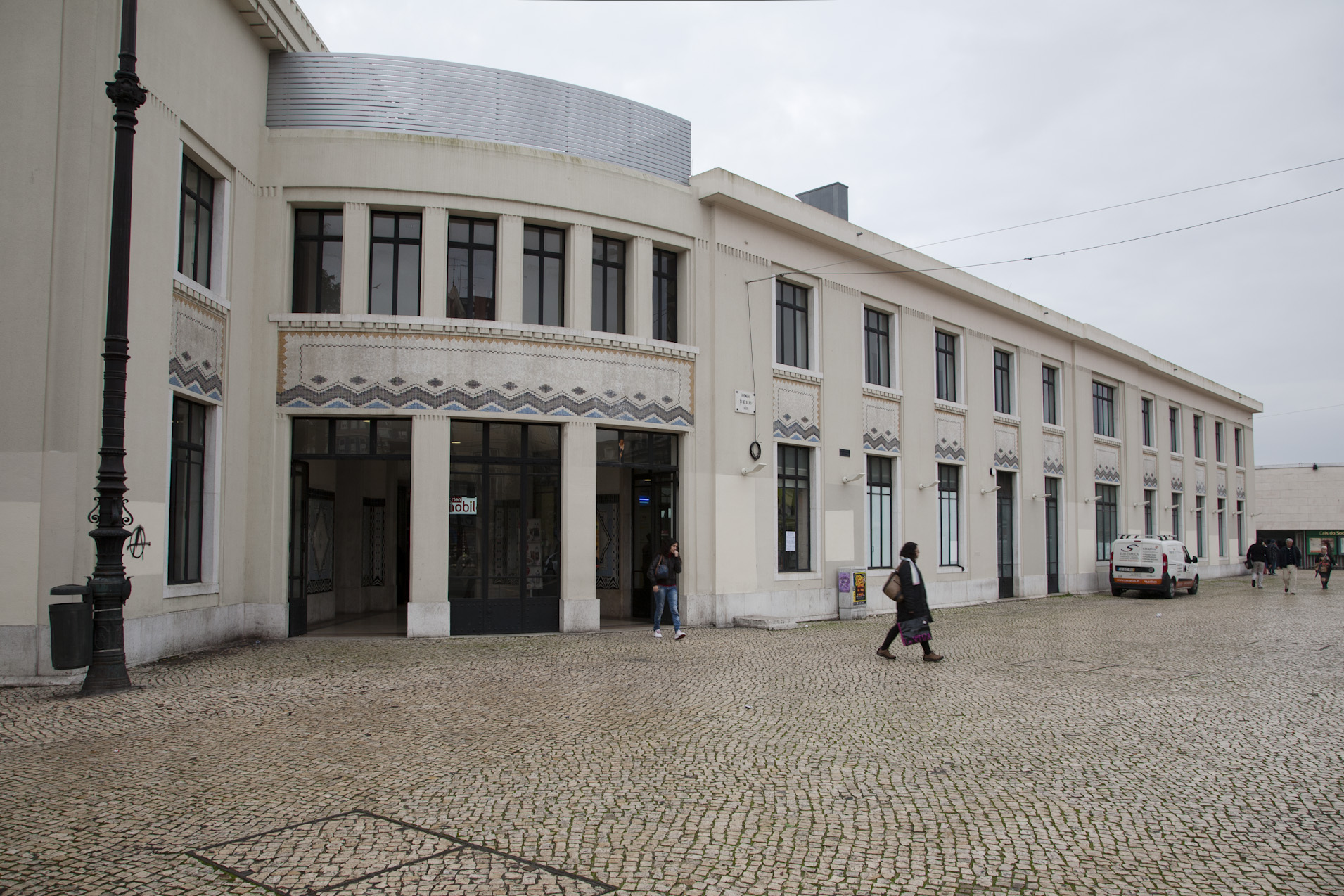
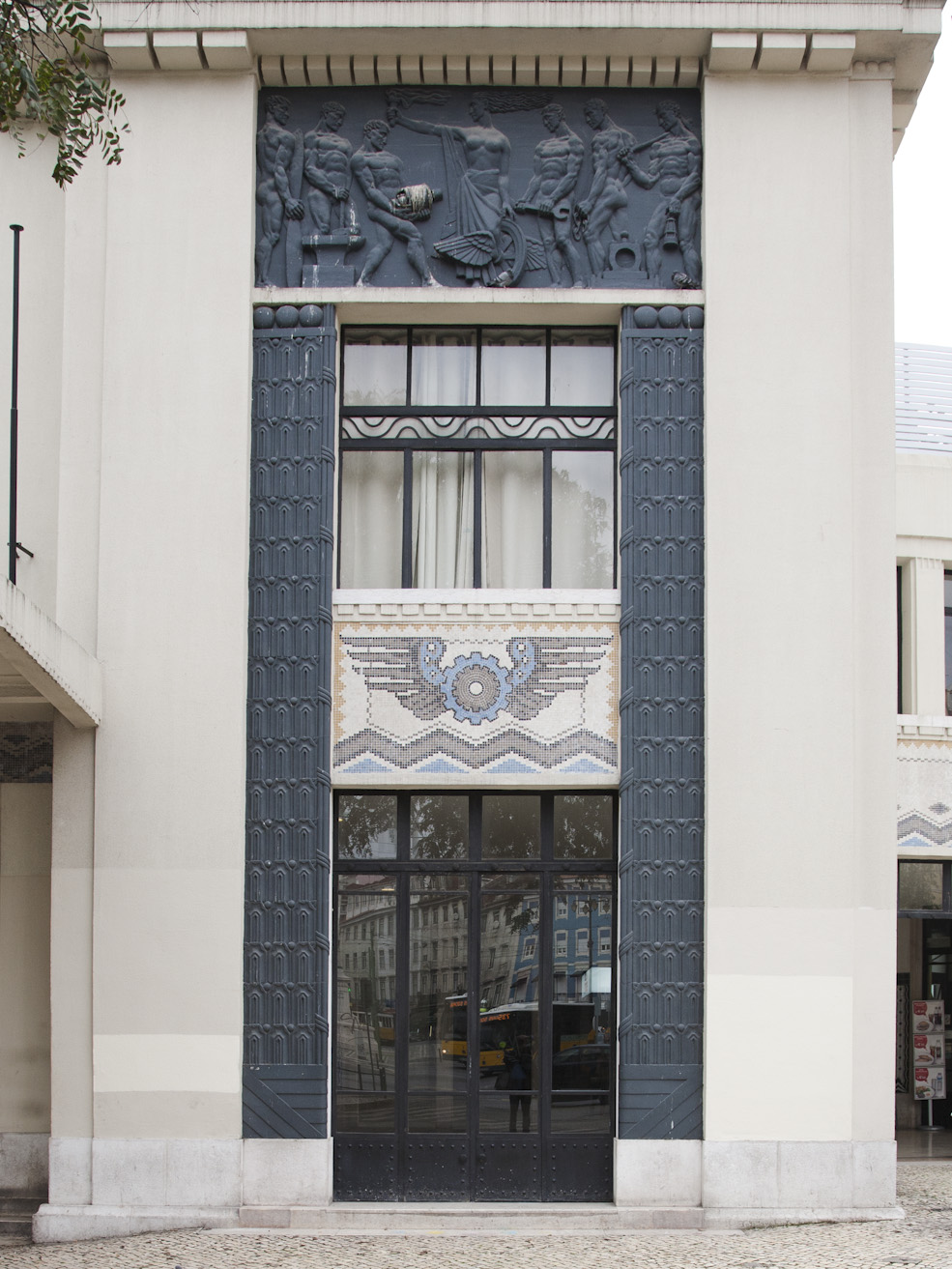
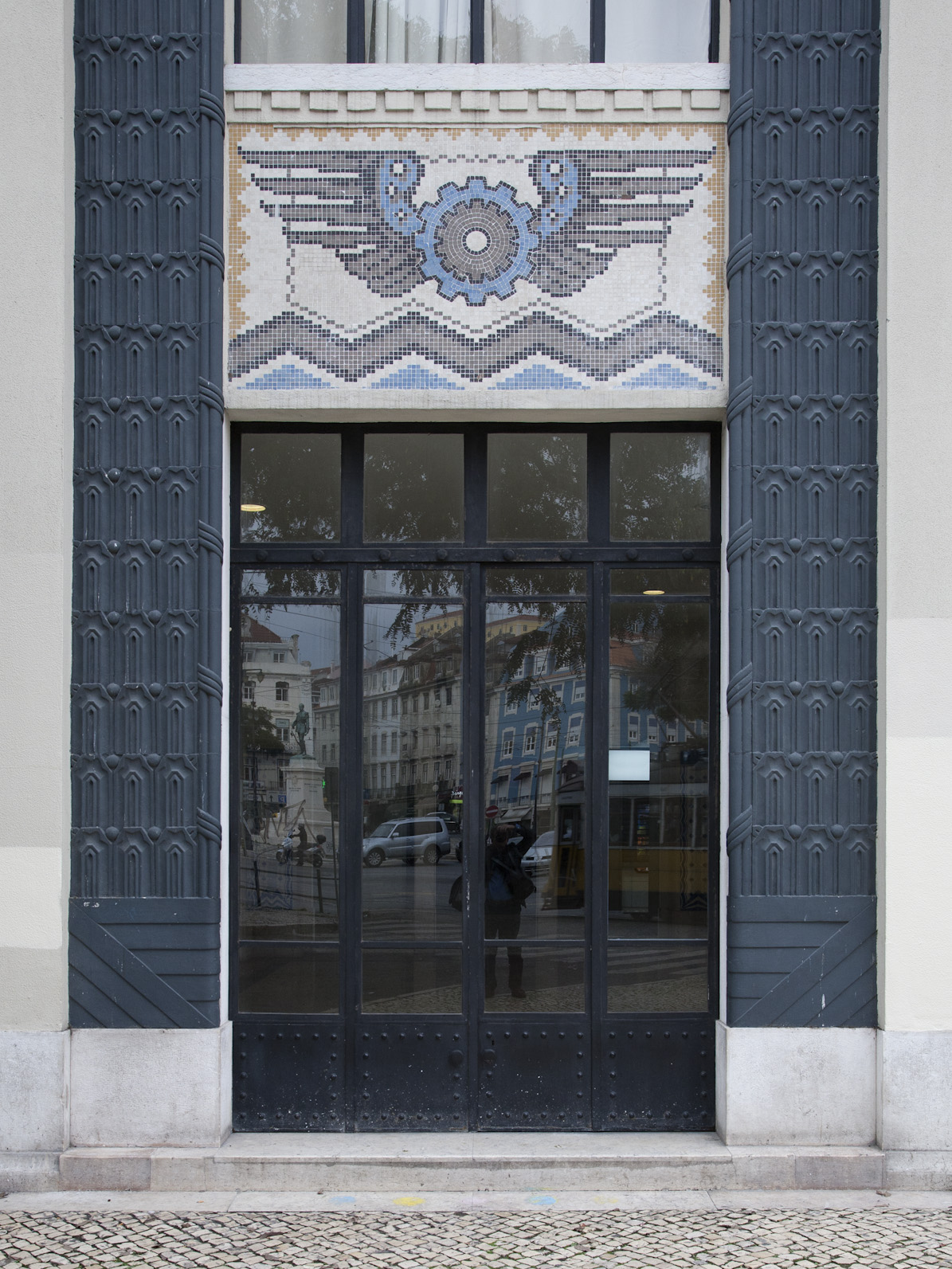
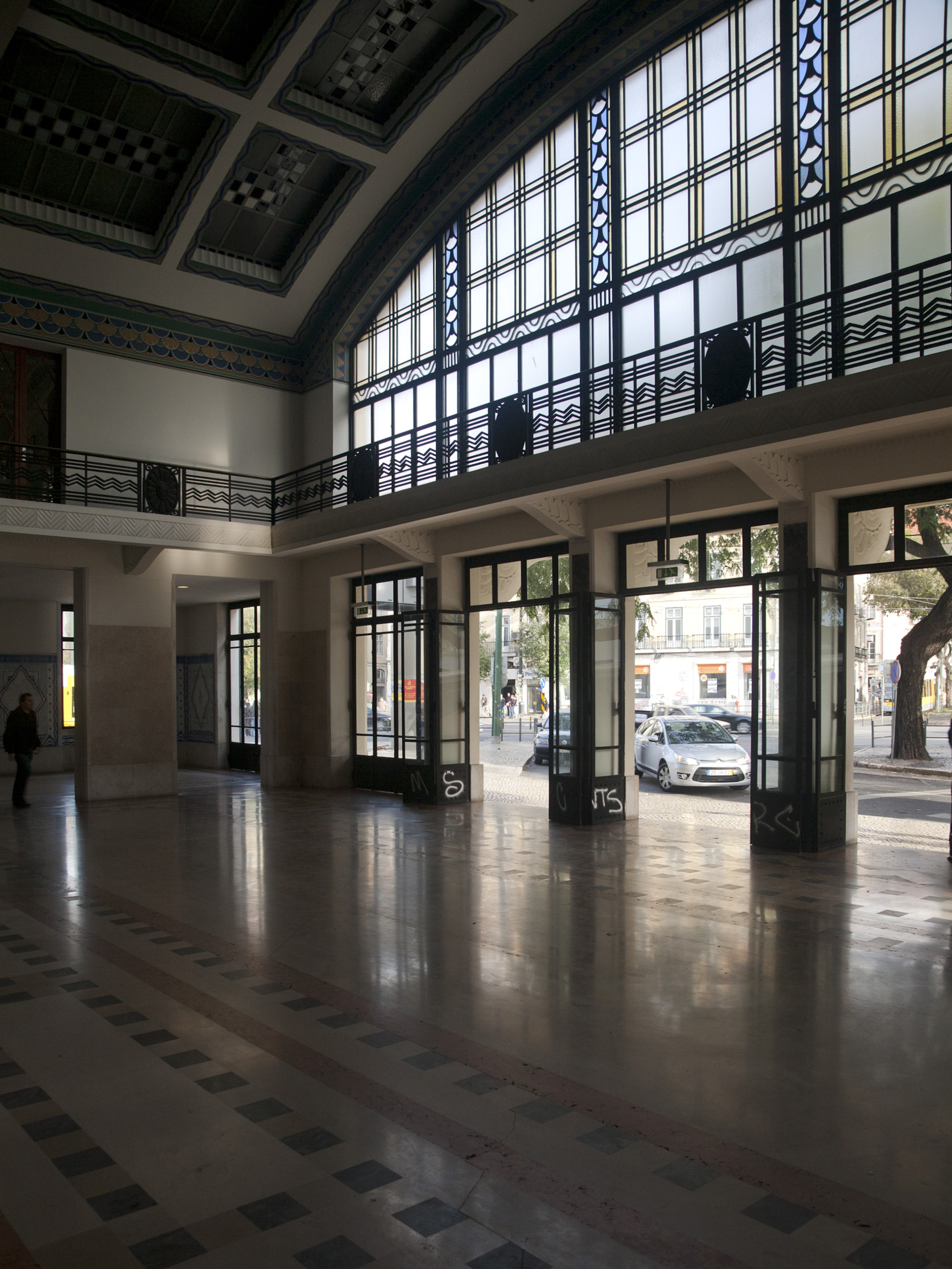
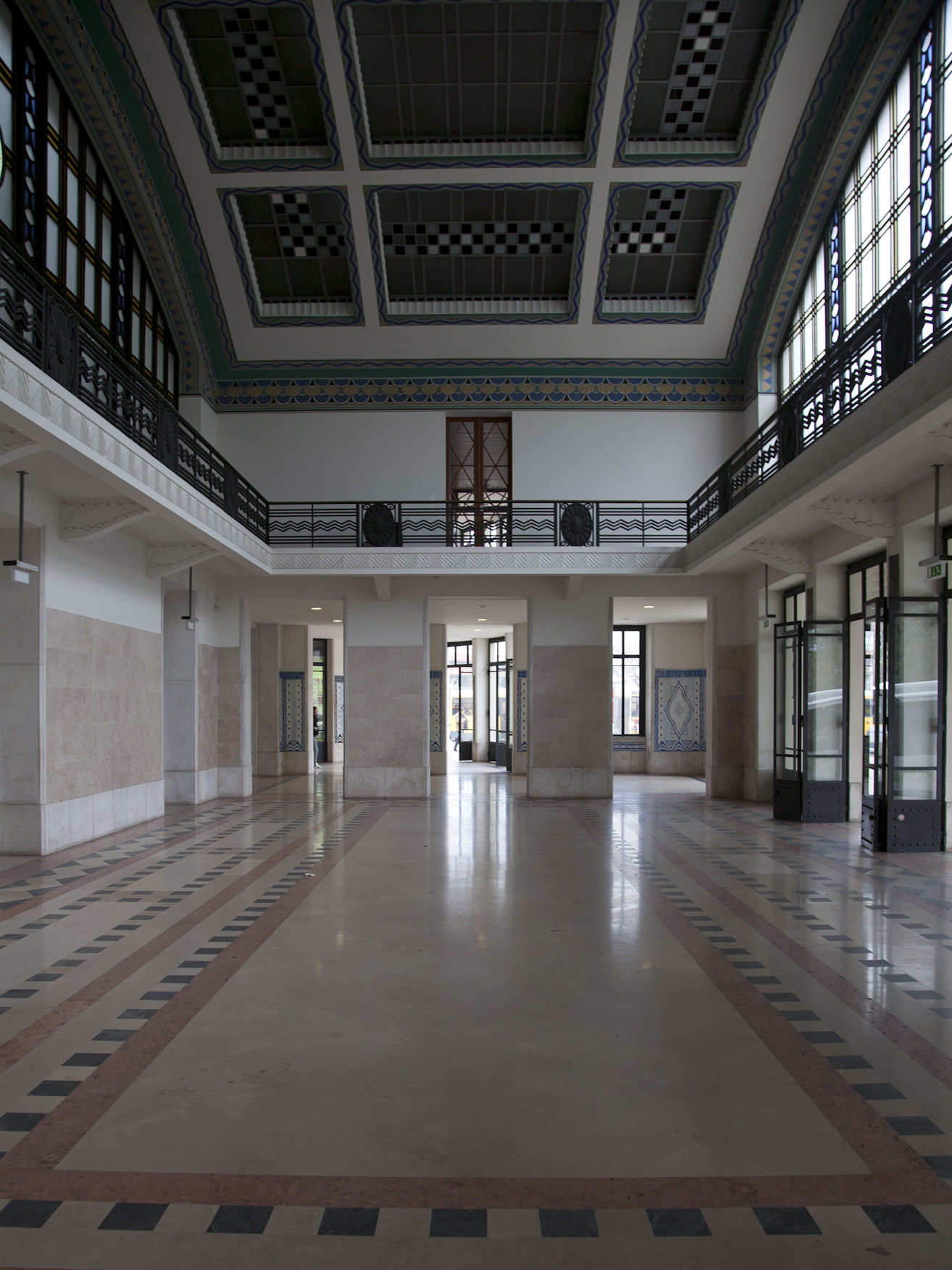
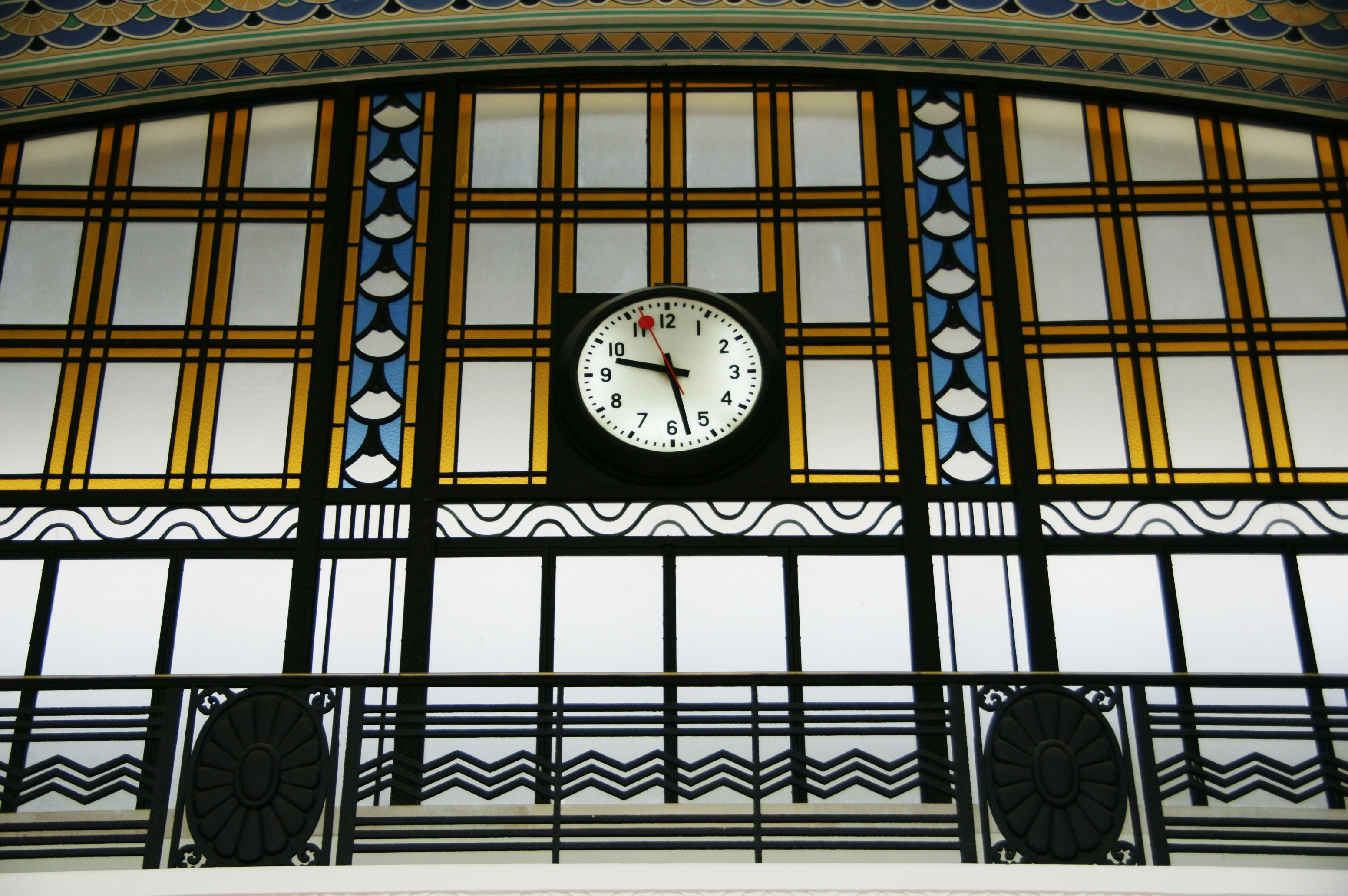

### Instituto Superior Técnico

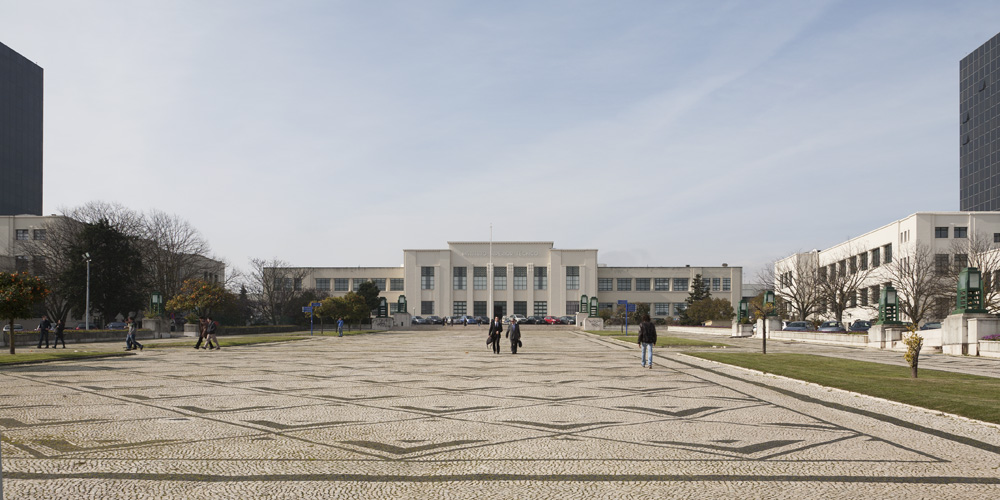
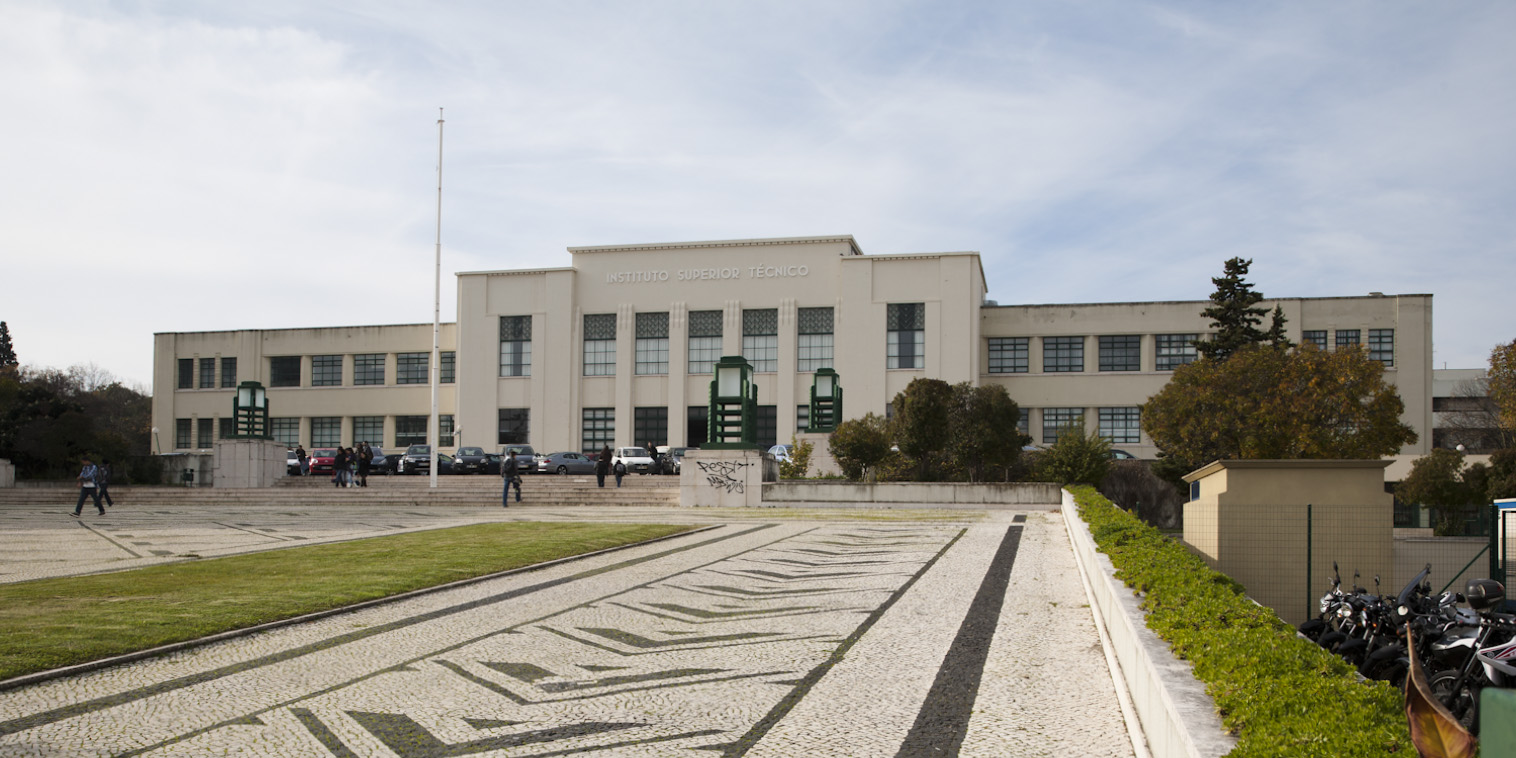
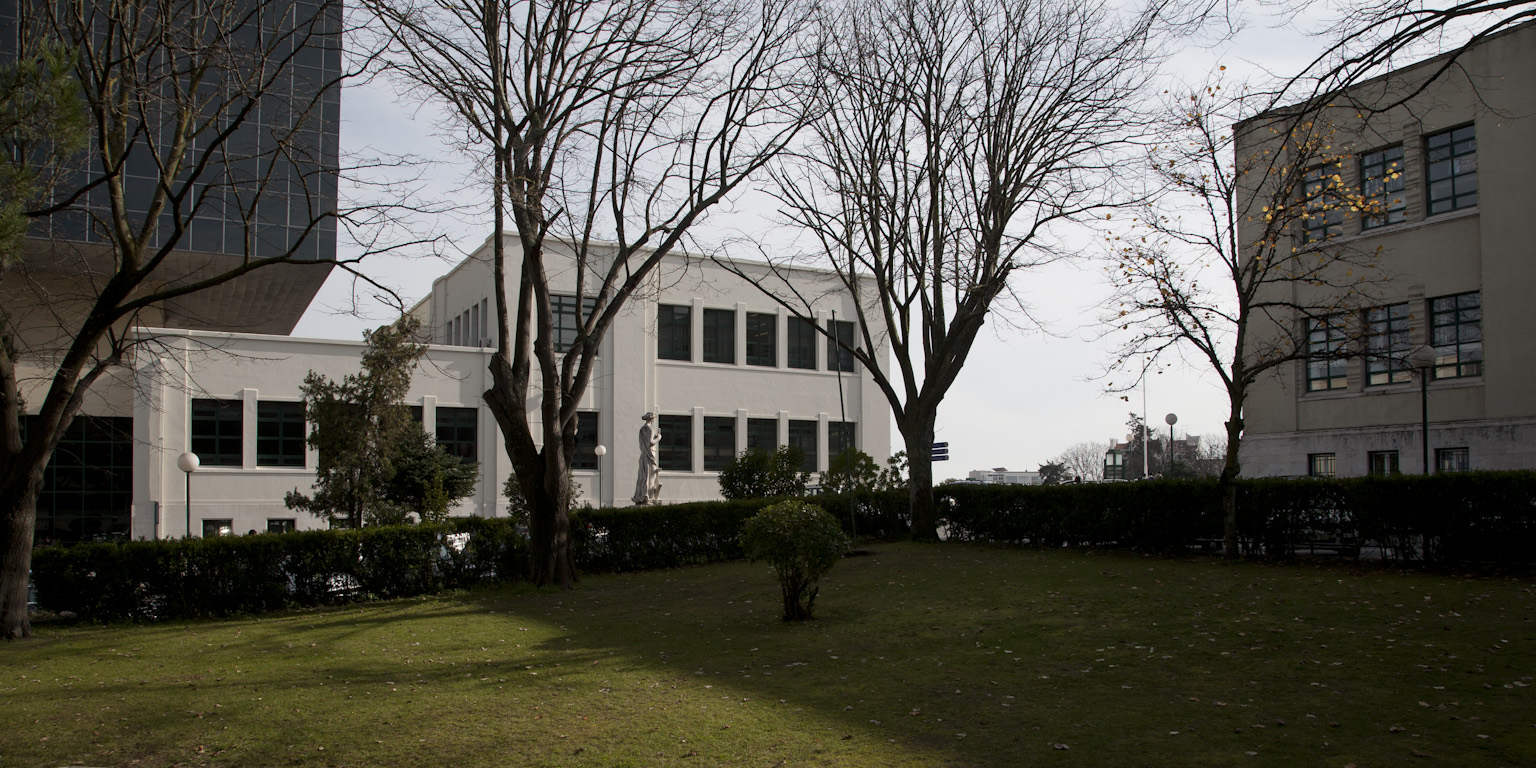
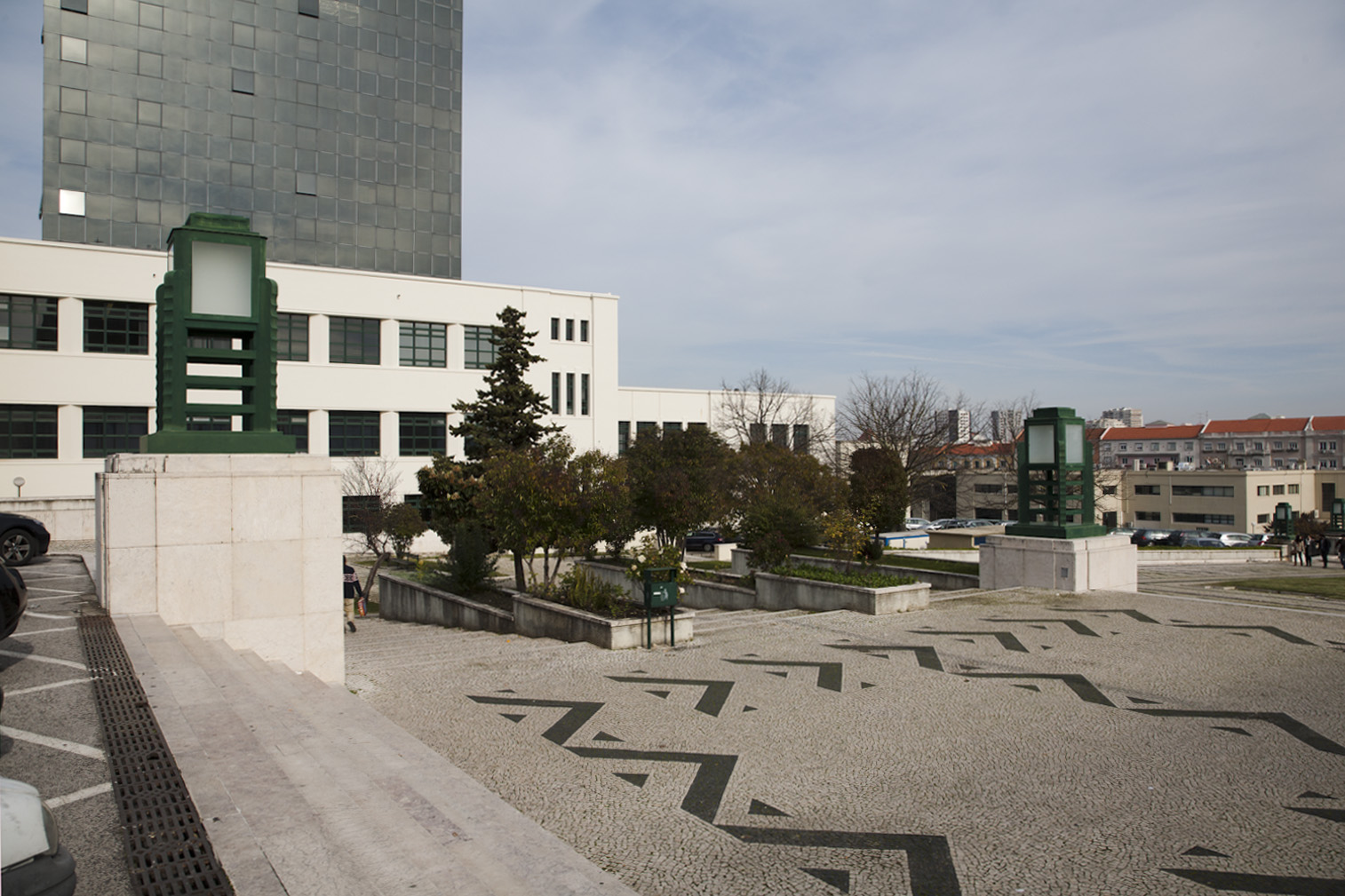
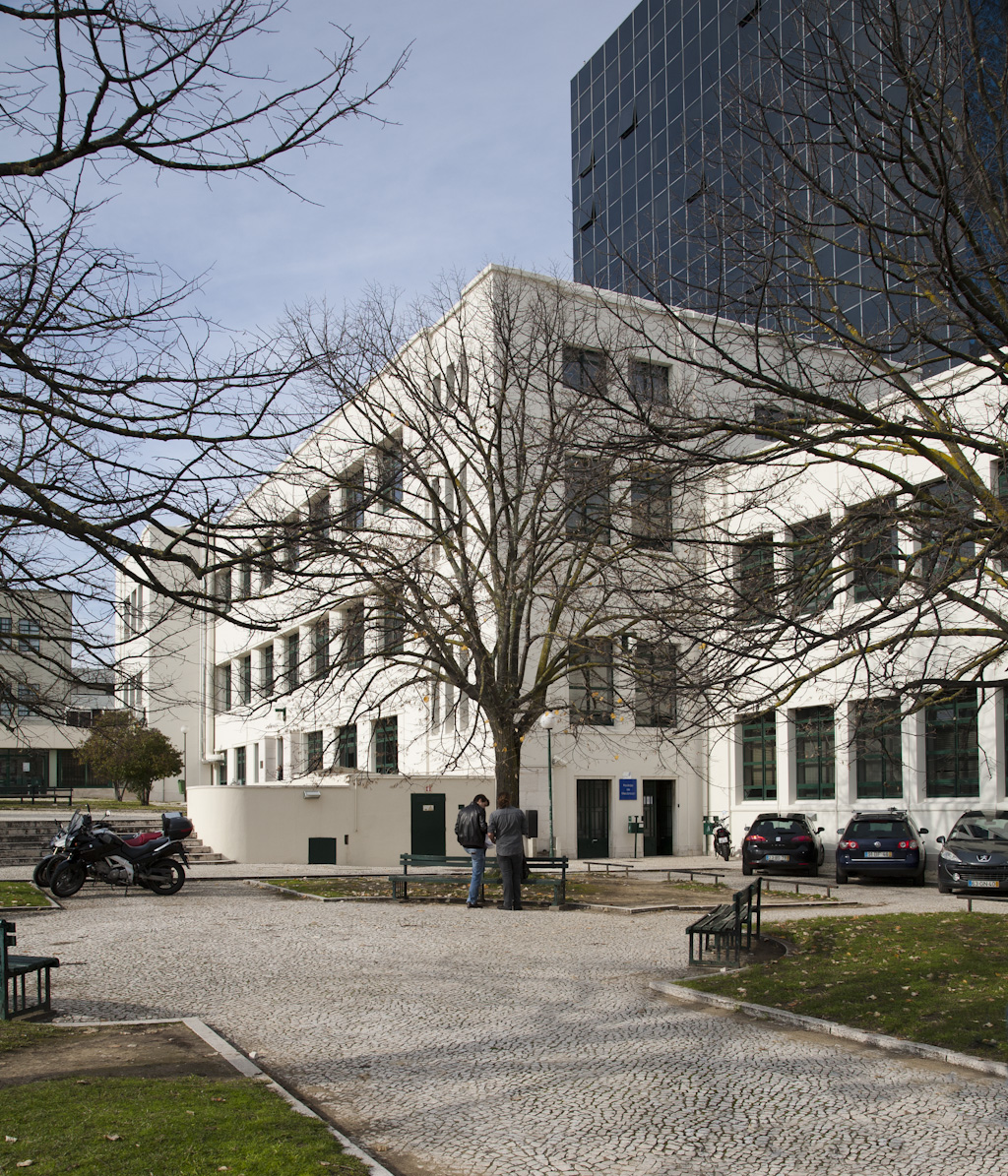
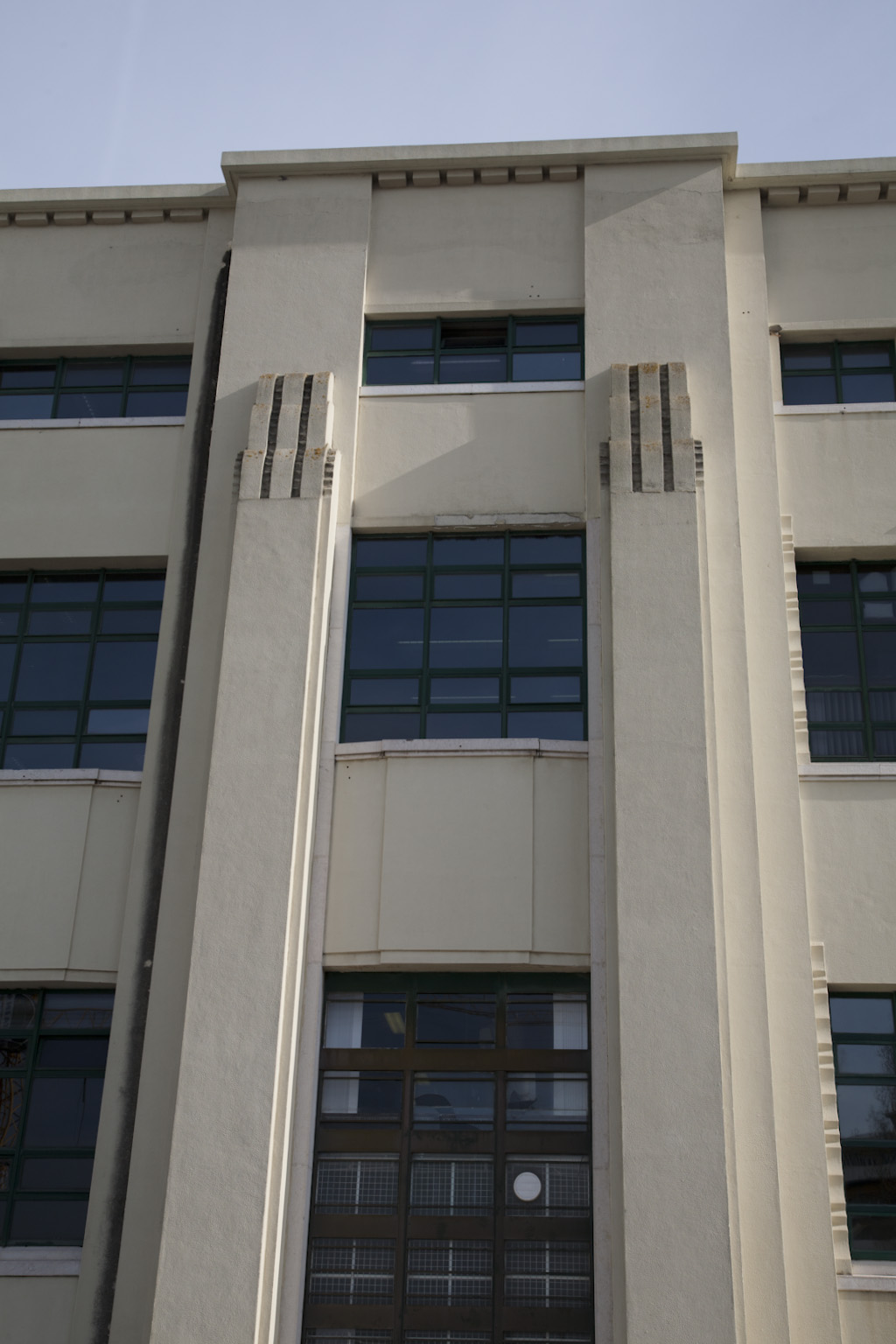
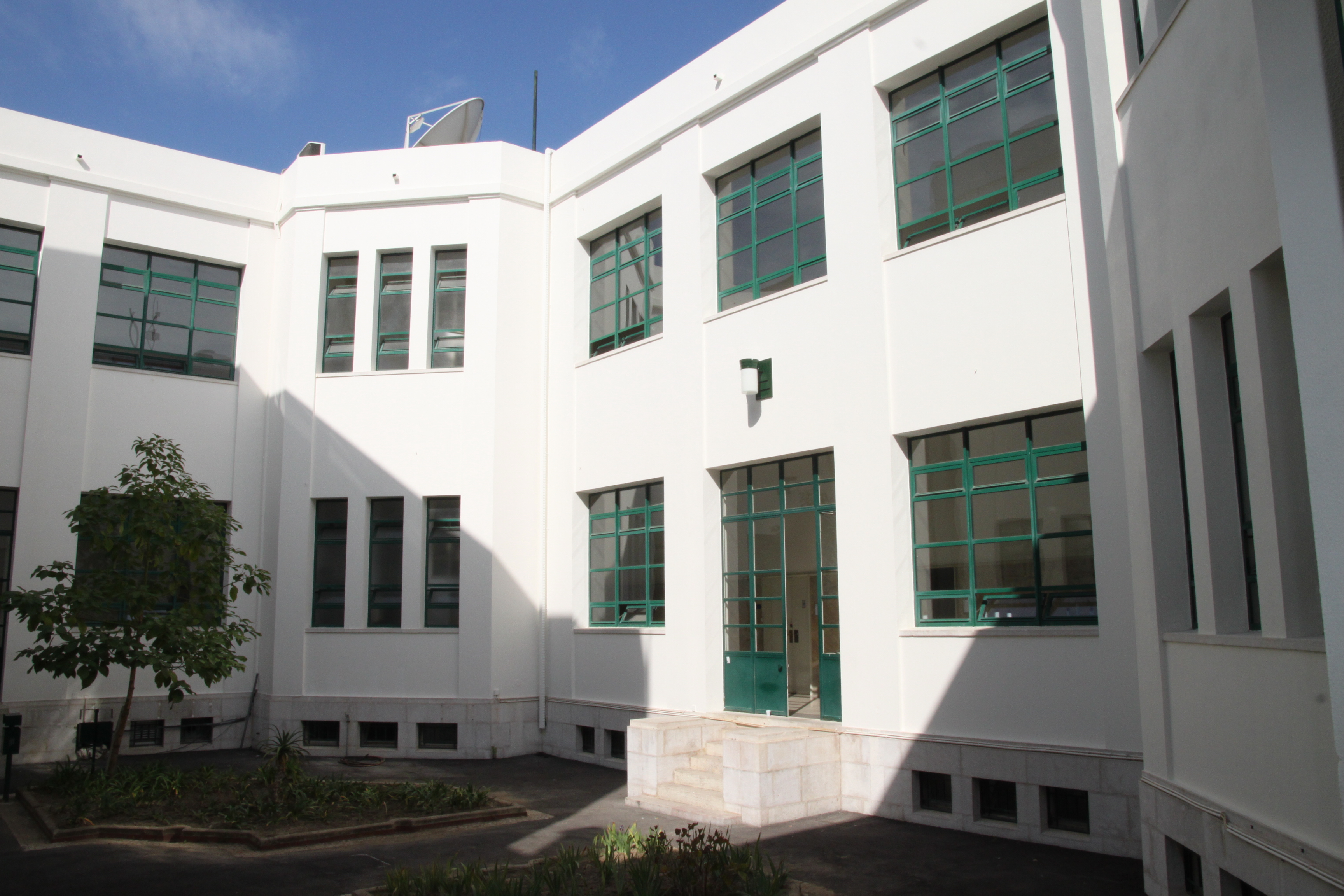
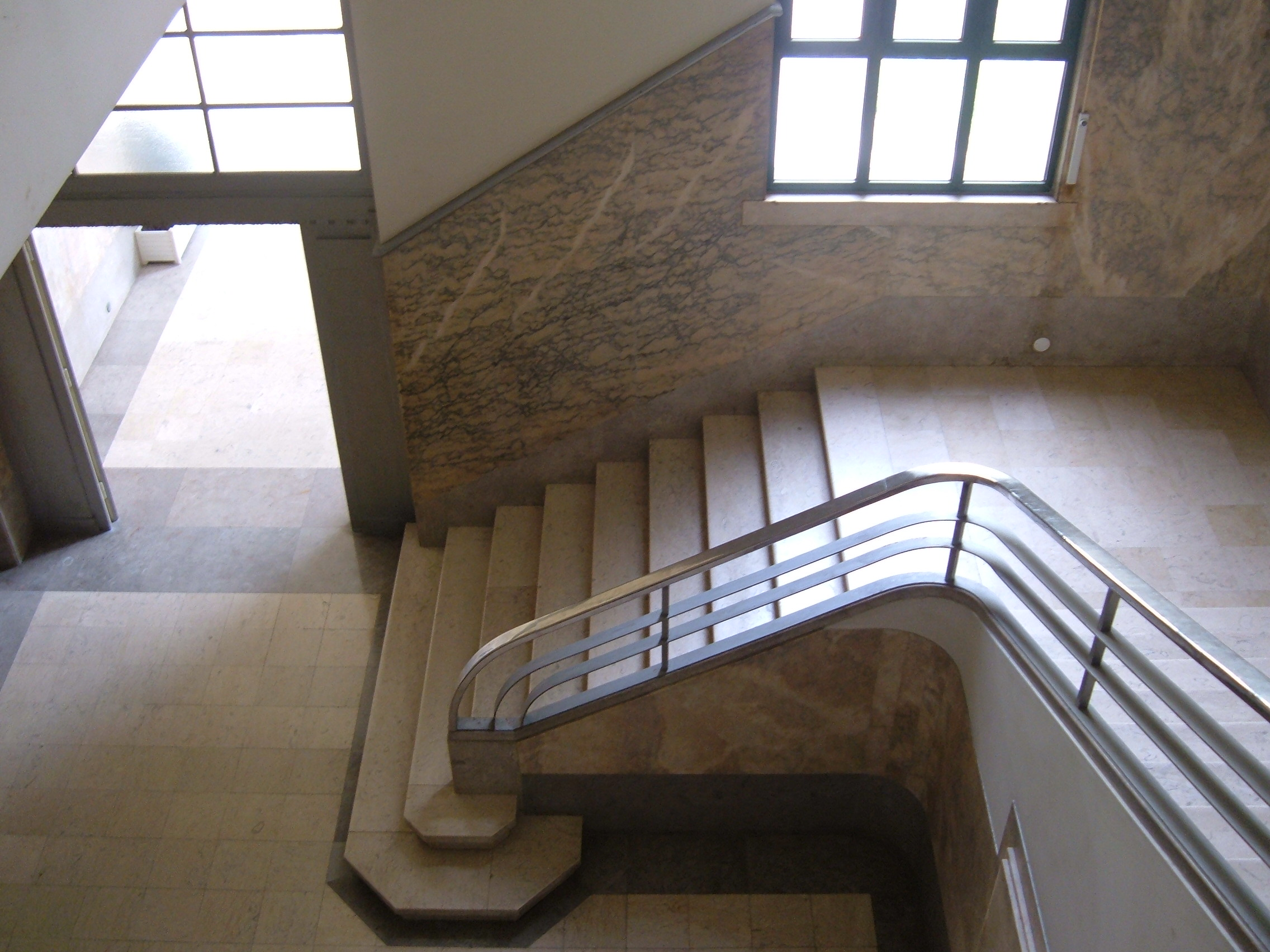
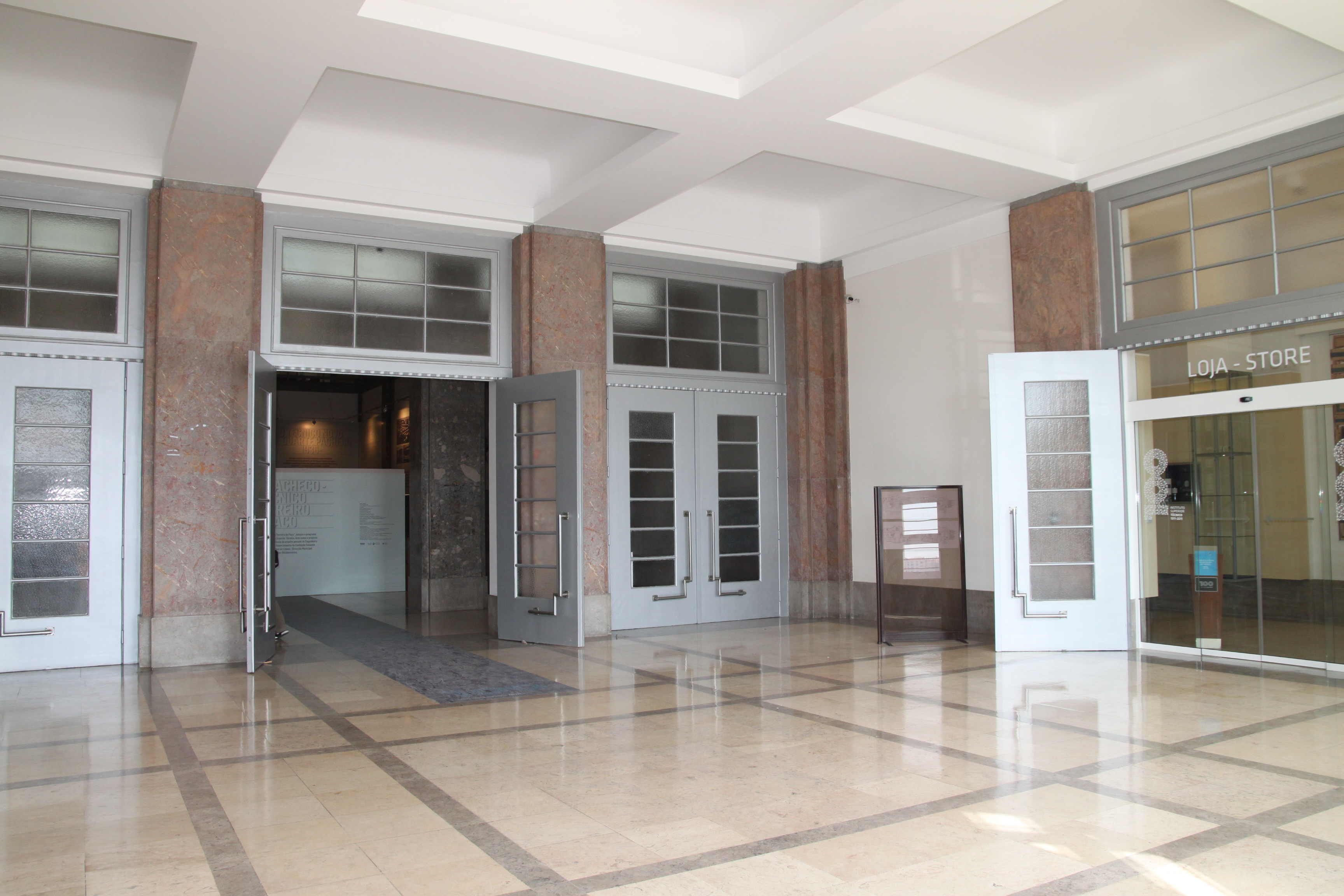
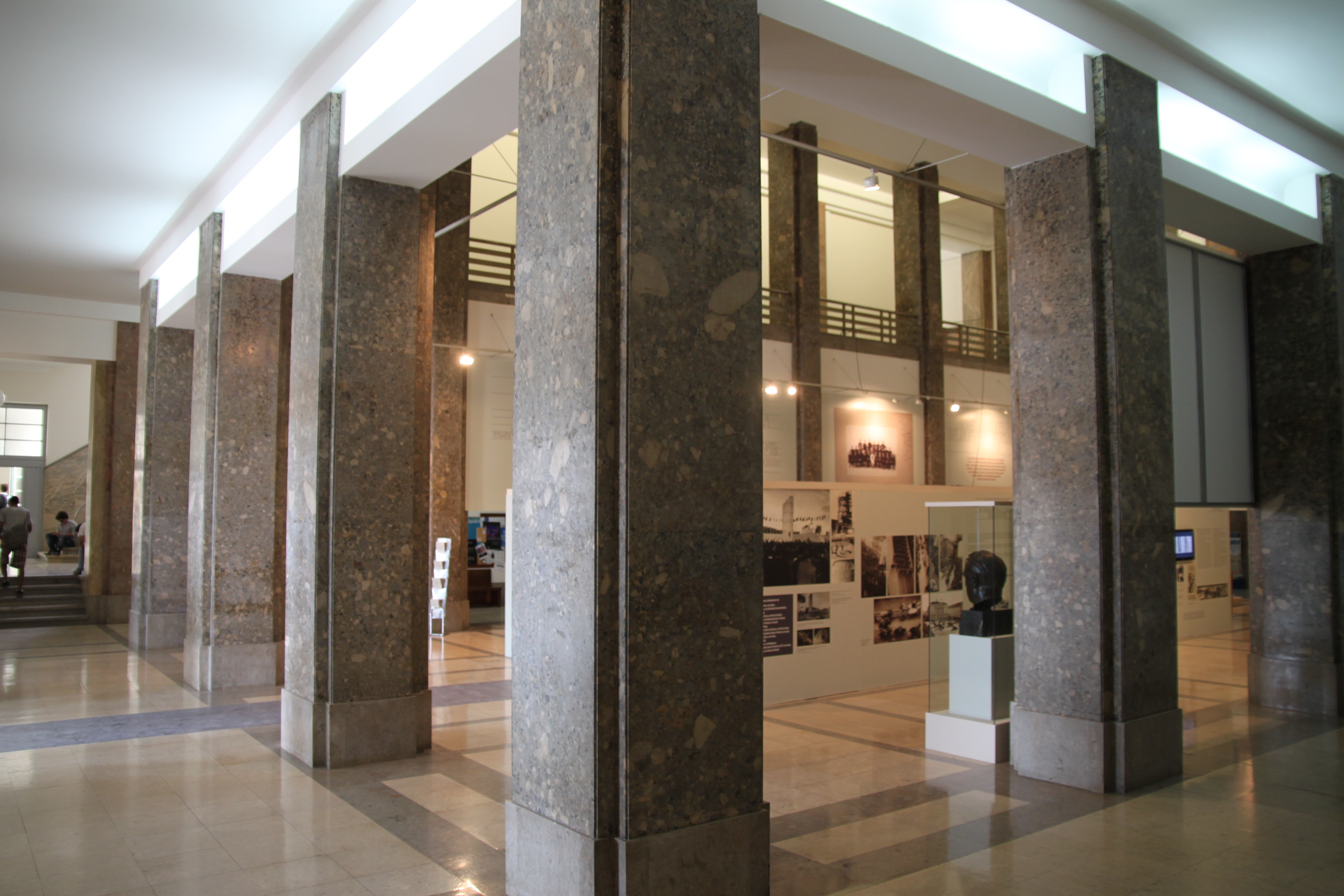
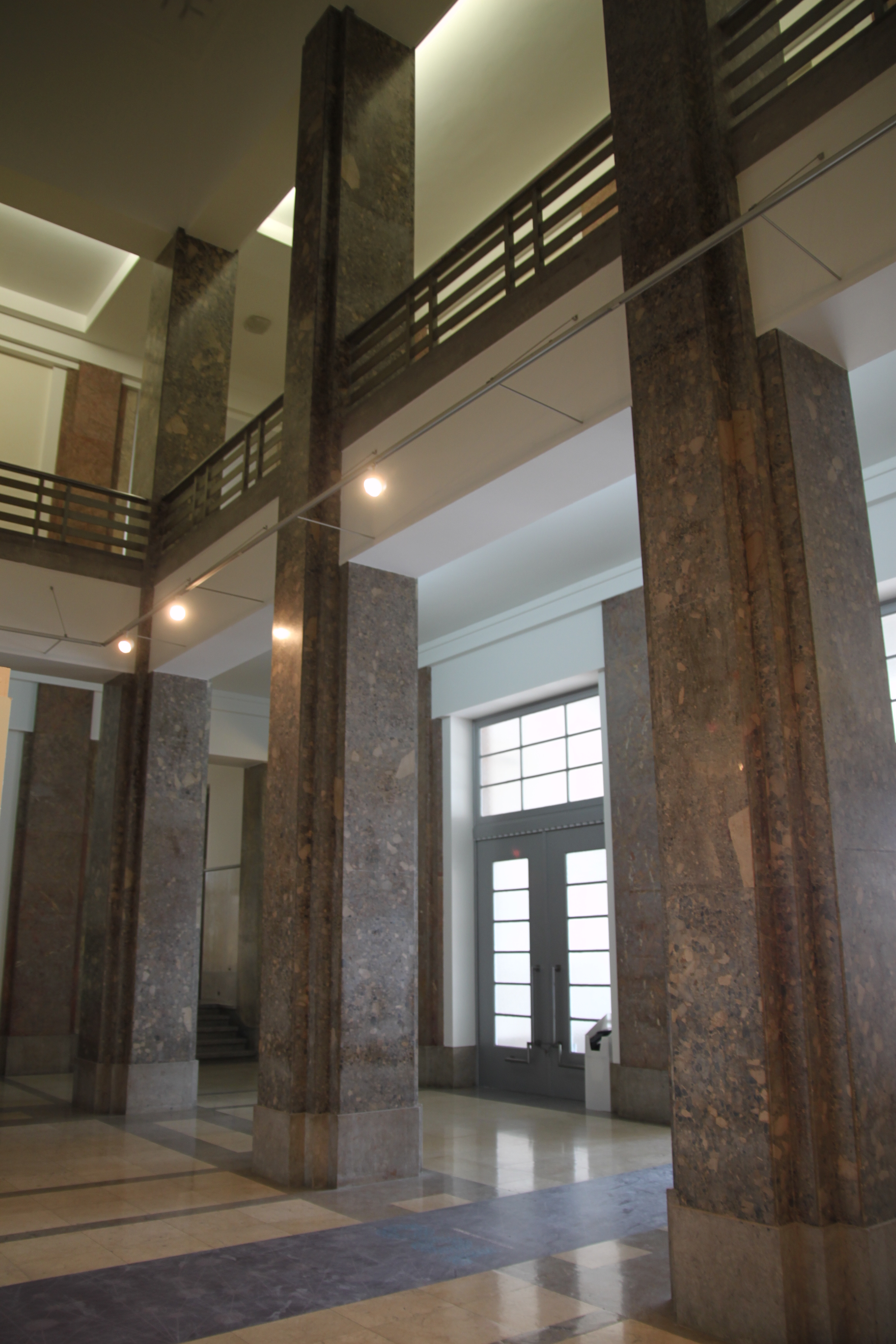

### Instituto Nacional de Estatística

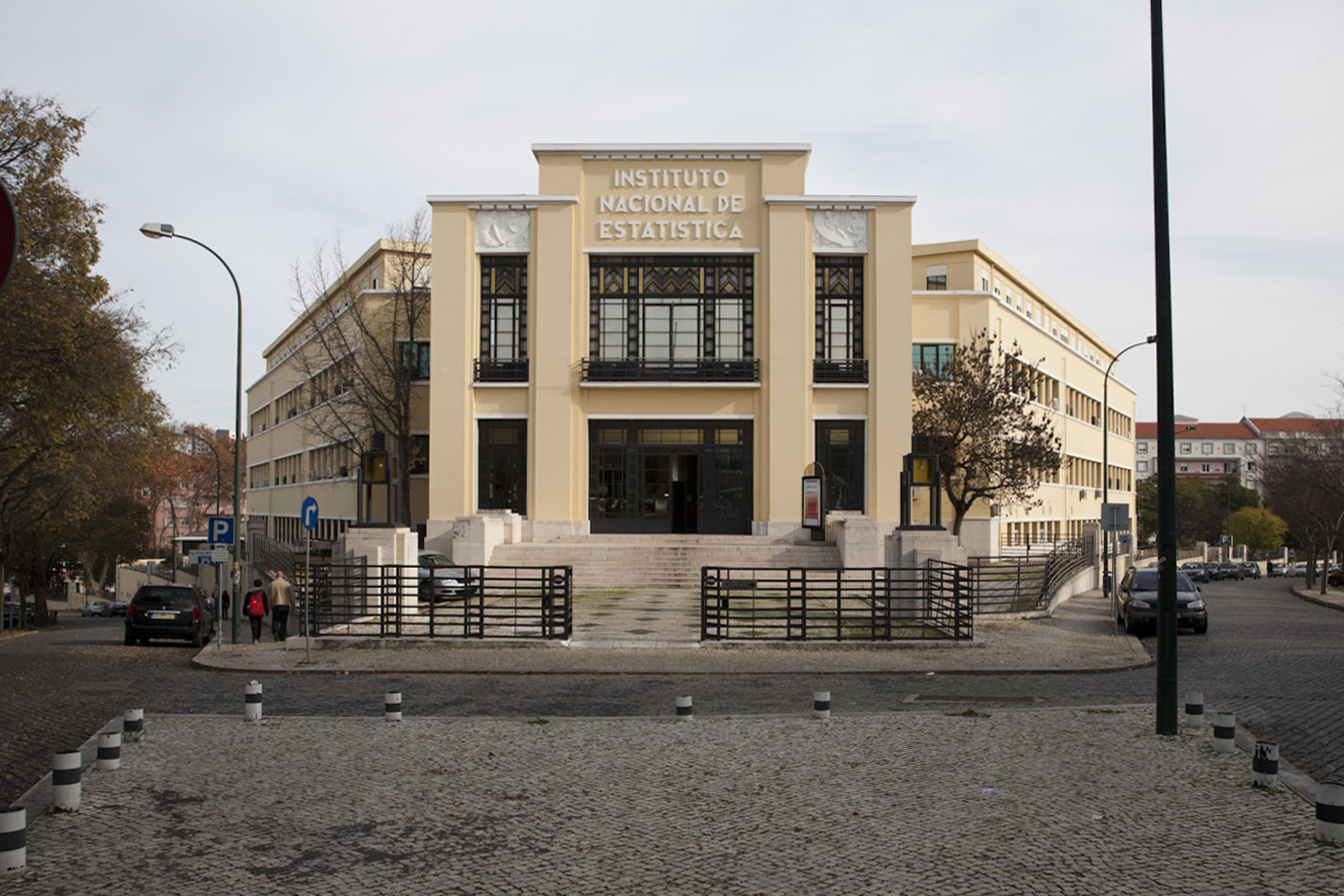
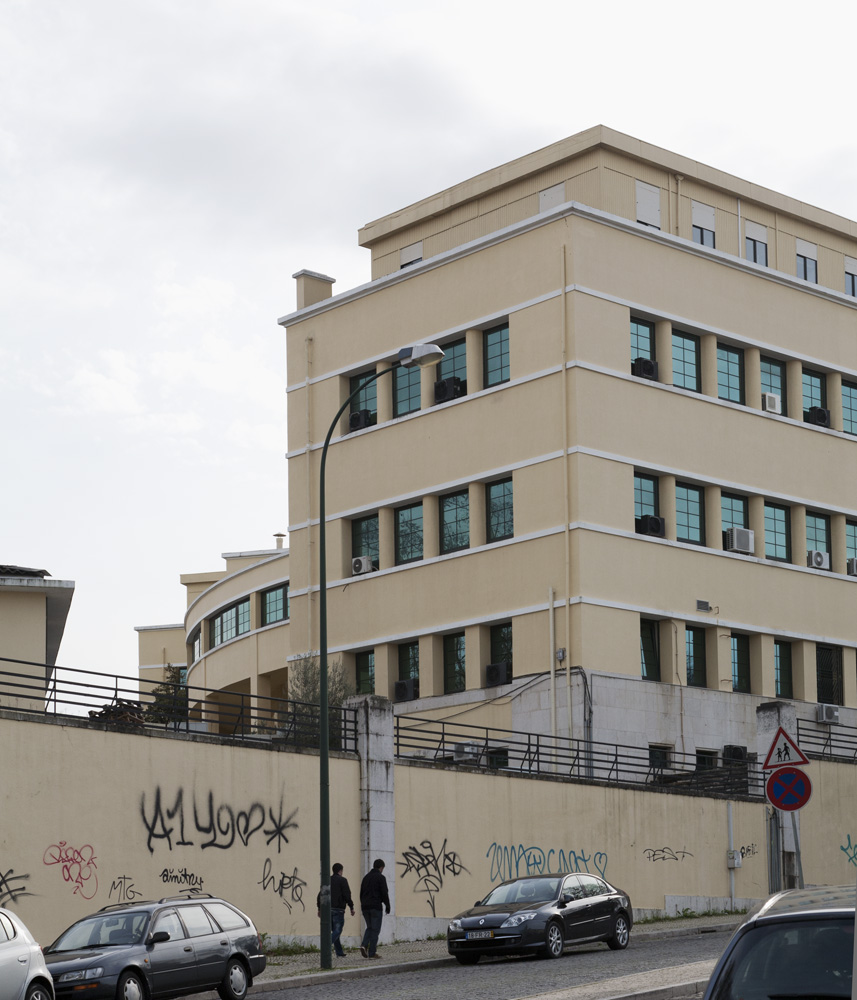
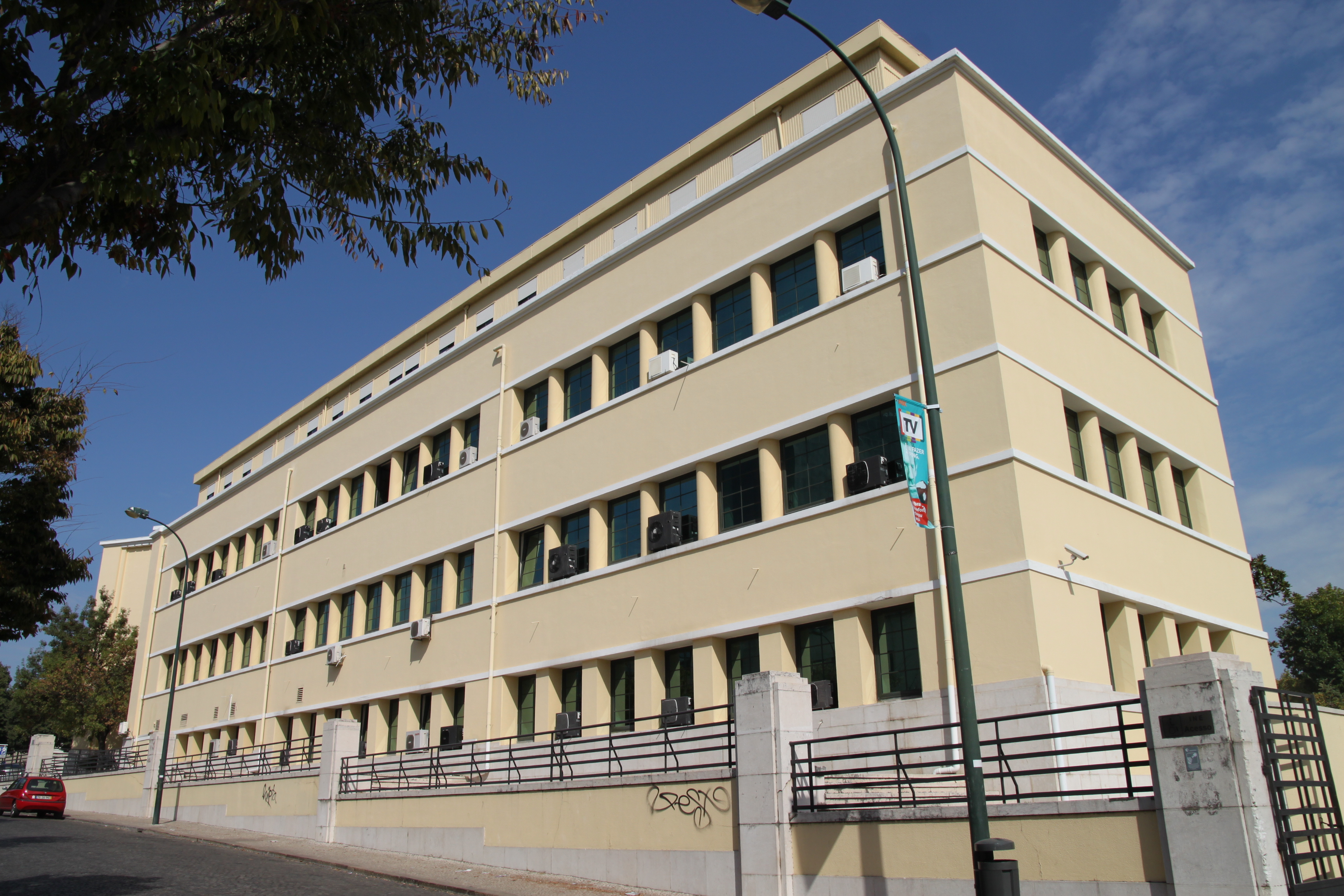
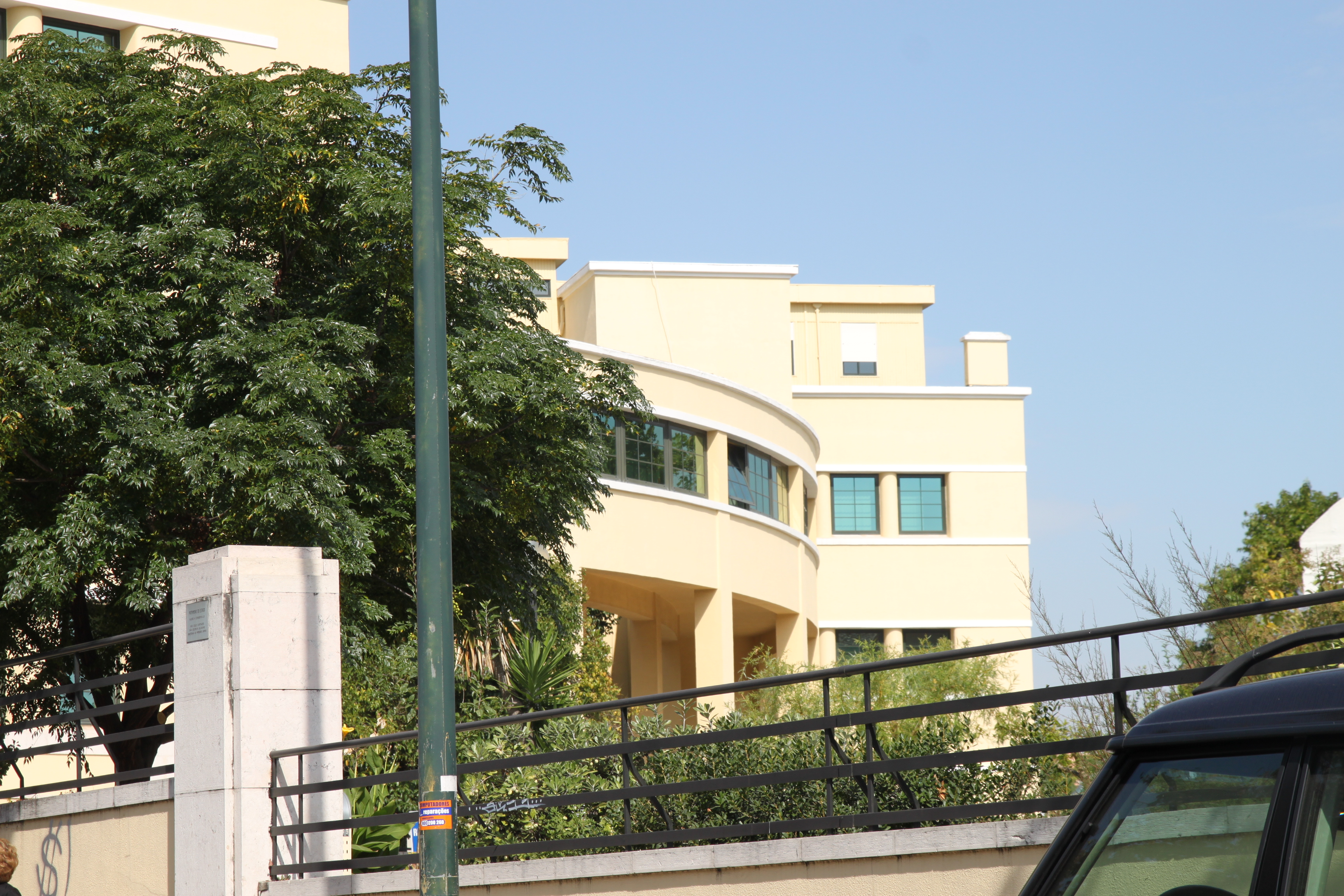
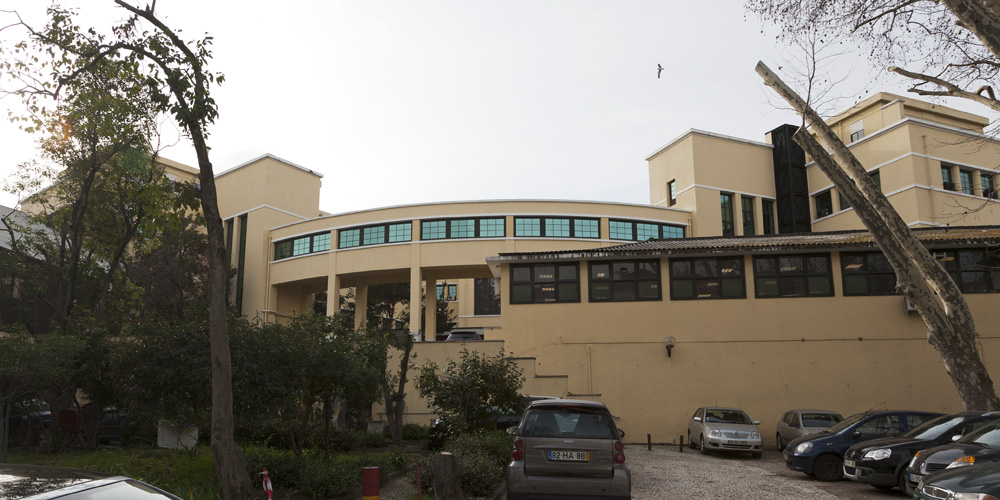

### Gare Marítima de Alcântara

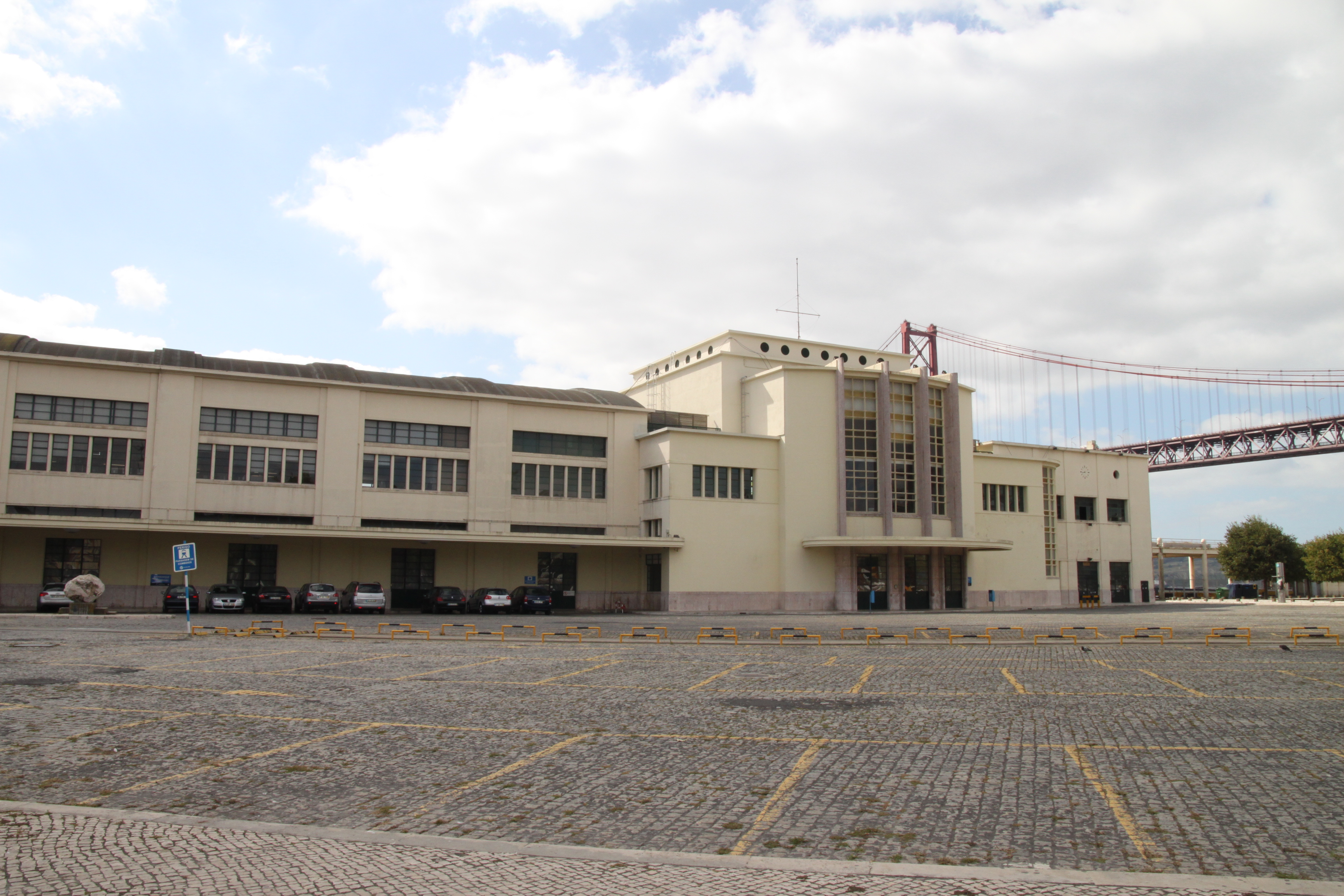
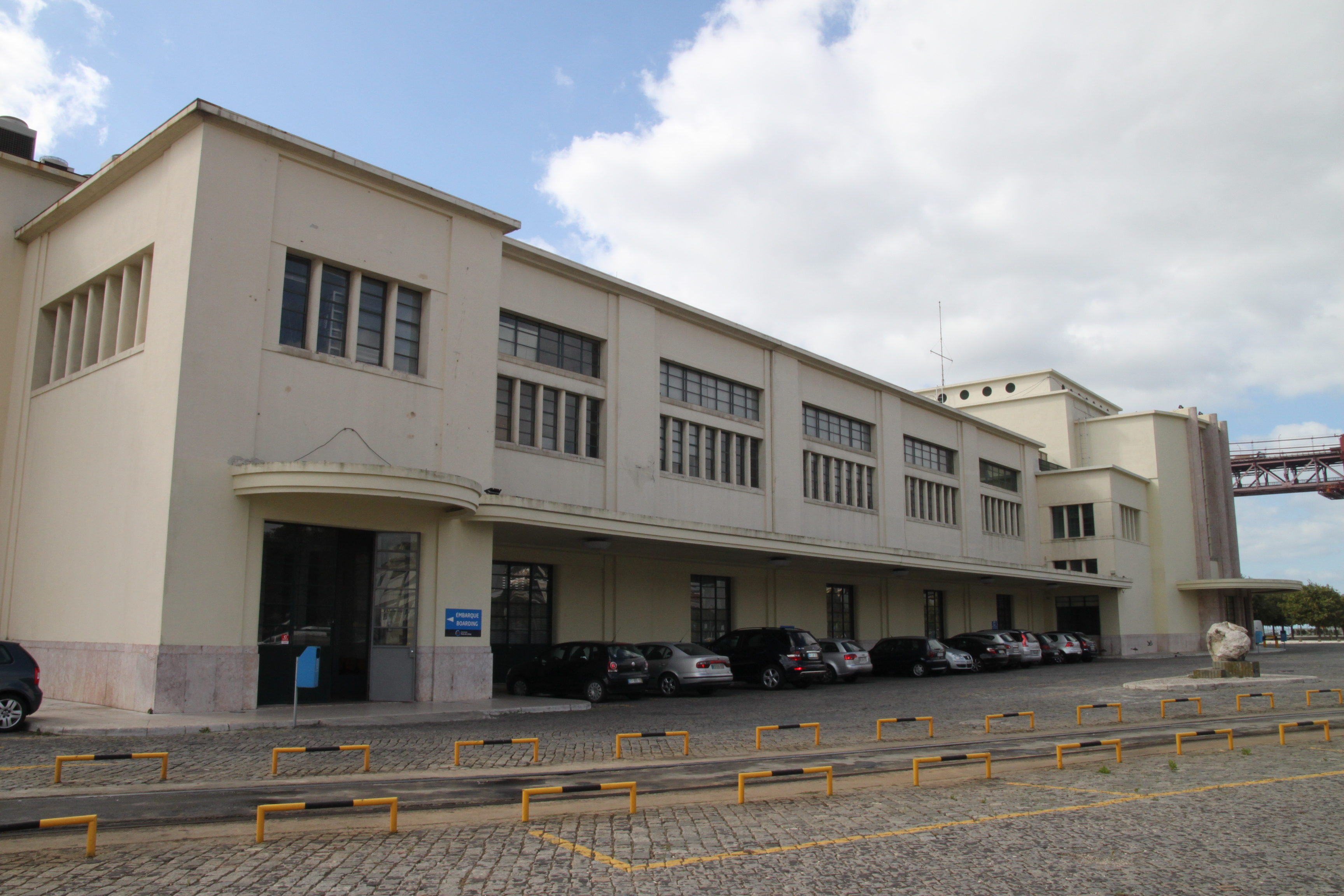
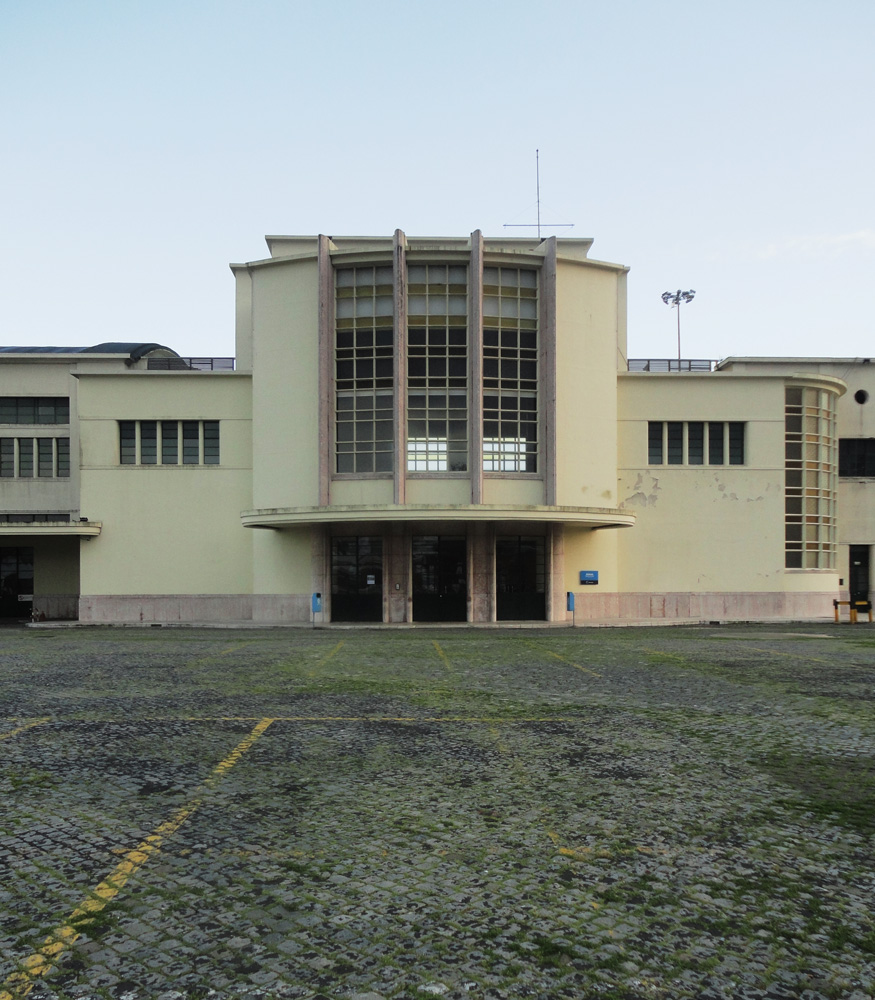
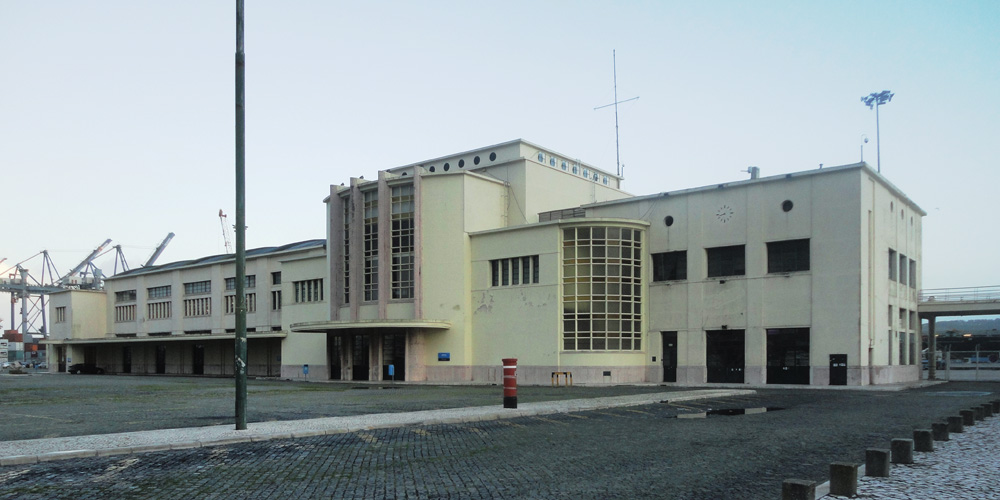

### Gare Marítima da Rocha do Conde de Óbidos

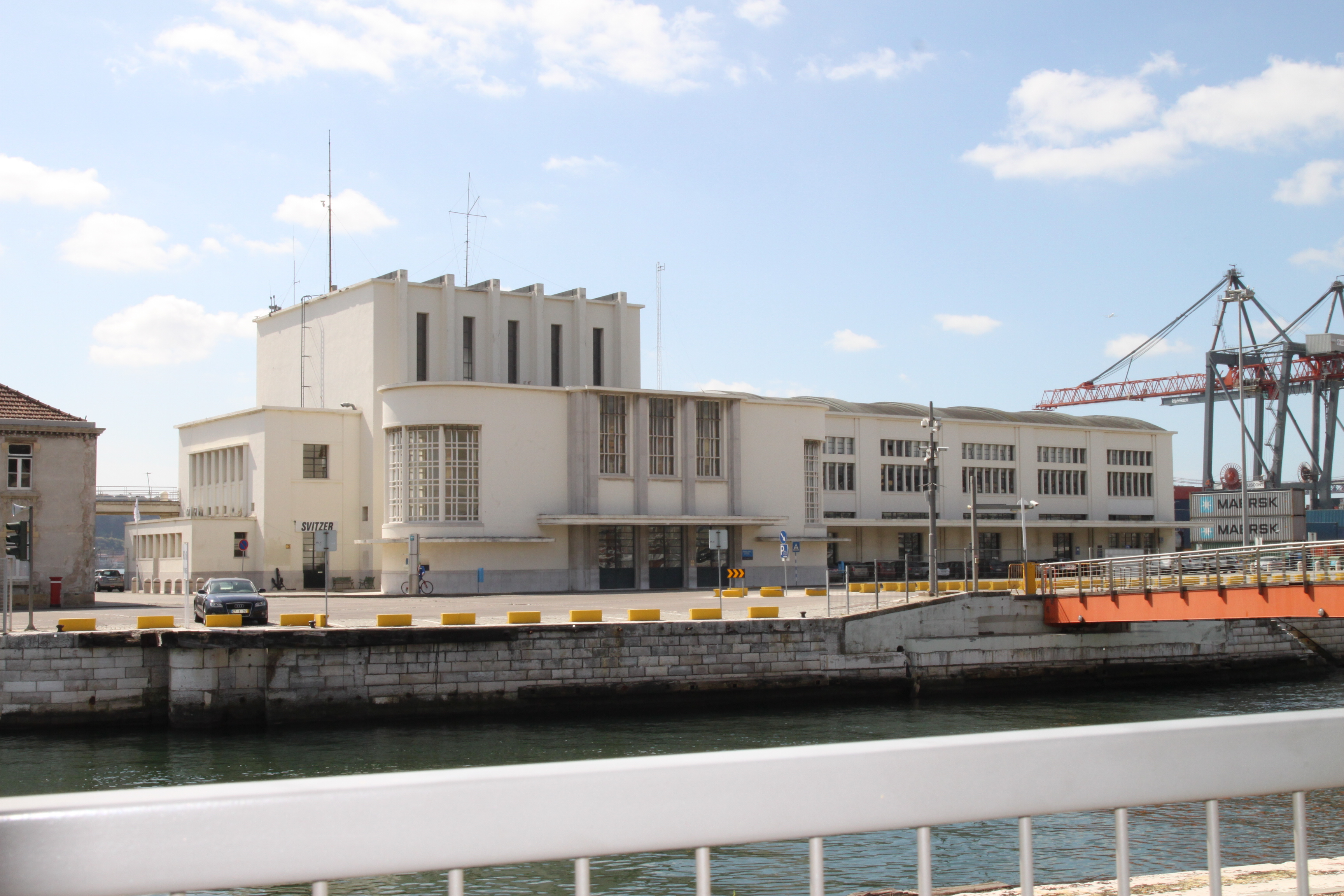
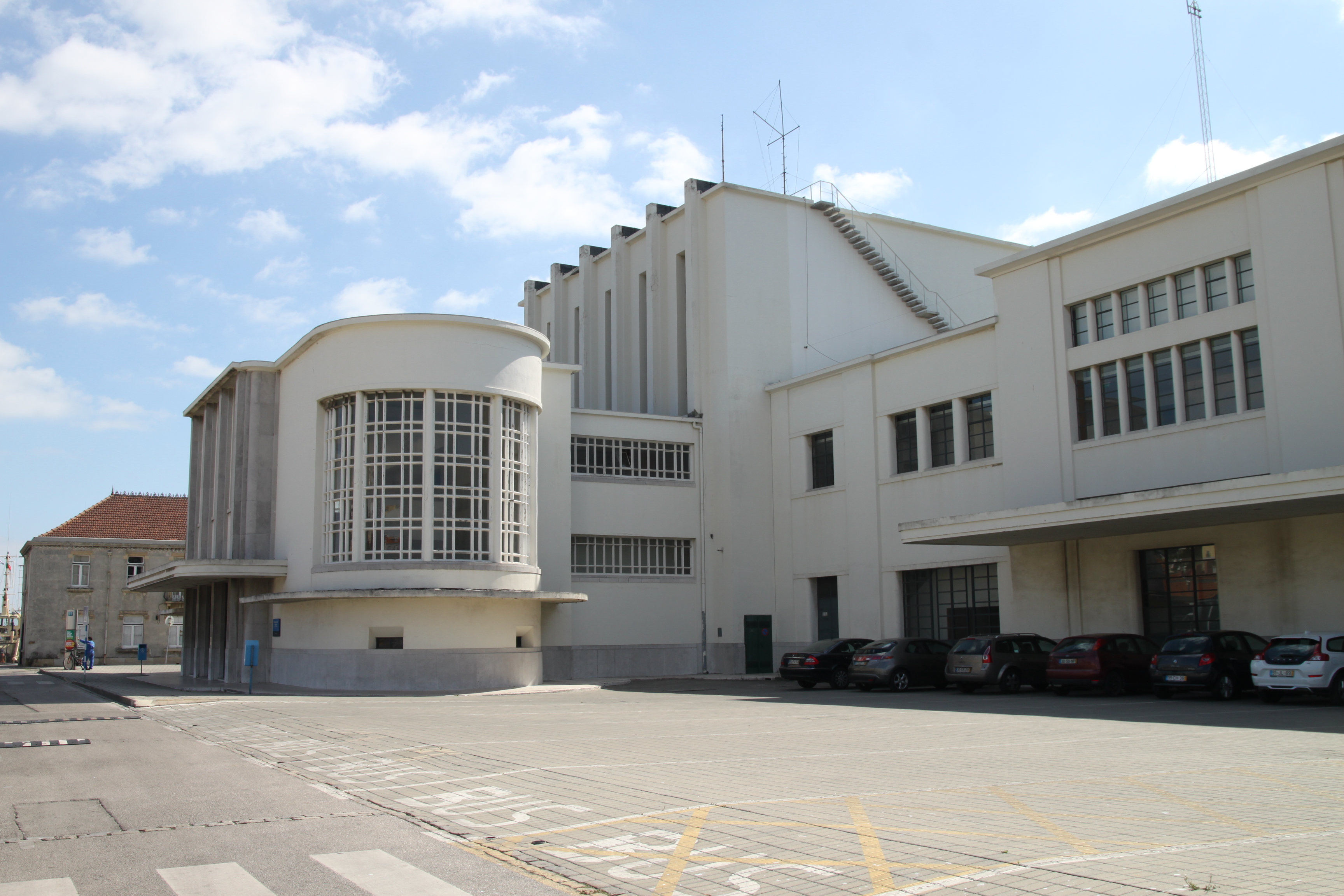
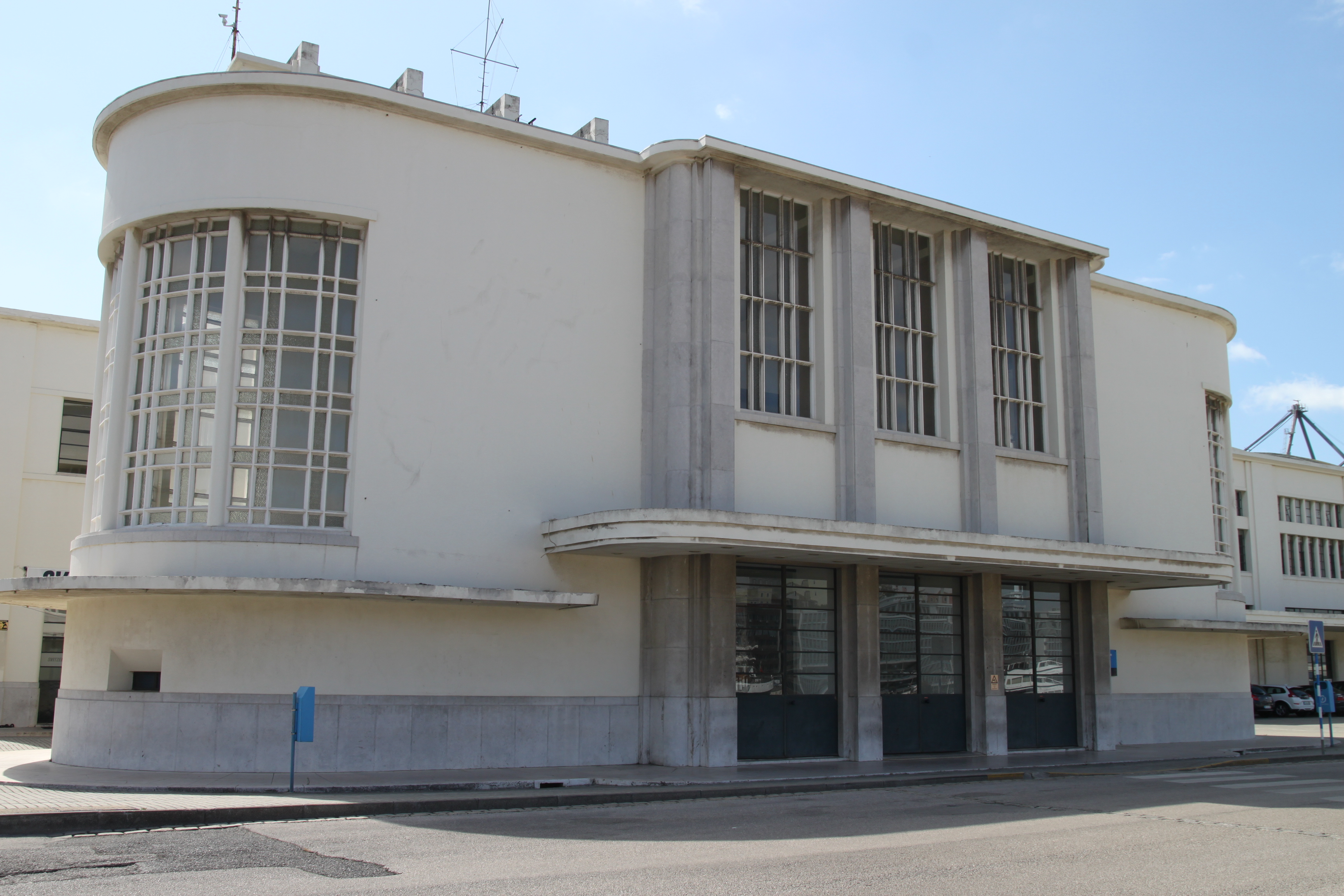

### Diário de Notícias

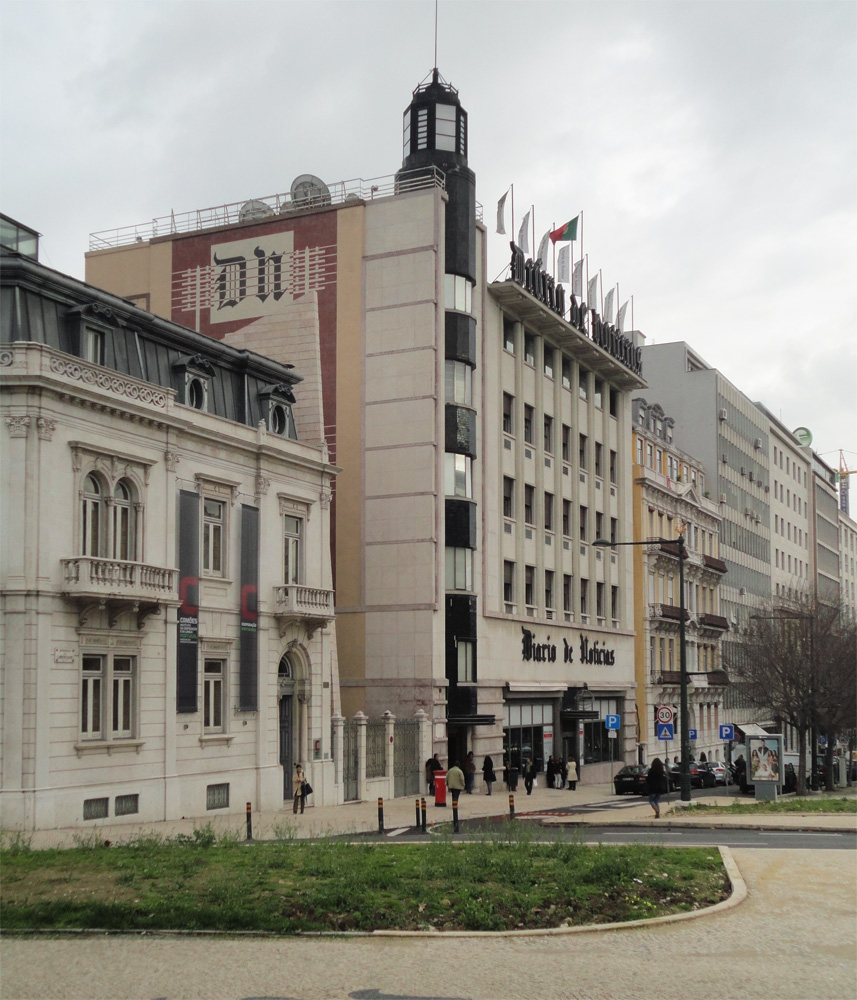
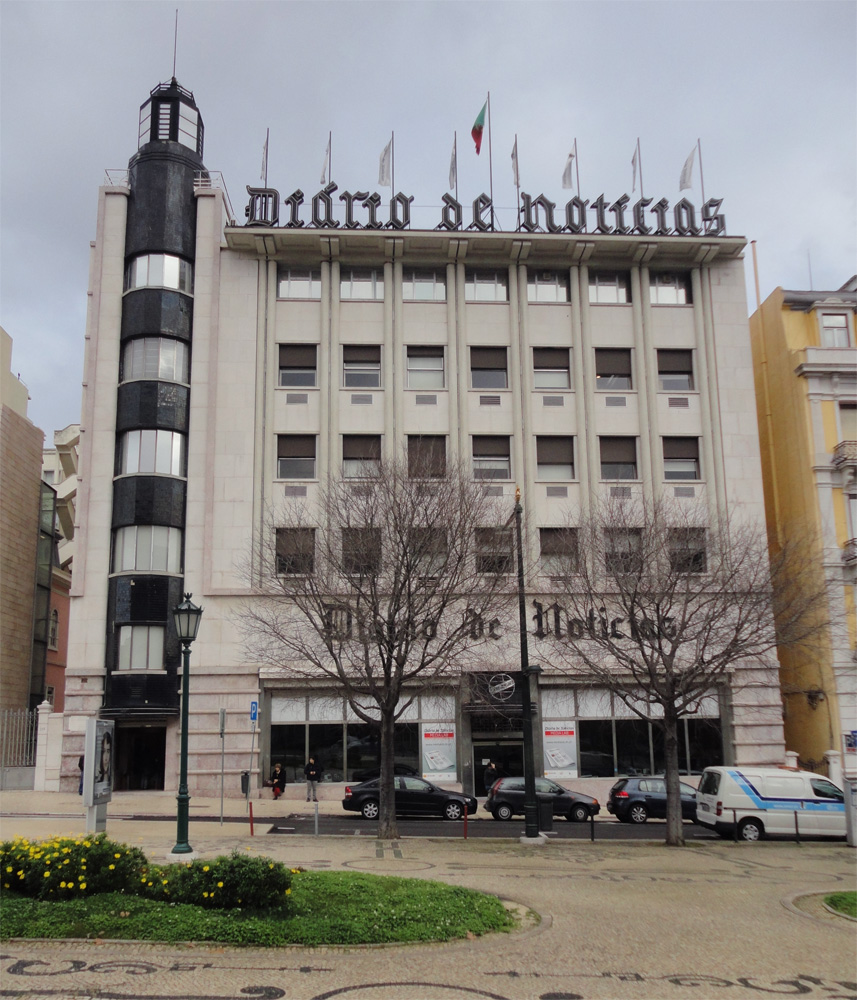

### Laboratório Nacional de Engenharia Civil

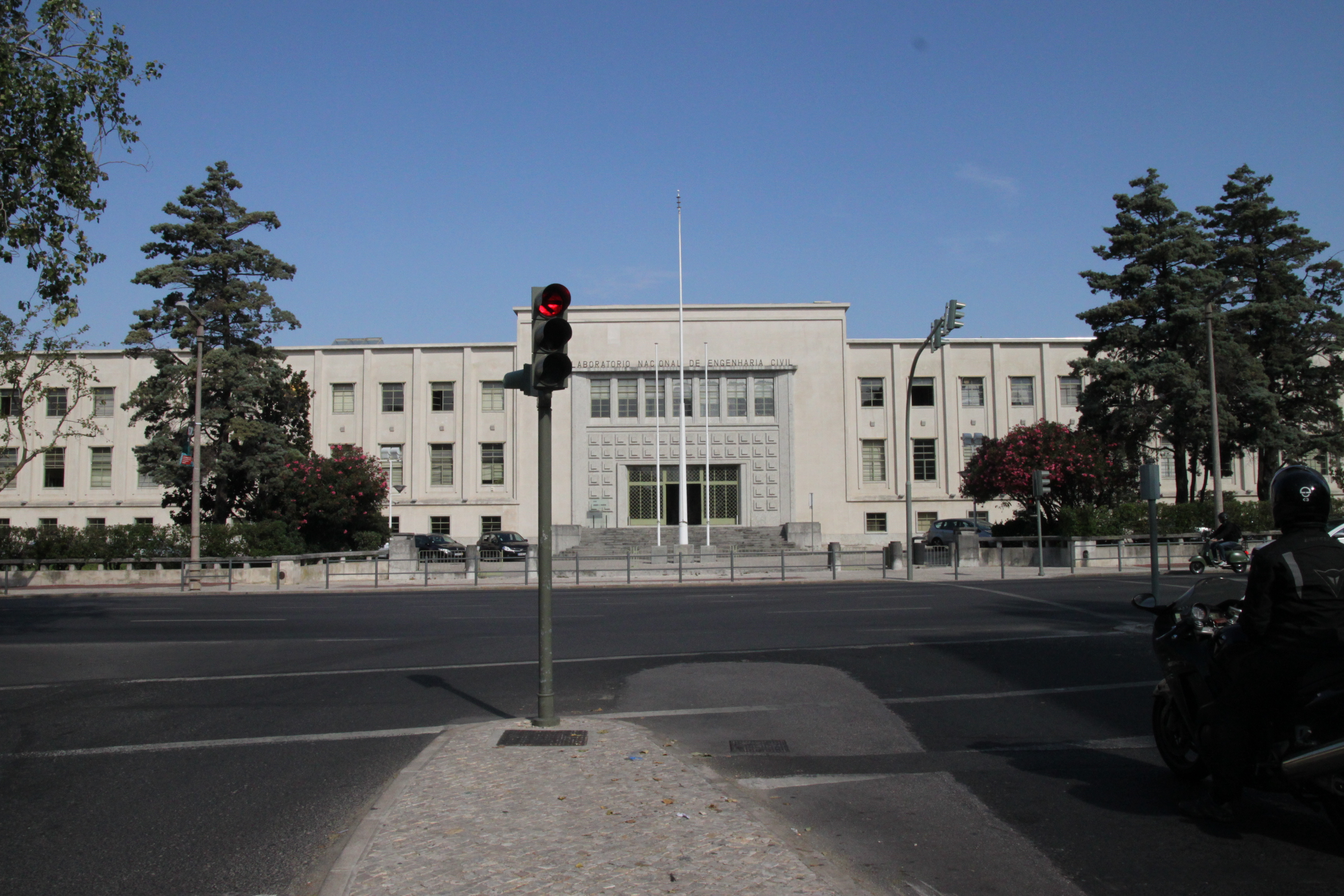
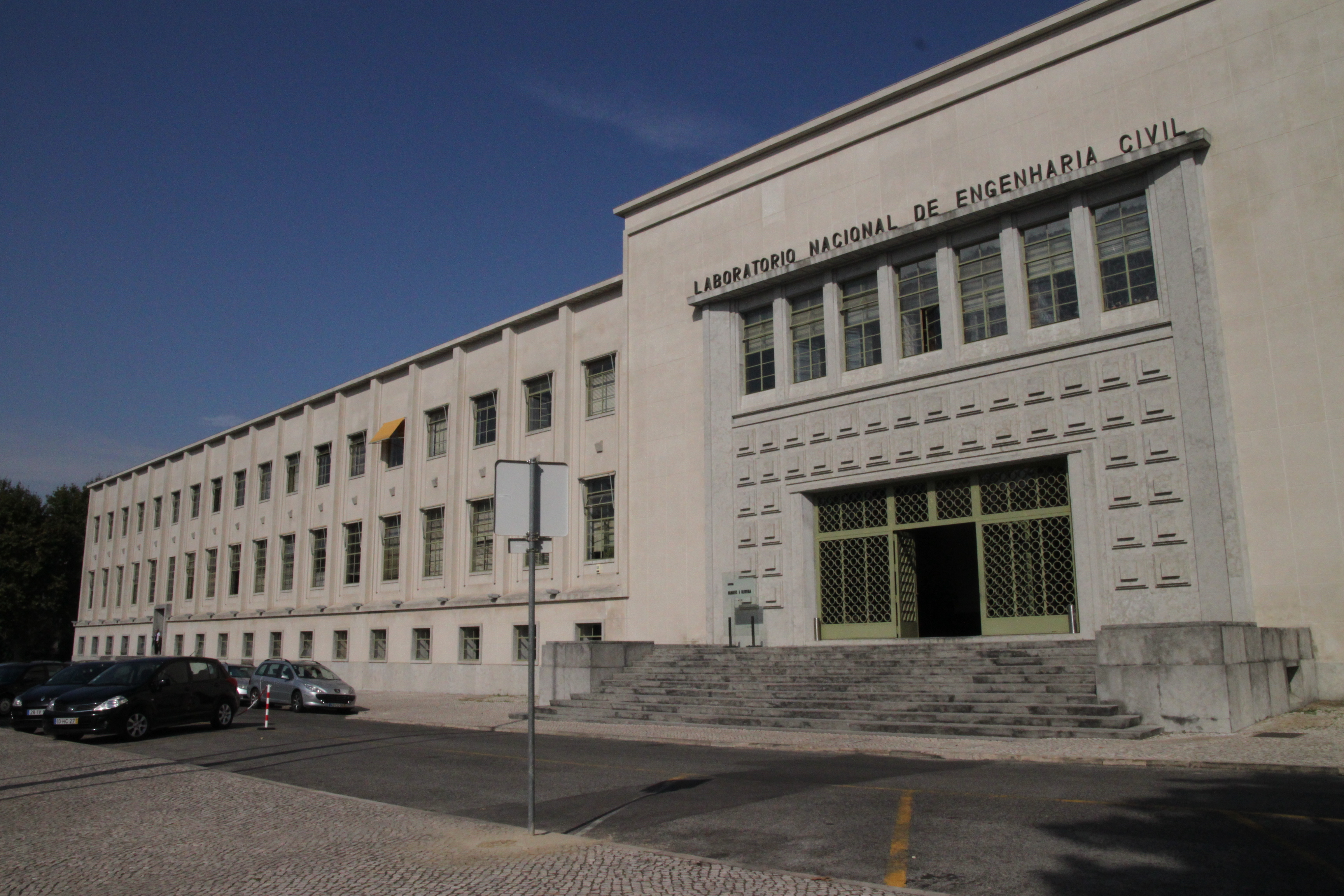

### Biblioteca Nacional de Portugal

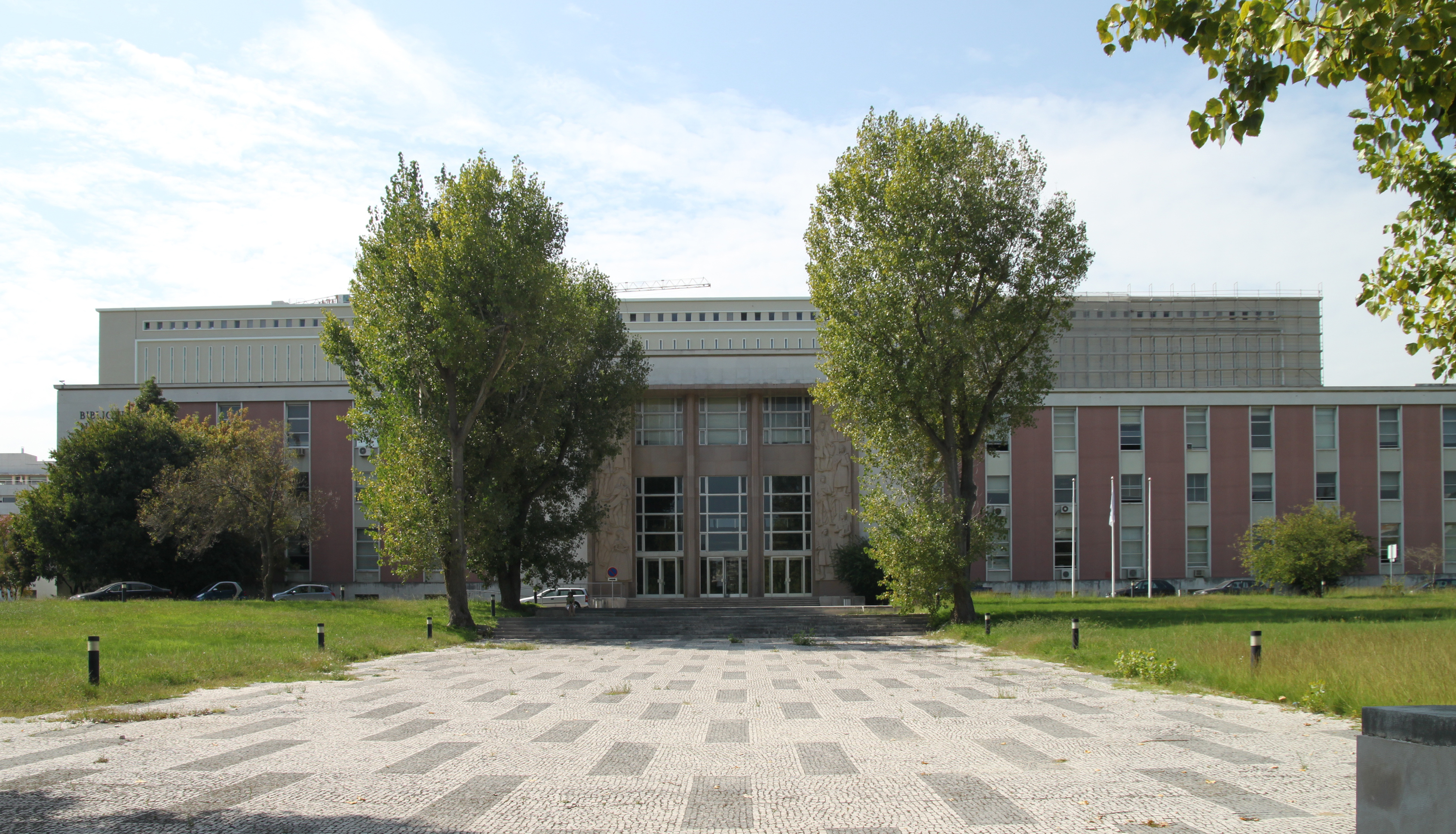
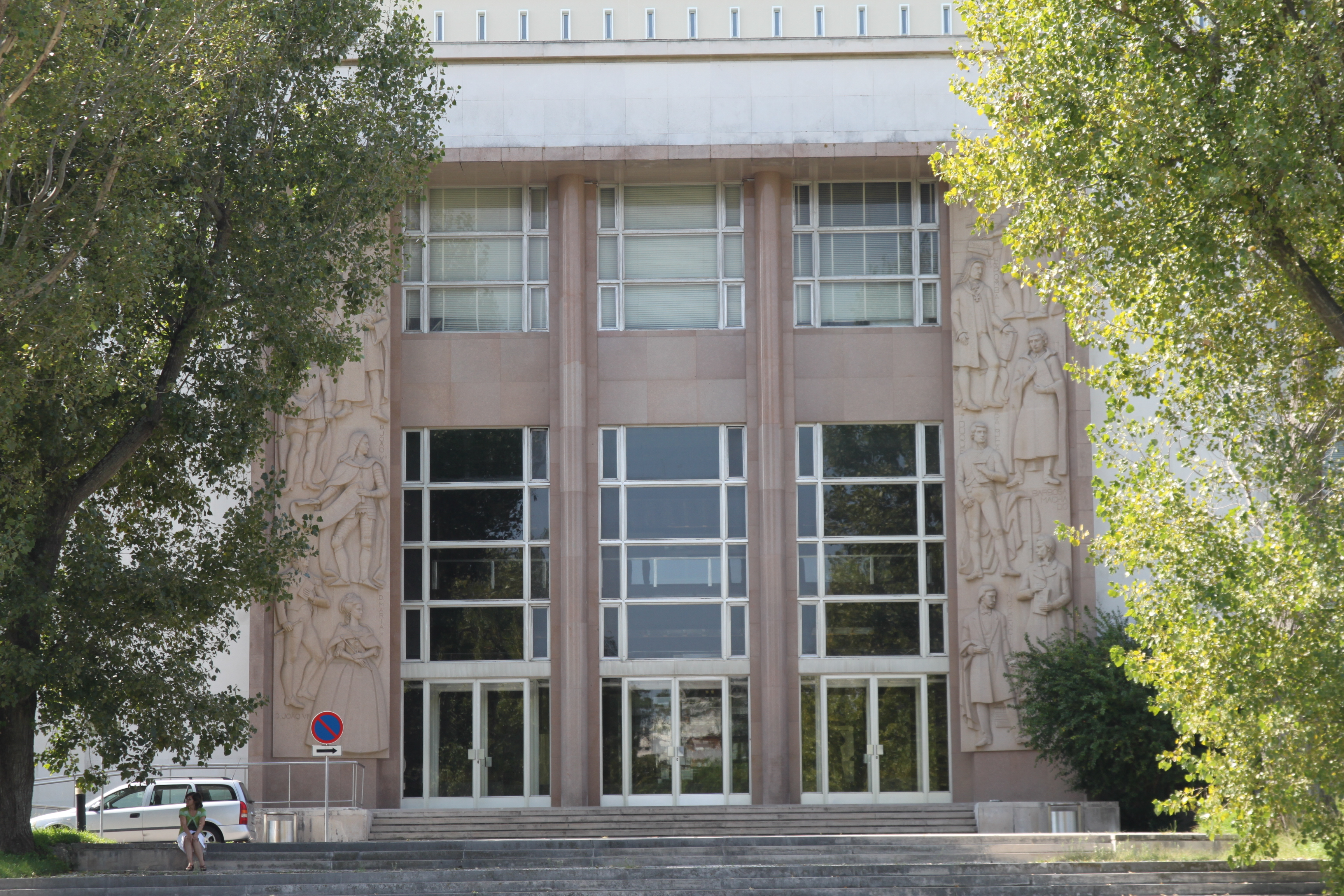

### Hotel Tivoli

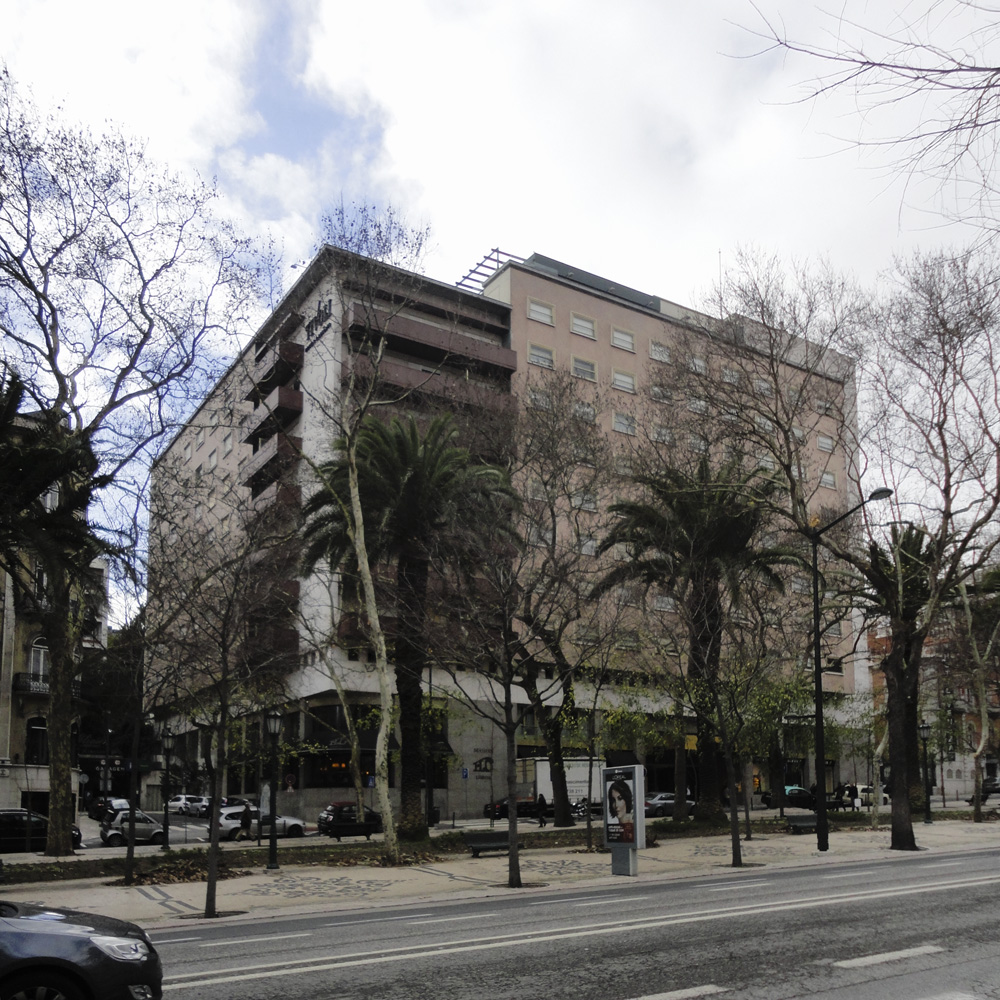
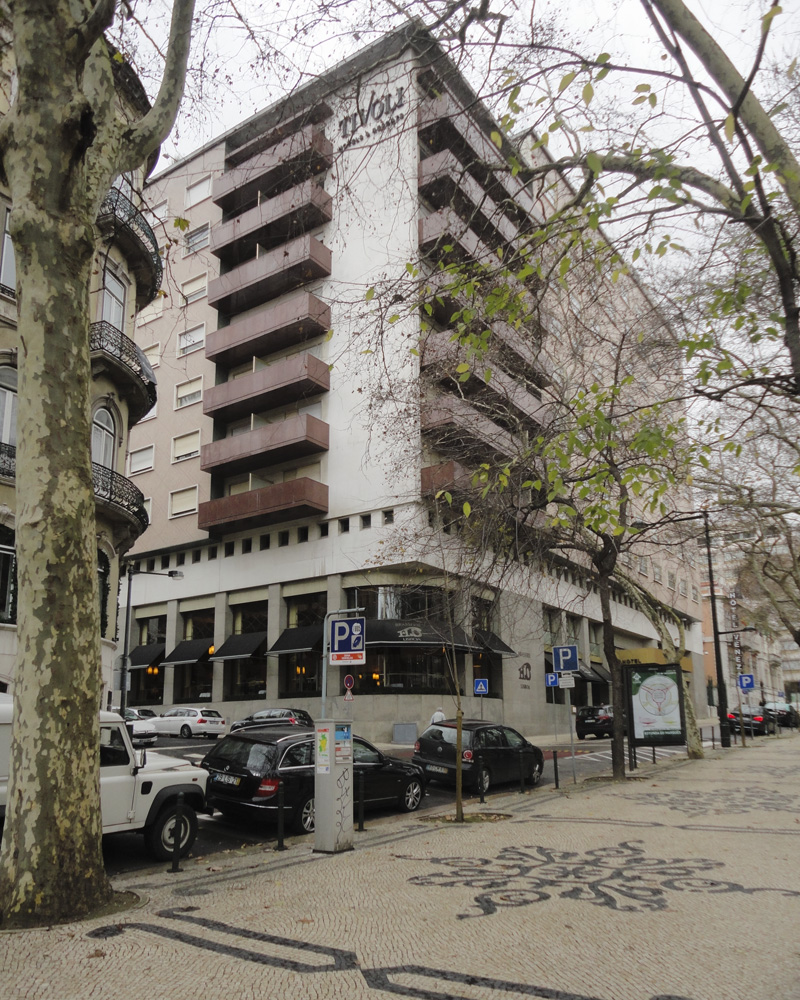
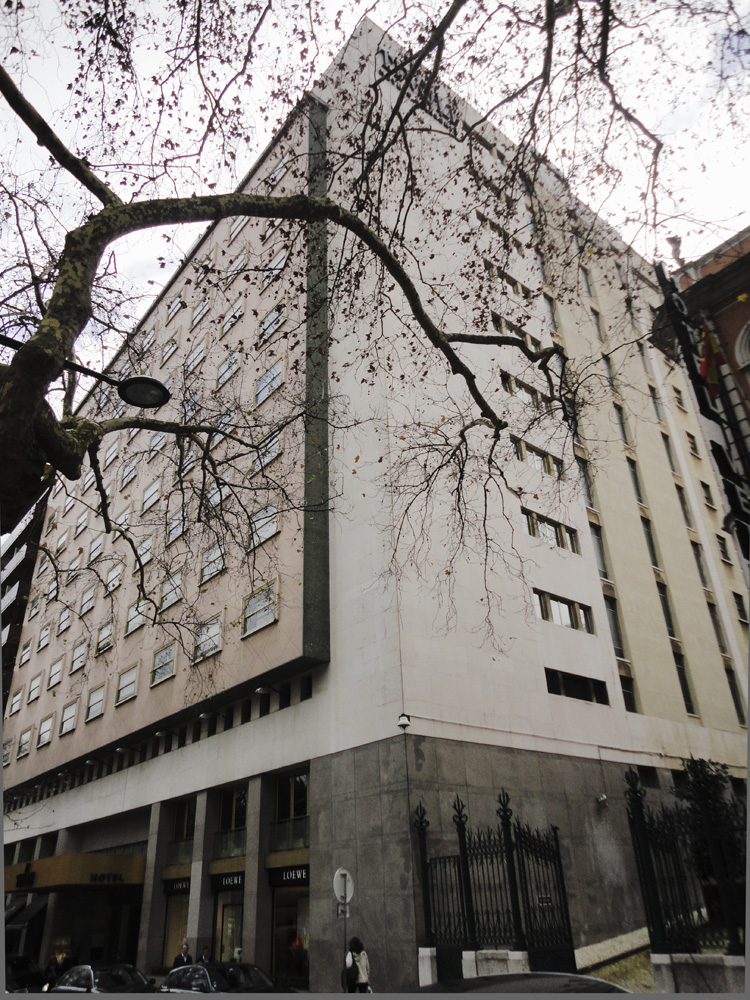
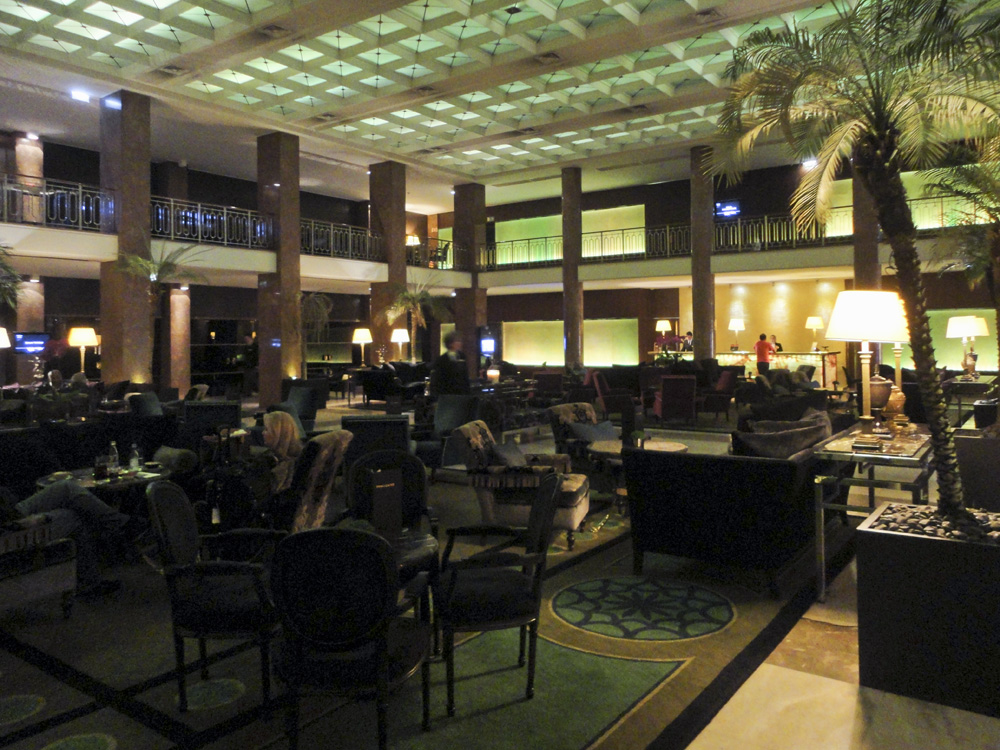

### Hotel Ritz / Four Seasons

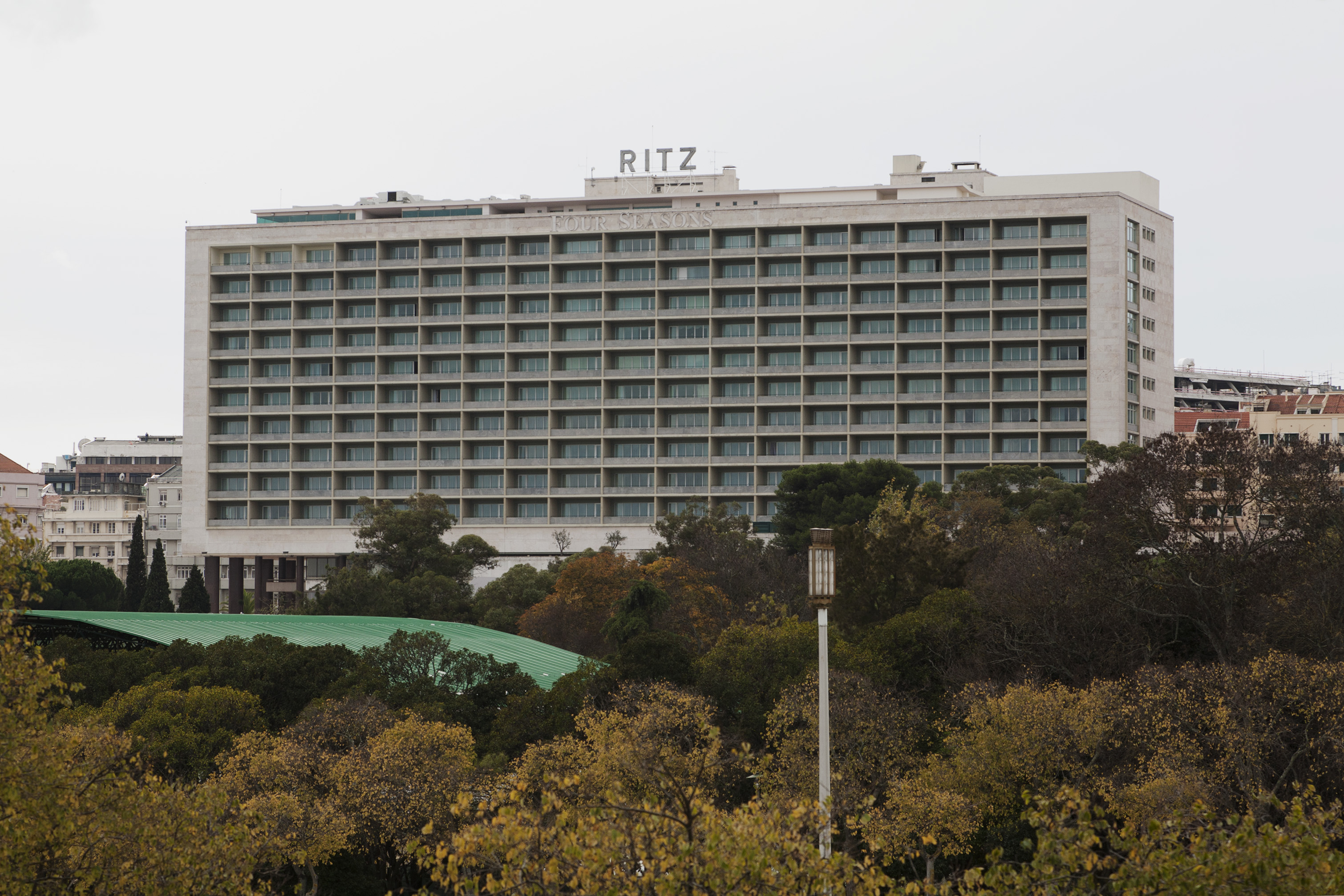
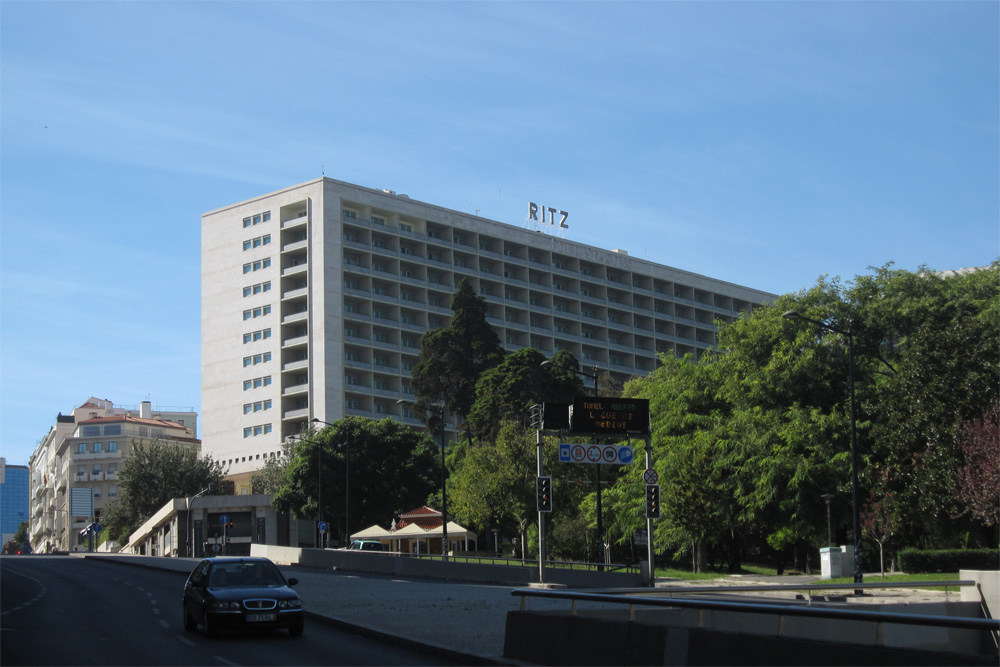
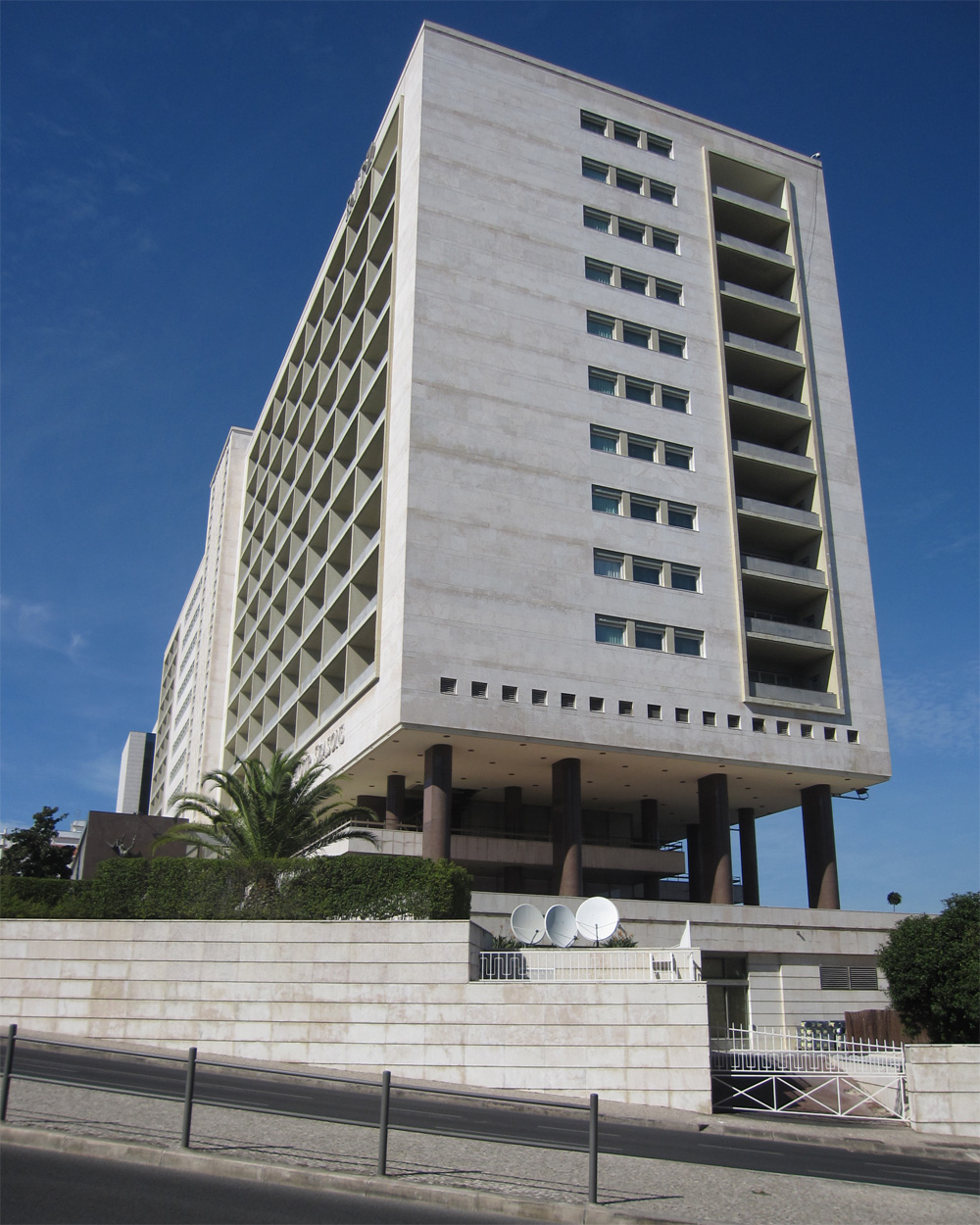
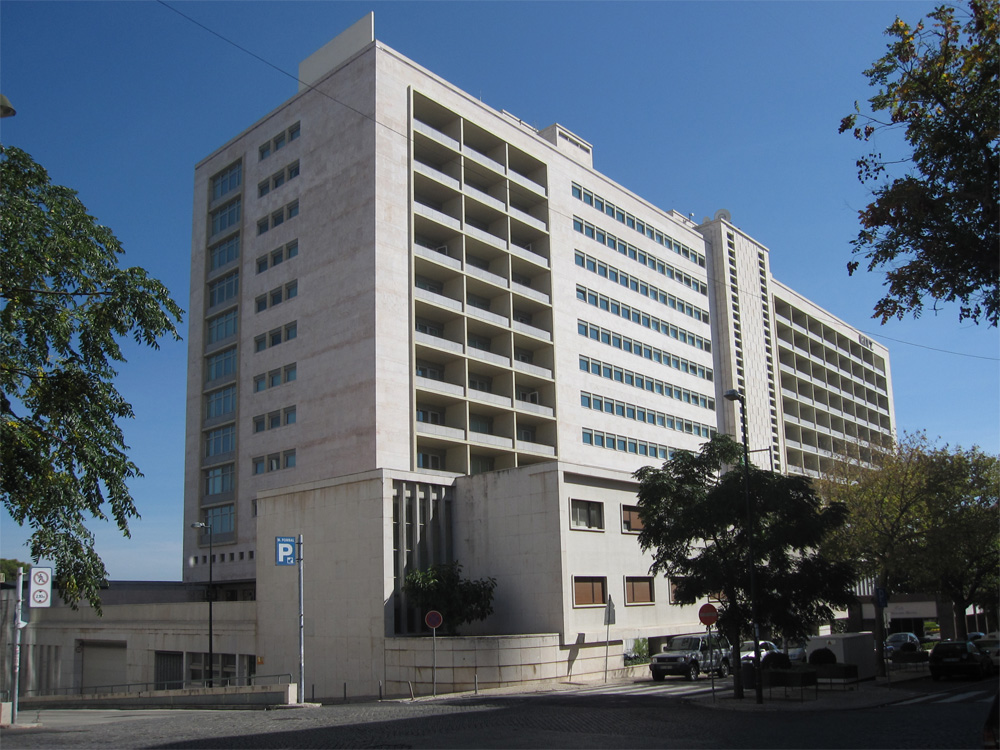
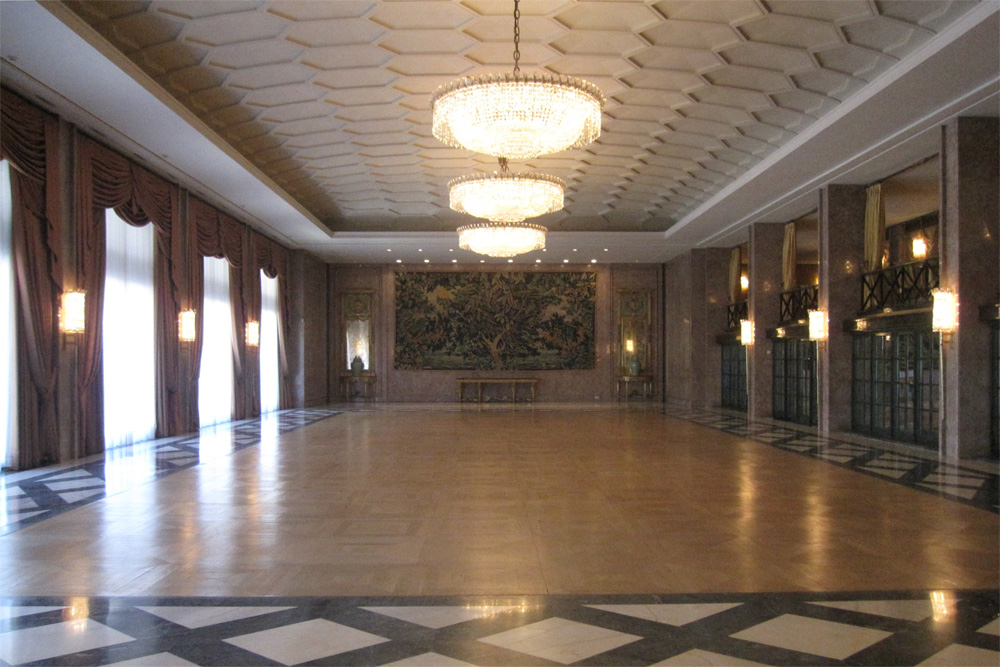

### Igreja de Nossa Senhora do Rosário de Fátima

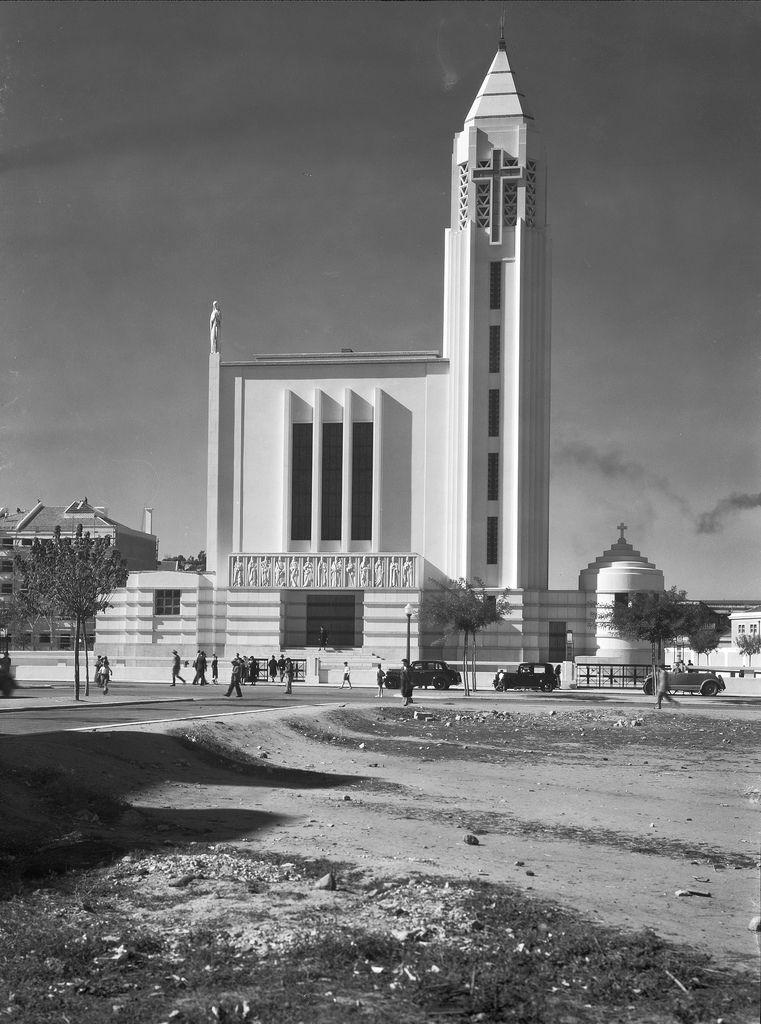
1938
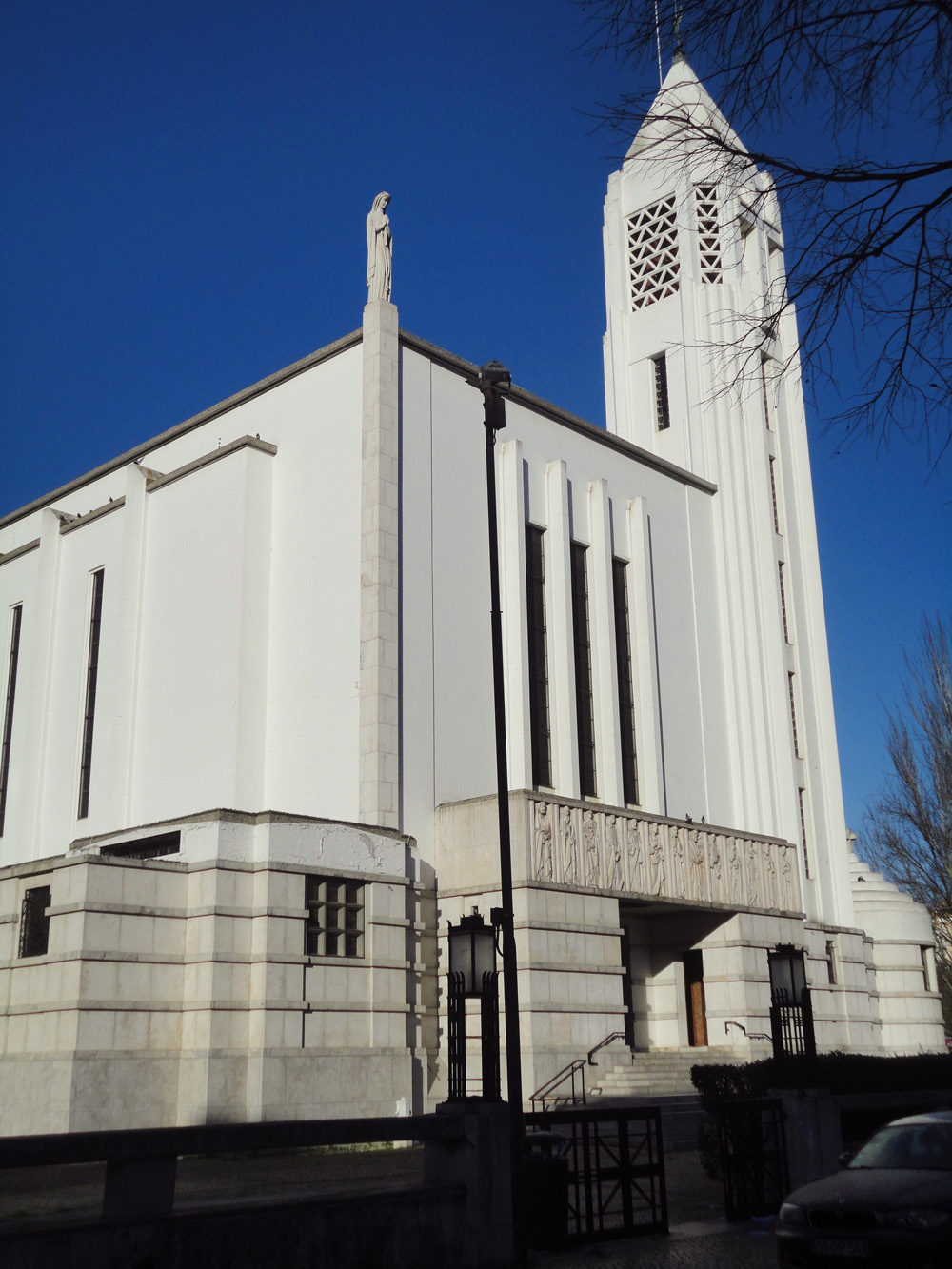
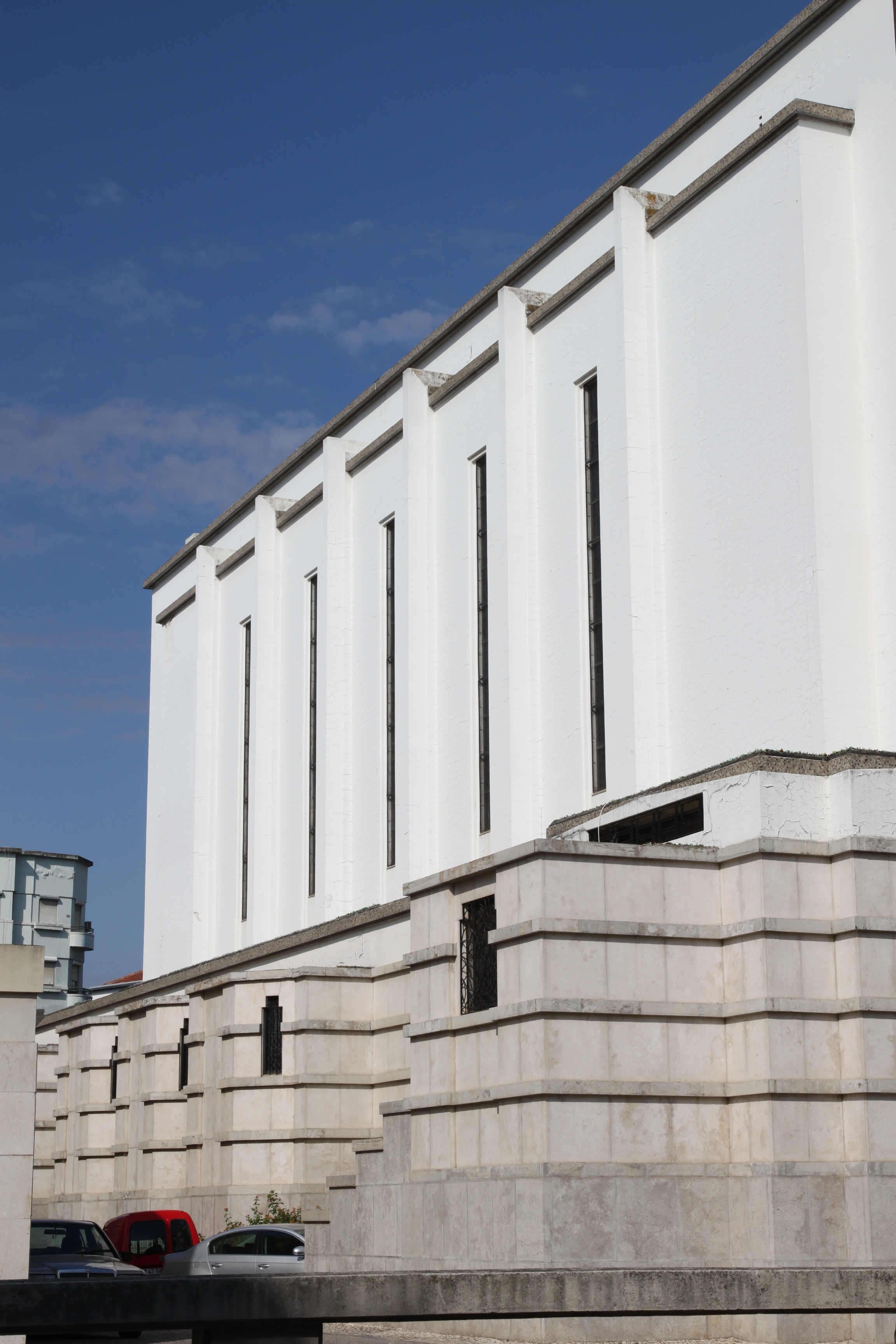
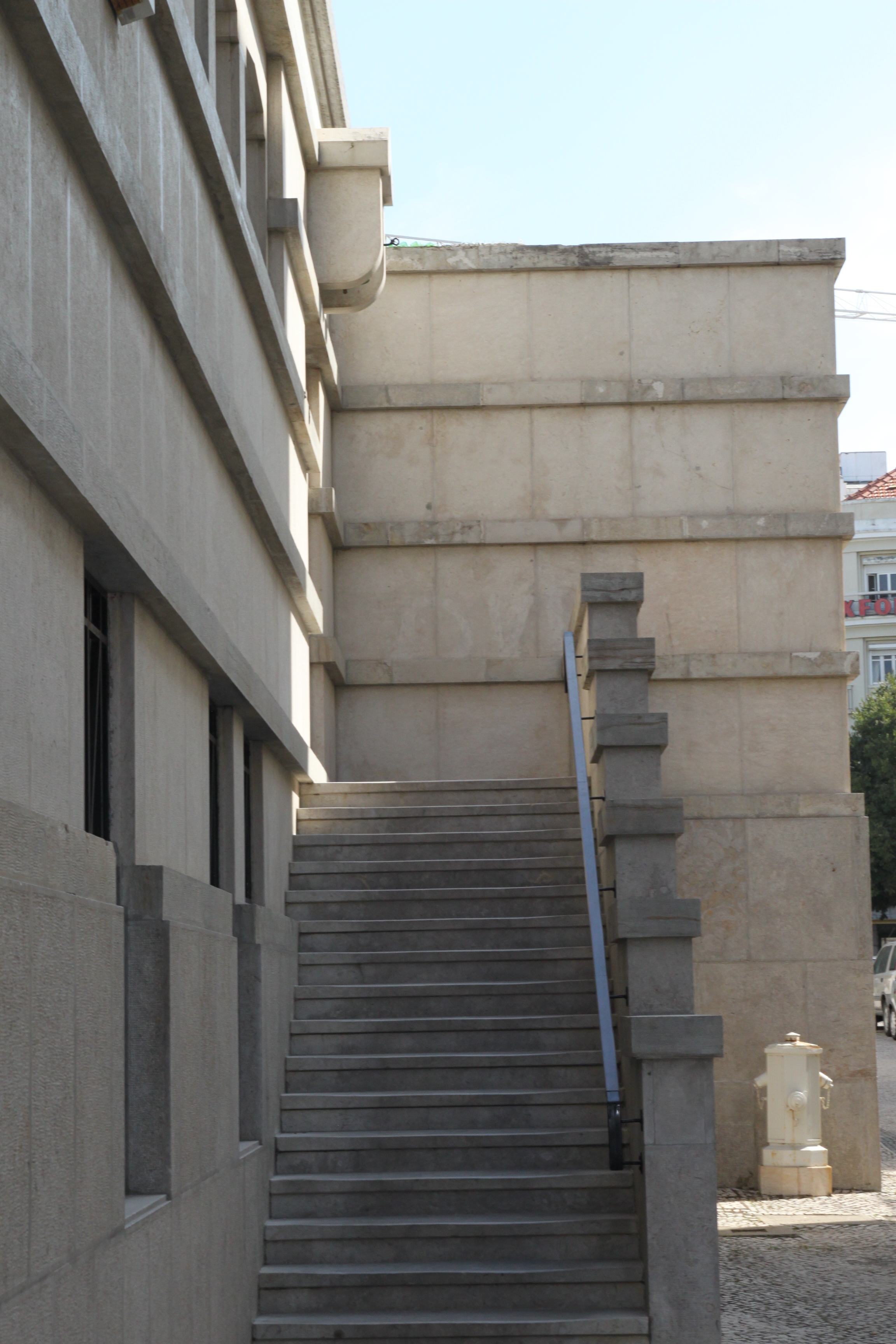
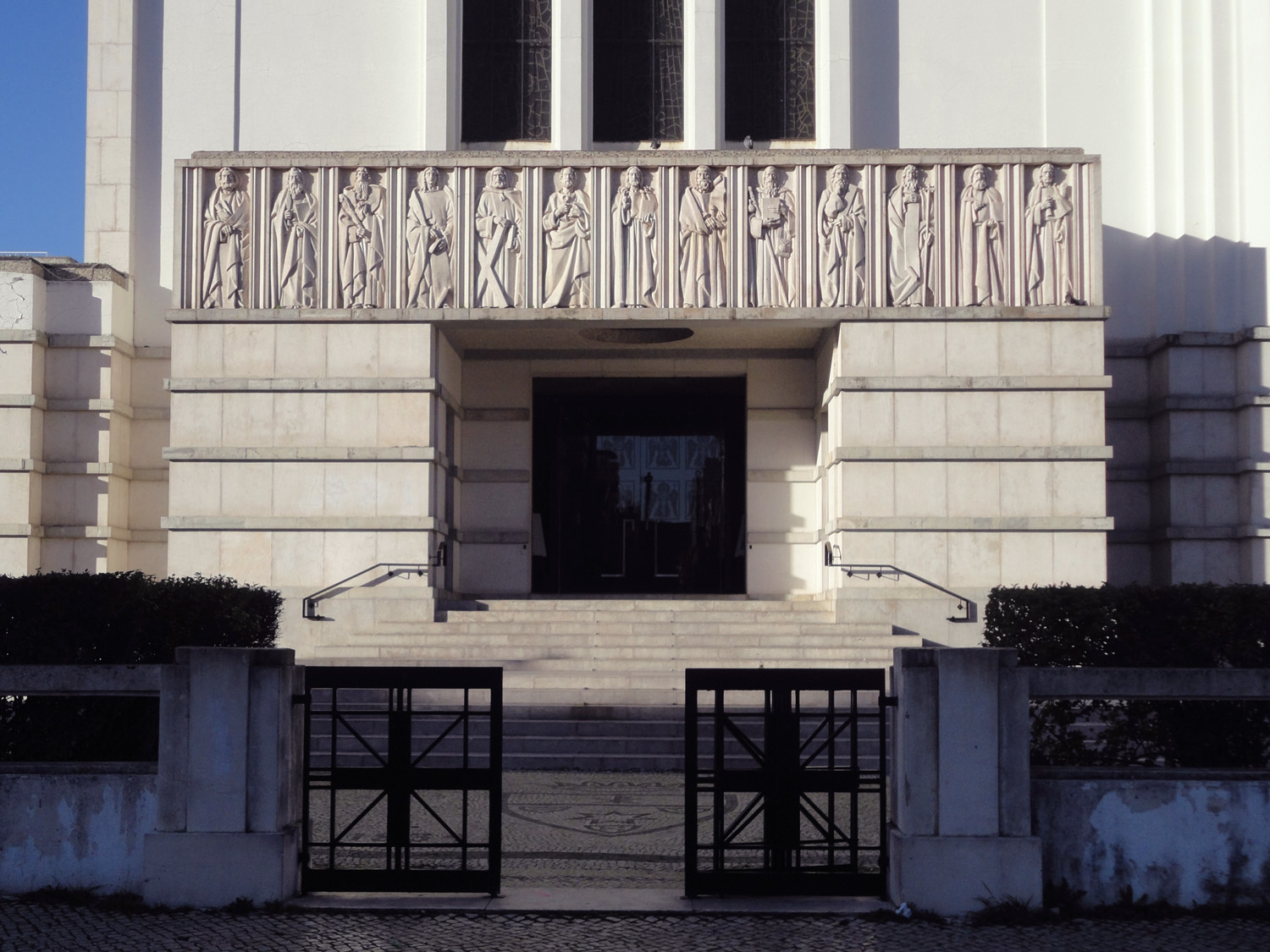
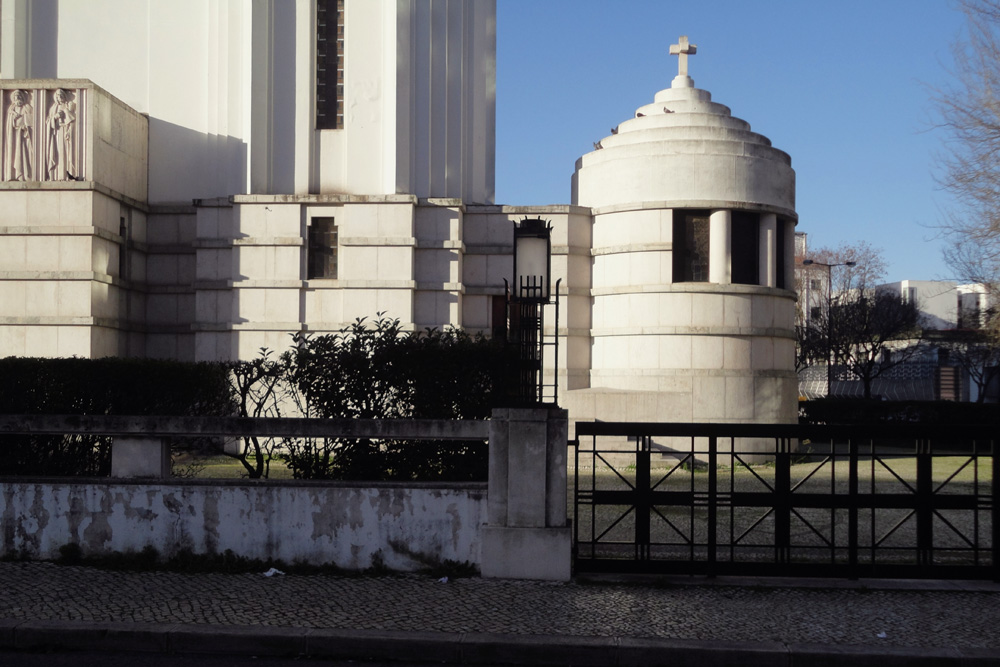
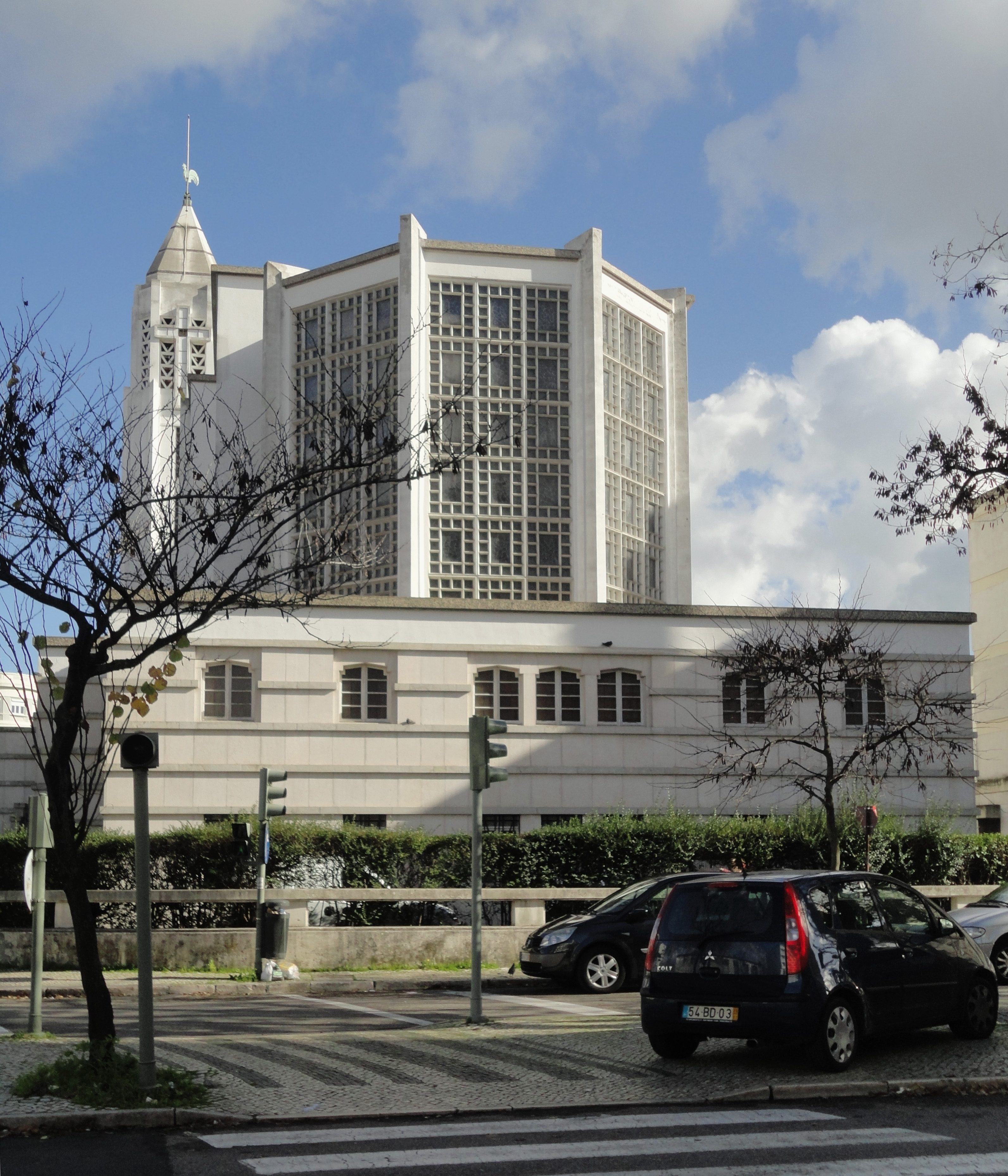
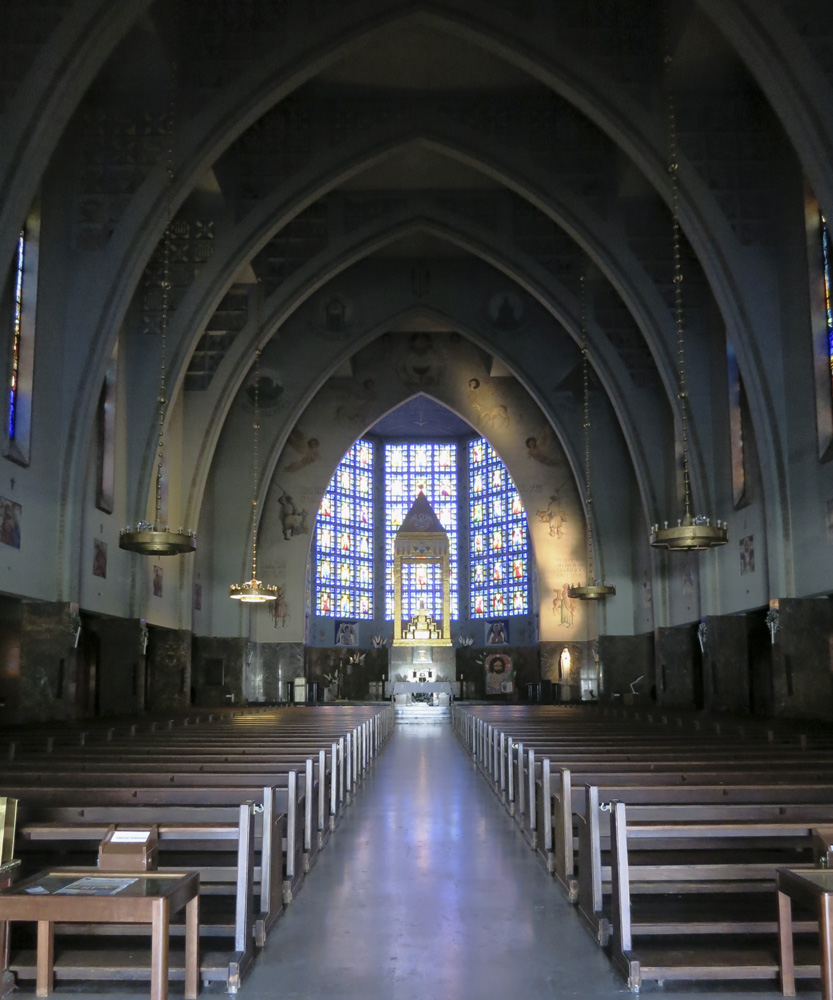
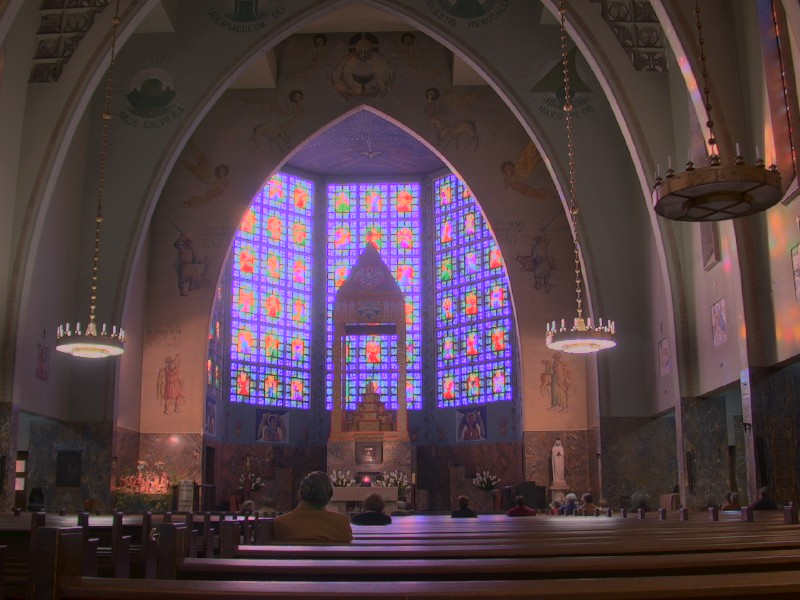

### Universidade de Lisboa

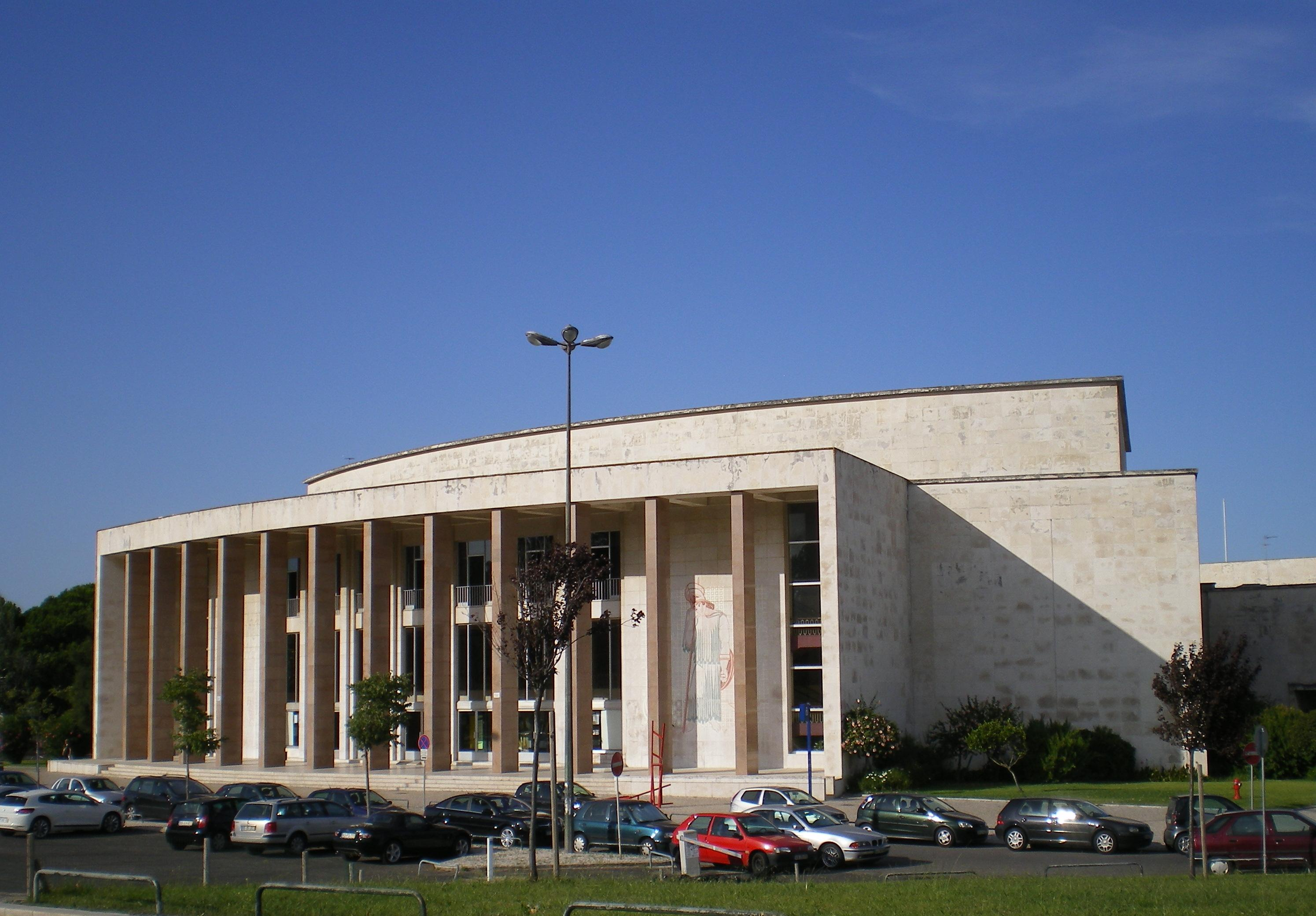
Reitoria / Aula Magna
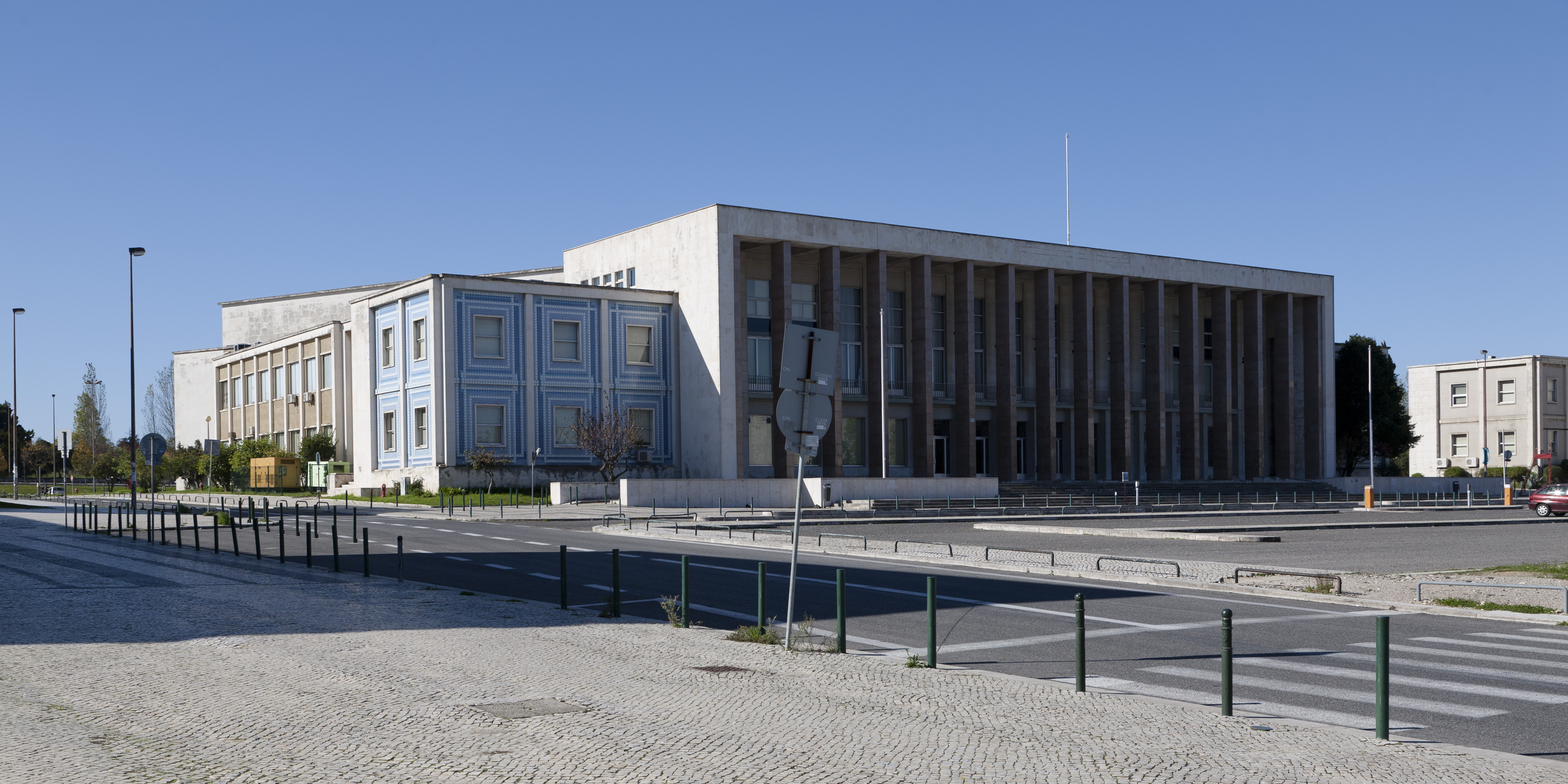
Reitoria
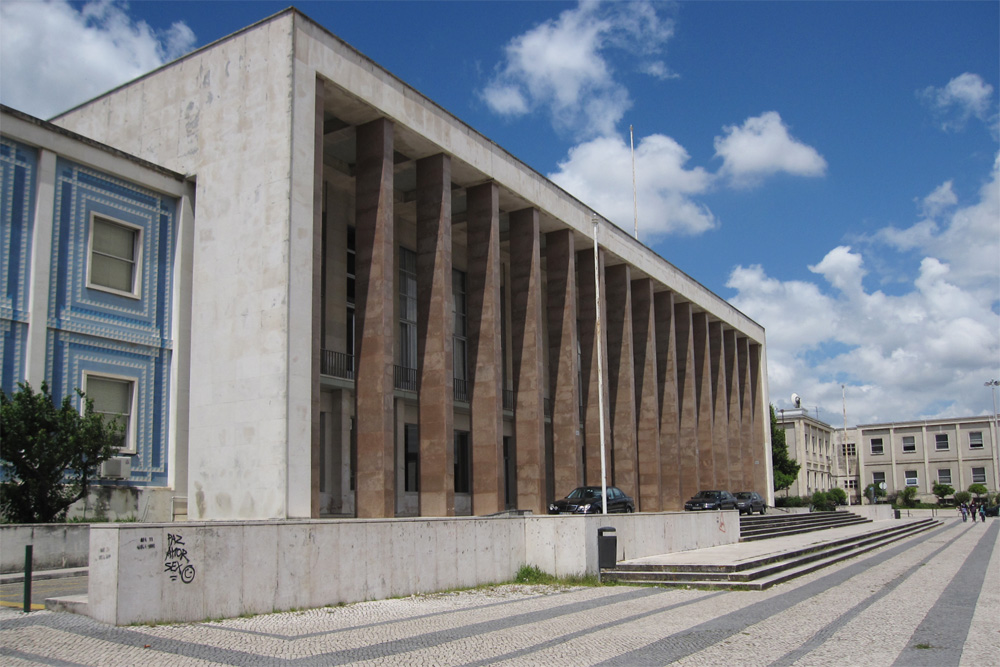
Reitoria
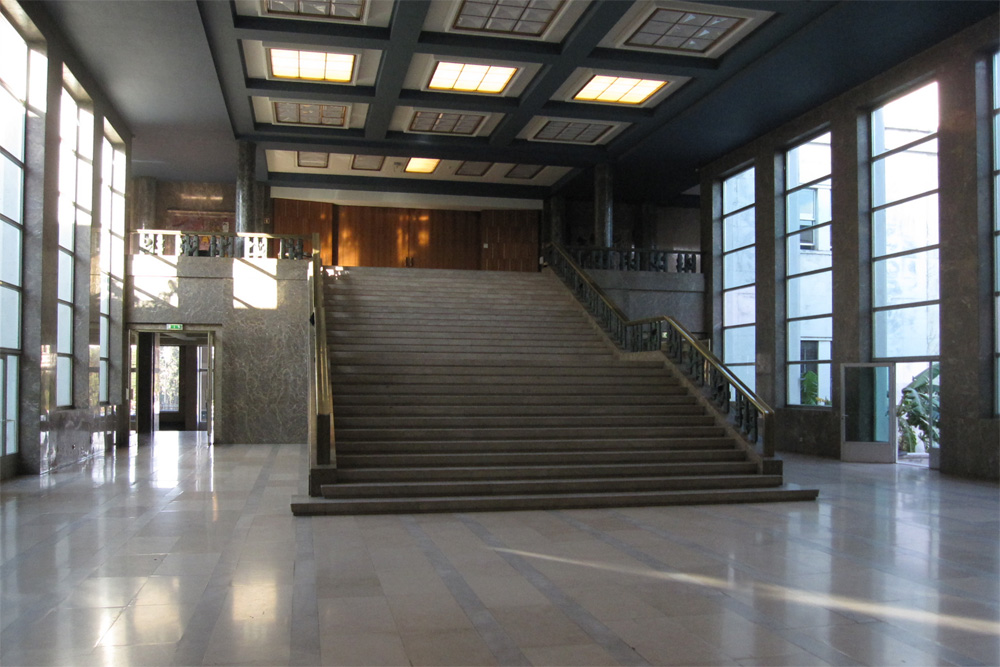
Reitoria
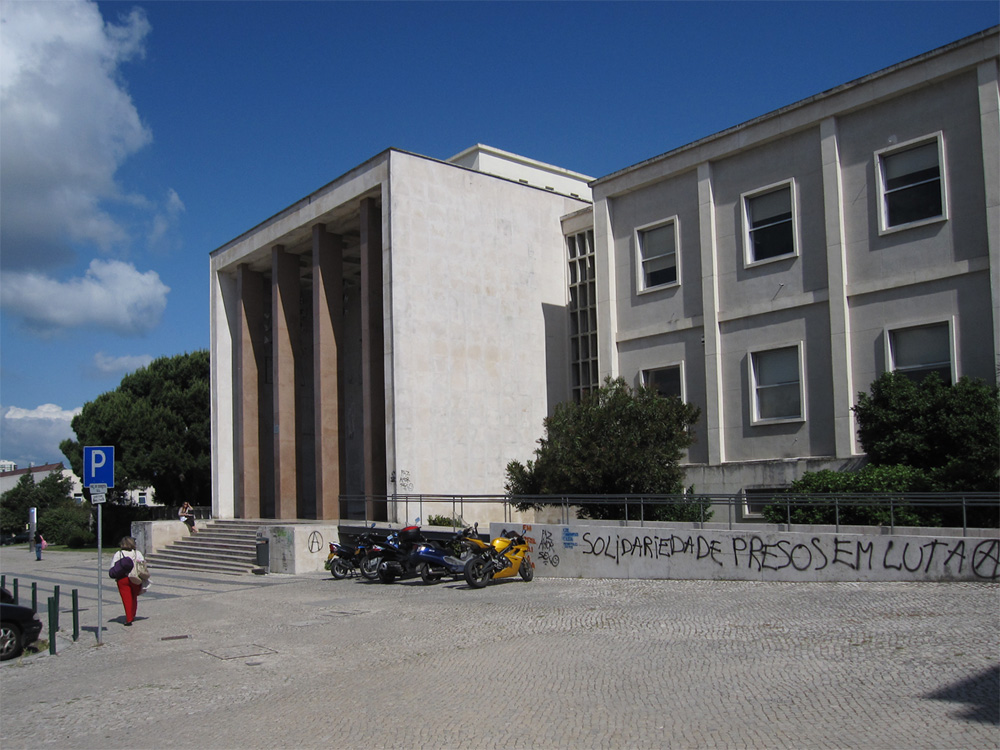
Faculdade de Direito
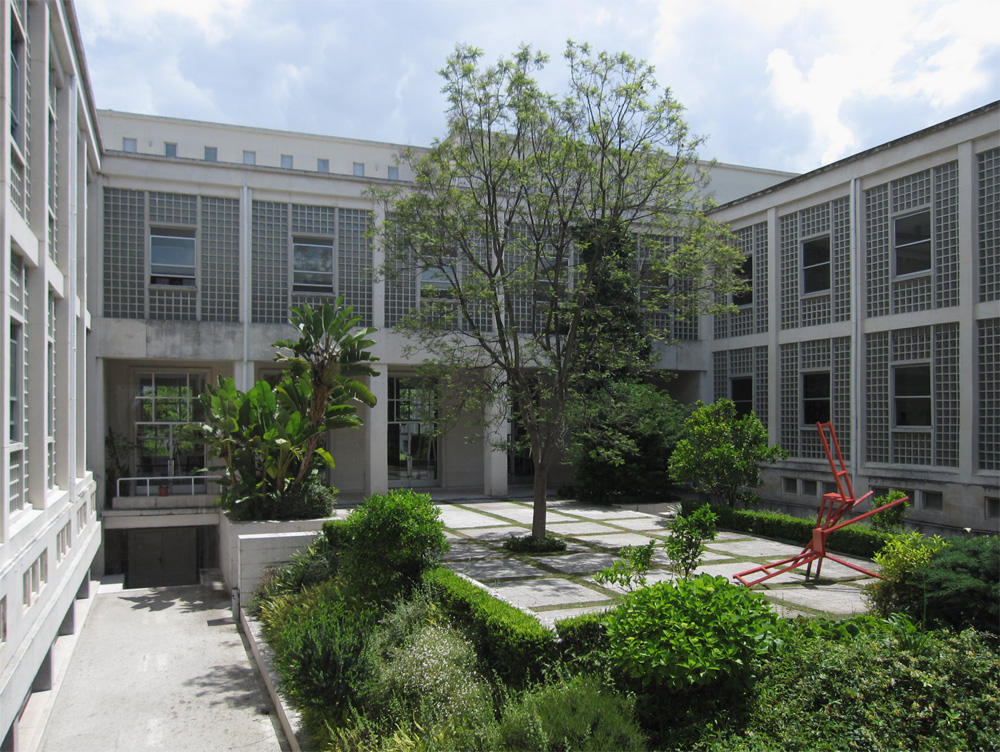
Faculdade de Direito
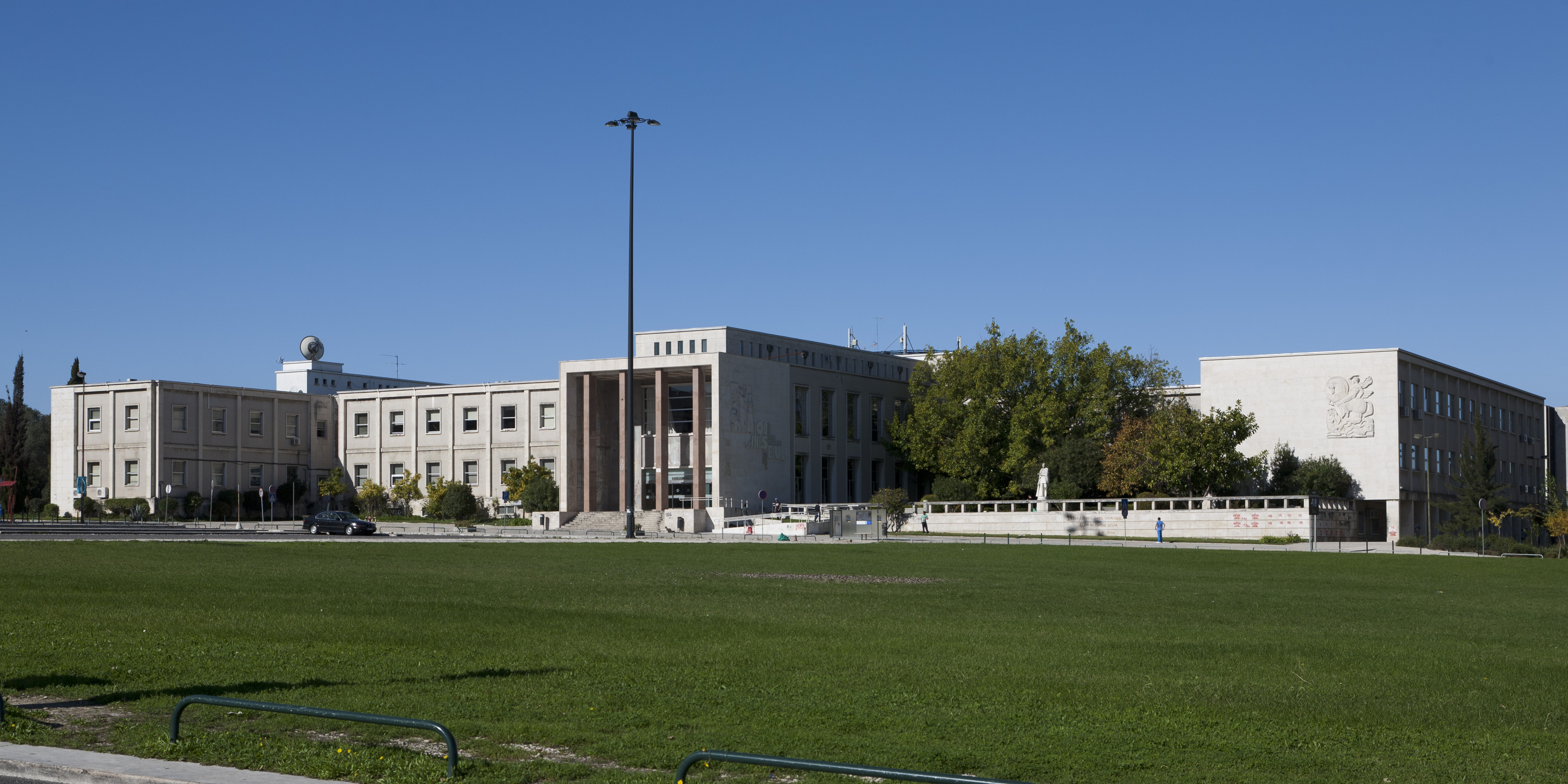
Faculdade de Letras